# FC Internazionale Milano
Pour les articles homonymes, voir Inter et Internazionale.
Ne pas confondre avec l'Associazione Calcio Milan, fondé en 1899.
Maillots
Actualités
Dernière mise à jour : 30 juin 2025.
| \| Milan \| L'Inter est basé à Milan dans la · région de Lombardie (au nord de l'Italie). |
| Milan                                                                                     |

Le Football Club Internazionale Milano, couramment appelée Inter (prononcé : [ˌinter]), est un club de football professionnel fondé le 9 mars 1908 et basé dans la ville de Milan, en Lombardie, dans le nord de l'Italie. Le club possède également une section féminine évoluant en Serie A.
Le FC Internazionale Milano a été fondé en 1908 par des dirigeants dissidents de l'AC Milan, avec lequel il partage la résidence du stade Giuseppe-Meazza (également dénommé San Siro, d'une capacité de 80 018 places) et dispute le « Derby della Madonnina ». Ce sont des rencontres de grande intensité au cours desquelles s'exacerbe la rivalité historique entre les deux clubs milanais et leurs supporters. Le club nourrit également une très importante rivalité sportive avec la Juventus (située elle dans la ville de Turin, dans la région voisine du Piémont), face à laquelle il dispute le « derby d'Italie ». Ces trois clubs (Juventus, Milan et Inter) concentrent d'ailleurs la majorité des titres acquis en Italie lors du siècle dernier.
L'Inter a remporté de nombreux trophées nationaux dont vingt scudetti (le nom donné à la victoire en championnat d'Italie), huit coupes d'Italie et huit supercoupes d'Italie, ce qui en fait le club le plus titré du pays derrière la Juventus. Il a notamment remporté cinq titres consécutifs entre 2006 et 2010. Sur le plan international, l'Inter compte à son palmarès trois Ligues des champions (en 1964, 1965, 2010), trois Coupes UEFA, deux Coupes intercontinentales et une Coupe du monde des clubs, ce qui lui vaut d'apparaître au sixième rang européen des clubs de football du XXe siècle selon l'IFFHS. En 2010, le club remporte un retentissant quintuplé : championnat, coupe et supercoupe d'Italie, Ligue des champions et Coupe du monde des clubs. Par ailleurs, l'Inter est l'unique équipe italienne à n'avoir jamais connu de relégation depuis son entrée en championnat, en 1908.
L'Inter est le second club le plus supporté en Italie et le sixième en Europe[réf. nécessaire]. Il est l'un des deux clubs, avec le Bayern Munich, constamment représentés en finale de la Coupe du monde de football depuis 1982.
Le club aux rayures bleues et noires (les nerazzurri) était dirigé par Massimo Moratti, de 1995 à 2013 (fils d'Angelo Moratti, président emblématique de la « Grande Inter » des années 1960). L'homme d'affaires indonésien Erick Thohir a pris le club en 2013 avant de le laisser dans les mains du géant commercial chinois Suning en 2016.
Au terme de la saison 2023-2024, l'Inter est sacré champion d'Italie et gagne sa deuxième étoile sur le maillot, synonyme de 20 championnats remportés.

## Histoire

### Les débuts (1908-1918)
Principaux titres :
 Championnat d'Italie (1)
- Champion en 1910

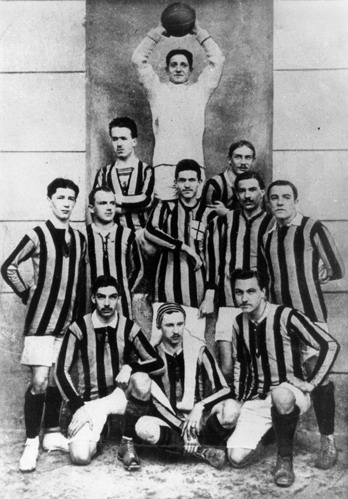
Équipe remportant le premier scudetto en 1909-1910.

Le Football Club Internazionale Milano est fondé dans le Ristorante Orologio (en français le « Restaurant Horloge ») le 9 mars 1908 par quarante-quatre membres dissidents de l'époque, italiens et suisses (dont entre autres Giorgio Muggiani, un peintre qui dessina le logo du club, Bossard, Lana, Bertoloni, De Olma, Enrico Hintermann, Arturo Hintermann, Carlo Hintermann, Pietro Dell'Oro, Hugo et Hans Rietmann, Voelkel, Maner, Wipf, ou encore Carlo Ardussi), de l'unique club de Milan, le Milan Cricket and Football Club (aujourd'hui l'AC Milan), mécontents de voir leur ancien club refuser aux étrangers la possibilité de jouer. La volonté initiatrice des fondateurs de donner la possibilité aux joueurs non italiens de porter le maillot du club se retrouve dans son nom « Internazionale ». Ses couleurs sont à l'origine l'or, le noir et le bleu.
Le premier président du club est Giovanni Paramithiotti, remplacé en 1909 par Ettore Strauss et en 1910 par Carlo De Medici. De 1908 à 1912, les premiers matchs de l'Inter se dérouleront dans le quartier des « Navigli di Milano » sur le terrain du Ripa Ticinese longé par le Naviglio Grande. Seulement deux ans après la fondation du club, l'Inter remporte son premier championnat, qu'elle doit notamment au talent de son entraîneur-joueur international, Virgilio Fossati.
La présidence du club change à plusieurs reprises au cours des années suivantes et l'équipe ne gagne pas de nouveau titre. La Première Guerre mondiale provoque l'interruption des compétitions au cours de la saison 1914-1915 et l'annulation des championnats suivants. Mobilisé, le capitaine Fossati perd la vie au combat en 1916.

### L'après Première Guerre mondiale (1918-1928)
Principaux titres :
 Championnat d'Italie (1)
- Champion en 1920

Le championnat reprend ses droits en 1919 et l'Inter de Nino Resegotti remporte son second Scudetto en 1920 (c'est-à-dire son second titre de champion d'Italie), en battant l'US Livourne en finale (3-2). Le président était alors Giorgio Hulss. La saison suivante, il gagne le championnat lombard et se classe troisième dans le groupe D des interrégionaux. Il continue sur cette lancée les années suivantes, sans gagner le championnat, mais se maintient quand même en haut du classement, sous le coaching du Hongrois Árpád Weisz, ancien joueur du club.
En 1921, l'Inter participe au championnat dissident organisé par la CCI. Dernier du groupe B, le club a eu à jouer un match de promotion-relégation face au champion de la Seconda Divisione Lombarda mais une modification du règlement, dans le cadre de la réunification des compétitions actée au cours du Compromesso Colombo, lui force de disputer deux barrages afin de conserver sa place dans l'élite. C'est chose faite et le club évolue la saison suivante au sein du championnat réunifié.
Par la suite, l'Inter ne décroche qu'une cinquième place en 1926-1927. Il y a eu deux changements de présidence : en 1923 est arrivé Mauro Enrico Olivetti et en 1926 c'est au tour de Senatore Borletti de prendre les rênes du club. Le banc a vu Bob Spotiswood, Paulo Schiedler, Árpád Weisz ou encore József Viola se succéder. La saison suivante, lors de laquelle l'Inter atteint la septième place, marque les débuts d'un jeune formé au club, un certain Giuseppe Meazza, qui a immédiatement montré ses capacités en inscrivant douze buts lors de sa première saison. Doté d'un sens du but hors du commun, il Balilla, comme on le surnommait, montrait dès l'âge de 17 ans la capacité de prendre les rênes de l'équipe et est devenu, lors de la décennie suivante, le symbole de l'Inter et de la Nazionale.

### Sous le régime fasciste, l'Ambrosiana(1928-1945)
Principaux titres :

Championnat d'Italie (3)
- Champion en 1930, 1938 et 1940
- Vice-champion en 1933, 1934, 1935 et  1941

 Coupe d'Italie (1)
- Vainqueur en 1939

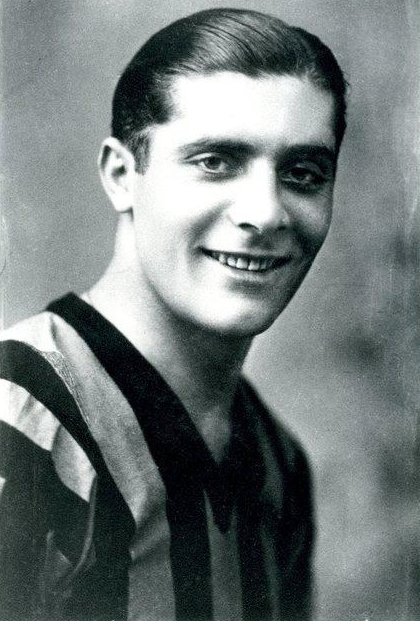
Giuseppe Meazza, le meilleur buteur de l'histoire du club.

Les directives émises par le régime fasciste en 1927 imposent la réduction des clubs doubles dans la même ville et décident de la fusions du Palestra Ginnastica Fiorentina Libertas et du Club Sportivo Firenze dans l'ACF Fiorentina, Ideale et F.C. Bari dans l'U. S. Bari, FBC Juventus et Gladiator dans l'U. S. Lecce et Alba, Fortitudo et Roman dans l'A.S Roma.
Quand, à la fin de la saison 1927-1928, Ernesto Torrusio, le bras droit du dirigeant fasciste Rino Parenti, président de l'U.S. Milanese, termine deuxième du Championnat du groupe B, il entrevoit la possibilité d'être intégré au Première Division et décide d'imposer la fusion à l'Internazionale.
L'Internazionale avait non seulement un nom peu évident à porter dans un régime fasciste, mais, contrairement à Milan, il n'était pas soumis au régime ou protégé de ce dernier. Torrusio change le nom de l'équipe et le maillot devient blanc avec une croix rouge (symbole de Milan) avec un faisceau au centre. L'Ambrosiana est dérivé de saint Ambroise, saint patron de Milan.
La saison 1928-1929 est un échec : l'équipe termine sixième du groupe B des qualifications de la Serie A. Même d'un point de vue économique, de graves problèmes apparaissent et, pour sauver la situation, Ernesto Torrusio est « démis » de son poste de vice-maire et la manne financière, sur laquelle il comptait, s'épuise. Le fasciste milanais et directeur sportif au sein de la DDS (qui a sans succès tenté de résoudre la situation) demande l'intervention de l'ancien président de la Casal, Oreste Simonotti, qui couvre une partie de la dette du club. À la fin de la saison 1929-1930, le club remporte le premier championnat de l'Ambrosiana (le troisième au total).
Avec Simonotti, le maillot des Nerazzurri retrouve ses couleurs au cours de la saison 1929-1930, avec un emblème sur la poitrine, à carreaux blancs et noirs, à la mémoire des couleurs de l'U.S. Milanese. Grâce à ce titre national, le scudetto apparaît sur le maillot. Les carreaux disparaissent, se retrouvant sur le col. À côté du Scudetto, un faisceaux est placé.
La saison se termine avec un championnat mérité. À la 15e journée de la phase retour, le 15 juin 1930, l'Ambrosiana accueille le Genoa à Milan, comme une finale du championnat. Les tribunes en bois cèdent sous le poids des spectateurs avant le match. La panique fera 167 blessés, le mach est tout de même joué (3-3, un triplé de Meazza). S'ensuit une crise financière et Simonotti demande l'aide du président de la FIGC, Leandro Arpinati, pour éviter l'effondrement financier. Cela ne semble avoir aucun effet et Simonotti décide de quitter la présidence de l'Ambrosiana.
Pour redresser cette situation délicate, Ferdinando Pozzani est appelé. Il n'y a pas de date, ni de trace officielle de ce changement, mais le fait est que Pozzani s'est installé à la place de Simonotti. À la suite de pressions des anciens dirigeants et des supporters qui, à chaque rencontre, chantent Forza Inter, Pozzani demande à la Fédération de changer de nom et le club devient l’AS Ambrosiana - Inter.
En 1934, le club compte quatre joueurs parmi l'équipe nationale vainqueur de la Coupe du monde en Italie : Luigi Allemandi, Armando Castellazzi, Attilio Demaría et l'attaquant Giuseppe Meazza. Quatre ans plus tard, l'Inter remporte son quatrième titre de champion. Quelques semaines plus tard, ils sont cinq Azzurri à conserver leur titre de champion du monde à Paris : Renato Olmi, Pietro Ferraris II, Giovanni Ferrari, Ugo Locatelli et Giuseppe Meazza.
L'année suivante, les coéquipiers de Meazza, devenu meneur de jeu, remportent la Coupe d'Italie pour la première fois de l'histoire du club, puis un cinquième Scudetto en 1940. Handicapé par les blessures, Meazza quitte le club en novembre et signe à l'AC Milan. Le club évite de peu la relégation lors de la saison 1941-1942, avant que les compétitions ne soient interrompues par l'extension de la Seconde Guerre mondiale. En octobre 1945, après la chute du régime fasciste, le club retrouve son nom d'origine.

### L'après Seconde Guerre mondiale (1945-1955)
Principaux titres :
 Championnat d'Italie (2)
- Champion en 1953 et 1954
- Vice-champion en 1949 et 1951

Après la chute du fascisme, le 27 octobre 1945, le président Masseroni annonce que « l'Ambrosiana s'appellera dorénavant uniquement Internazionale ». L'Inter a salué cet événement historique, sans étincelles, et en alternant de brillantes performances (comme le 6-2 historique face à la « Grande Torino ») et d'autres beaucoup plus faibles.
Le championnat mixte de 1945-1946 est la première édition sans phase unique depuis 1929-30. Malgré la qualification obtenue avec la deuxième place en championnat d'Italie du Nord, en phase finale l'équipe de Carlo Carcano ne termine qu'à la quatrième place.

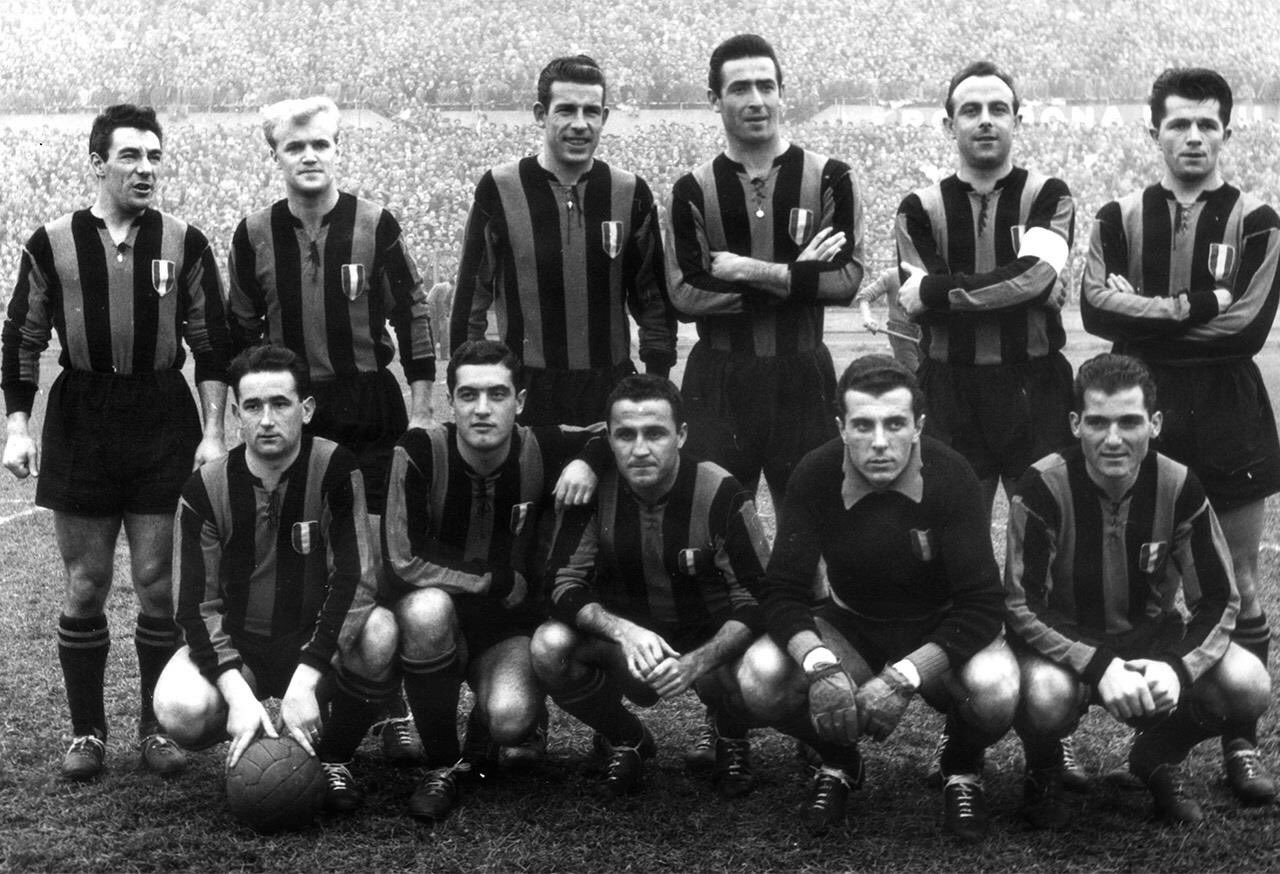
De gauche à droite Lorenzi, Skoglund, Nesti, Mazza, le capitaine Giovannini, Nyers; Padulazzi, Armano, Neri, Ghezzi et Giacomazzi.

1946-1947 commence avec de meilleures intentions : Carcano a confirmé, la FIGC permet l’acquisition de joueurs étrangers et les Sud-Américains Bovio, Cerioni, Pedemonte, Volpi et Zapirain forment les « cinque bidoni », en raison de leurs mauvaises performances. Zapirain se fait plus remarquer comme joueur de billard que de football et Bovio, critiqué en raison de surcharge pondérale, se caractérise par un comportement inimaginable : en janvier 1947, après une bonne première mi-temps face à Modène, il laisse ses coéquipiers à dix pour rester contre le radiateur du vestiaire. Quelques jours plus tard, Bovio, Cerioni et Volpi fuient vers l'Amérique du Sud. Masseroni sauve la face de l'équipe en confiant la gestion à Nino Nutrizio et à l'entraîneur-joueur Giuseppe Meazza. Le duo réussit plutôt bien et, lors du dernier match à San Siro, les tifosi fêtent une inespérée dixième place.
Seul l'idole intériste est confirmée sur le banc ce qui entraîne de graves problèmes de communication avec les joueurs, à tel point qu'il est remercié et remplacé par Carcano. Celui-ci ne peut plus compter sur le meneur Bruno Quaresima blessé à la clavicule, il décide donc de faire tourner l'équipe autour du jeune Benito Lorenzi, qui se distingue dès le début de la saison. Cependant à la fin de la saison 1947-1948, la troisième place de la mi-saison s'est transformée en douzième à la fin du championnat.
La saison 1948-1949 est devenu tristement célèbre, en raison du drame du Superga. L'Inter acquiert de nouveaux joueurs : István Nyers, surnommé « Étienne » en raison de ses origines françaises, le défenseur Attilio Giovannini et l'attaquant Gino Armano, posent les premiers fondements d'un glorieux avenir. Les nouveaux n'offrent pas le jeu demandé par Sir John David Astley, qui est remplacé en mi-saison par Giulio Cappelli. Le nouvel entraîneur signe un retour impressionnant et atteint la seconde place avec cinq points d'avance sur la Juventus et cinq de retard sur le Torino. Nyers finit meilleur buteur avec 26 buts.

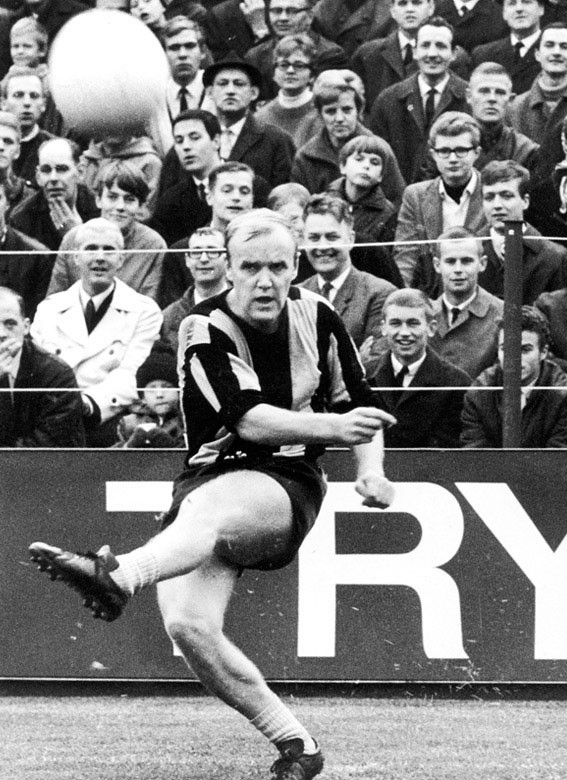
Lennart Skoglund a inscrit 57 buts en 246 matchs avec l'Inter.

Un nouvel entraîneur arrive, Aldo Olivieri remplace Giulio Cappelli, sa confiance en Lorenzi conduit à la vente d'Amadei et au départ du milieu de terrain Aldo Campatelli. Masseroni doit retrouver un meneur de jeu et recrute le suédois Lennart Skoglund, surnommé « Nacka », sa région d'origine. La fin du championnat est marquée par une remontée sur un Milan en déclin, mais l'Inter ne parvient pas à rattraper le retard et le championnat 1950-1951 revient aux Rossoneri pour un seul point. La saison suivante, les nerazzurri terminent à la troisième place derrière la Juventus et l'AC Milan.
La saison 1952-1953 commence par une révolution tactique. Le nouvel entraîneur Alfredo Foni, un précurseur du catenaccio, replace Ivano Blason en libero et écarte Wilkes en faveur de Bruno Mazza, acheté avec Fulvio Nesti. Les hommes de Foni prennent les commandes dès la neuvième journée et ne la lâchent plus jusqu'à la fin. La particularité de l'équipe est la compacité, grâce à laquelle le danger pour le gardien Giorgio Ghezzi se réduit au minimum. Une première étape est franchie lors de la quinzième journée, quand l'Inter bat la Juventus et acquiert quatre longueurs d'avance sur Milan. Au cours des quatre journées suivantes, l'avantage passe à huit points, puis neuf à la vingt-deuxième. À ce moment, l'Inter peut se consacrer à la défense de cet avantage et s'assure le sacre final avec une victoire sur Palerme. Mention spéciale pour la défense qui n'a encaissé que 24 buts.
Le titre de champion permet à Masseroni quelques économies, accueillies avec quelques grognements, en raison des arrivées peu reluisantes du gardien Cavalli, de Vincenzi et de l'attaquant Zambaiti. De toute évidence, le président mise tout sur la confirmation du bloc de l'équipe. Sous la direction de Foni, l'Inter réussit à conserver le titre, cette fois après une lutte acharnée avec la Juventus, qui a vu les nerazzurri l'emporter d'un seul point. Le tournant du championnat arrive à la trentième journée quand la Juventus perd contre Bergame tandis que l'Inter égalise contre Palerme. Ce précieux point est vaillamment défendu dans les deux dernières journées et offre à l'Inter son septième scudetto. Masseroni, fatigué de la critique constante de son travail, prend note de l'effondrement de 1954-55 et décide de renvoyer la balle à Angelo Moratti.

### LaGrande Inter(1955-1972)
| - Tarcisio Burgnich (1962-1974) - Mario Corso (1957-1973) - Alessandro Mazzola (1961-1977) - Giacinto Facchetti (1960-1978) - Luis Suarez (1961-1970) - Armando Picchi (1960-1967) - Jair (1962-1967 et 1968-1972) |

Principaux titres :
 Ligue des champions (2)
- Vainqueur en 1964 et 1965
- Finaliste en 1967 et 1972

 Championnat d'Italie (4)
- Vainqueur en 1963, 1965, 1966 et 1971
- Vice-champion en 1962, 1964 1967 et 1970

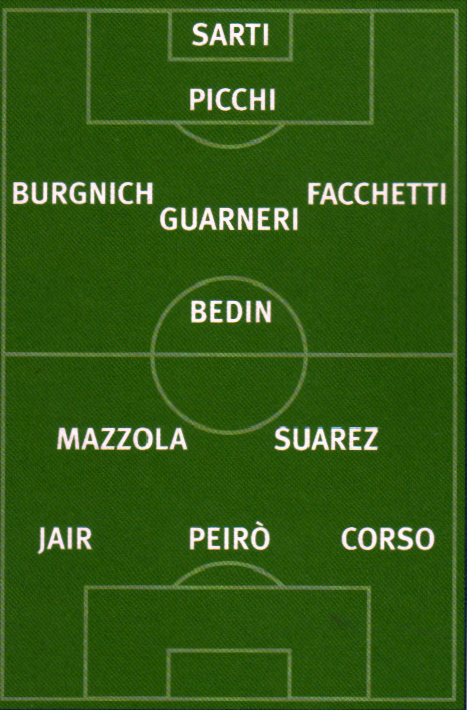
Schéma tactique de l'Inter lors de la saison 1964-1965.

 Coupe du monde des clubs (2)
- Vainqueur en 1964 et 1965

 Coupe d'Italie
- Finaliste en 1959 et 1969

#### L'arrivée d'Angelo Moratti: Les prémices de la gloire (1955-1960)
| Saisons 1955–1960             |                    |        |
| Saison                        | Classement         | Points |
| 1955/56                       | Médaille de bronze | 39     |
| 1956/57                       | 5.                 | 35     |
| 1957/58                       | 9.                 | 32     |
| 1958/59                       | Médaille de bronze | 46     |
| 1959/60                       | 4.                 | 40     |
| Vert: Victoire en championnat |                    |        |

Angelo Moratti rachète le club en 1955 au président Carlo Masseroni qui doit quitter le club. Après plusieurs années sans succès, il débauche en 1960 l'entraîneur franco-argentin du FC Barcelone, Helenio Herrera.
Celui-ci fait venir l'année suivante l'attaquant espagnol Luis Suárez Miramontes, Ballon d'or en 1960, et bâtit rapidement une équipe emblématique de l'histoire du club, connue comme la Grande Inter. Fin tacticien, Herrera bâtit une Inter hermétique, basée sur un système en 5-3-2 qui perfectionne le catenaccio, un système défensif optimisant l'art de la contre-attaque.

#### La domination européenne et mondiale avec Helenio «Il Mago» Herrera (1960-1967)
| Saisons 1960–1967             |                    |        |
| Saison                        | Classement         | Points |
| 1960/61                       | Médaille de bronze | 44     |
| 1961/62                       | Médaille d'argent  | 48     |
| 1962/63                       | Médaille d'or      | 49     |
| 1963/64                       | Médaille d'argent  | 54     |
| 1964/65                       | Médaille d'or      | 54     |
| 1965/66                       | Médaille d'or      | 50     |
| 1966/67                       | Médaille d'argent  | 48     |
| Vert: Victoire en championnat |                    |        |

L'Inter accueille deux nouvelles recrues : le milieu droit Jair et Tarcisio Burgnich, arrivé de Palerme. Le « magicien » Helenio Herrera achète des joueurs expérimentés pour les associer aux jeunes déjà en place et au talent de Mario Corso, célèbre pour ses coups francs « en feuille morte ». L'équipe commence doucement, mais se reprend à la mi-championnat et remporte presque tous ses matchs face à ses opposants directs, comme le 4-0 infligé à Bologne. Après la victoire dans le Derby, avec un étincelant Mazzola, vient la douche froide d'une défaite à Bergame contre l'Atalanta.

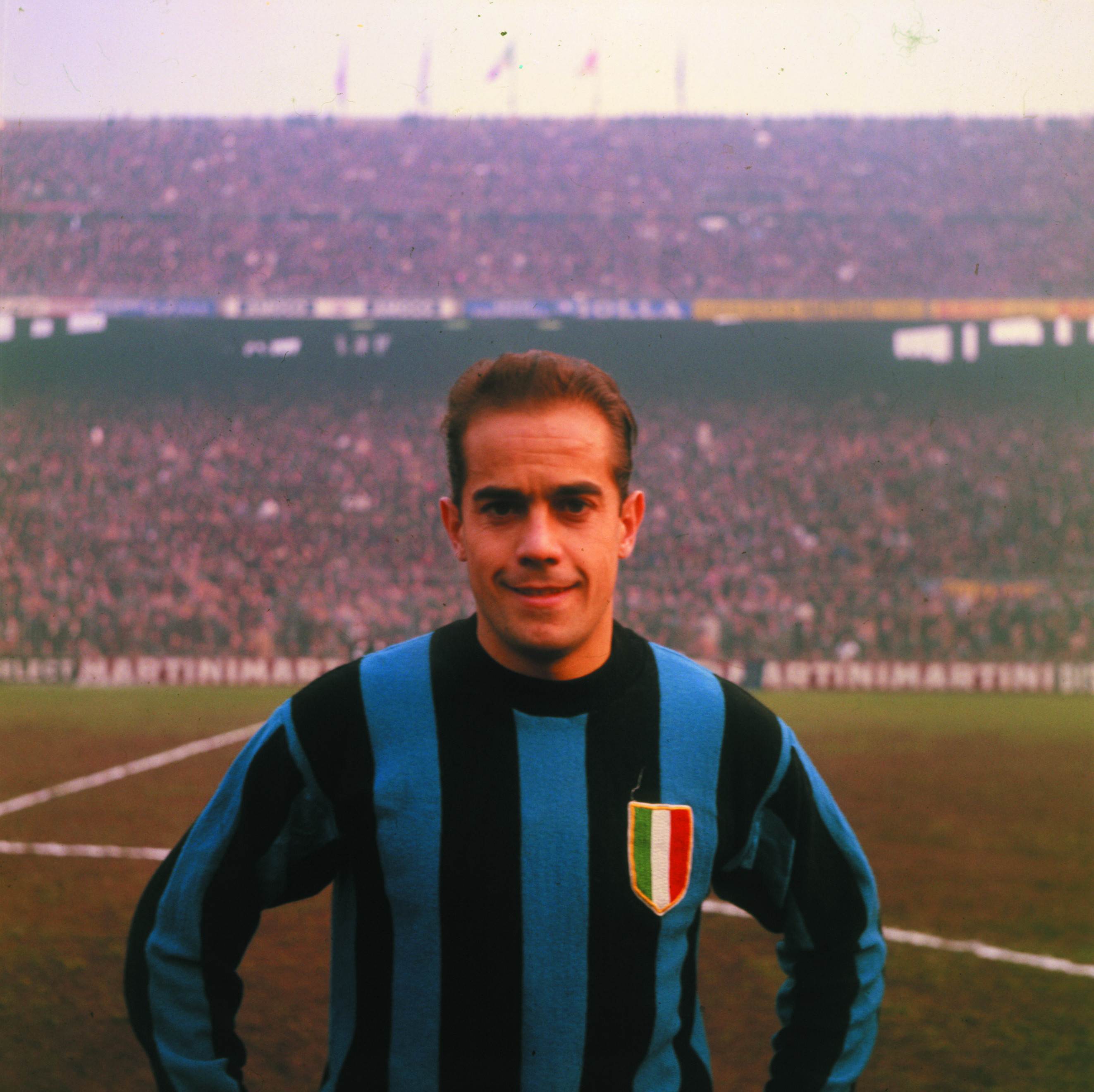
Le Ballon d'Or Luis Suárez est l'un des meilleurs joueurs de l'Inter dans les années 1960.

Angelo Moratti est furieux et ordonne à l'équipe de jouer avec la réserve : Bugatti dans les buts, au milieu Bolchi et en attaque Maschio en lieu et place de Buffon, Zaglio et Di Giacomo, que le Presidentissimo considère comme responsable de la défaite. La frustration gagne l'équipe et l'Inter écrase le Genoa 6-0. Deux mois après, la victoire sur la Juventus, toujours grâce à un travail très important de Mazzola, projette l'Inter vers le Scudetto 1963. La certitude mathématique vient la semaine suivante. En revanche, l'Inter est éliminé dès les quarts de la Coupe d'Italie.
La victoire en Serie A qualifie l'Inter en Coupe des clubs champions, et pour pallier ce surplus de match arrive le gardien Giuliano Sarti, l'attaquant Aurelio Milani et Horst Szymaniak.

L'équipe qui remporte la Ligue des champions face au Real Madrid en 1964

Le tirage au sort de la Coupe n'est pas heureux : l'Inter démarre au Goodison Park de Liverpool contre Everton. Avec une chance incroyable, l'Inter fait 0-0 à l'aller et gagne ensuite au retour avec un but de Jair. En huitième, l'équipe de HH élimine facilement l'AS Monaco. En quarts, le duel face au Partizan s’avère moins difficile que prévu (2-0 et 2-1). En demi, l'Inter se retrouve opposé au Borussia Dortmund. Après une bataille acharnée en Allemagne, l'Inter arrache un précieux 2-2 et à San Siro, Mazzola et Jair qualifient l'Inter en finale. Ils y affrontent au Prater de Vienne le Real Madrid qui, malgré l'âge avancé de ses joueurs, est arrivé facilement en finale.

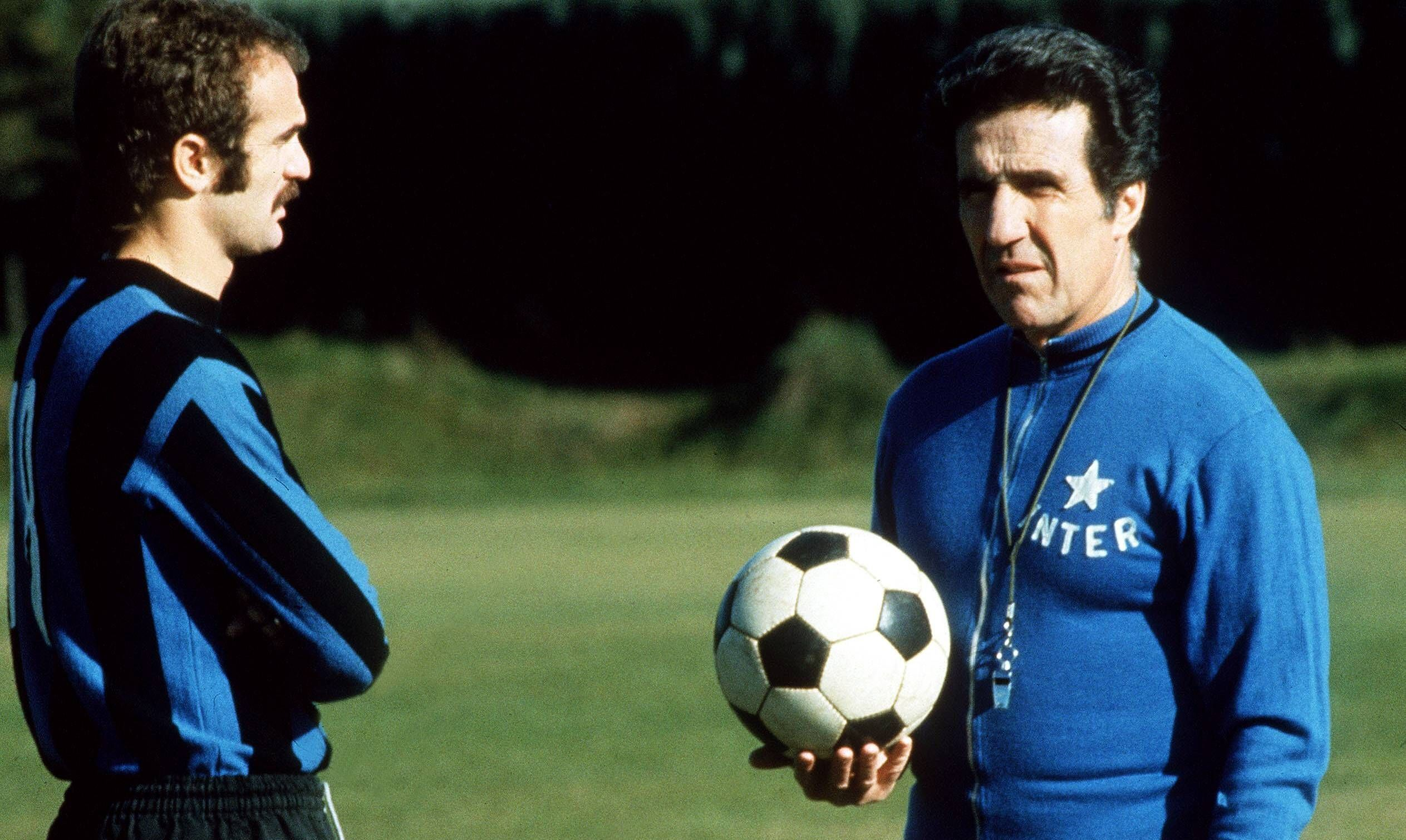
Sandro Mazzola et Helenio Herrera.

À Vienne, le 27 mai 1964, devant 20 000, Herrera pare tous les coups : Tagnin sur Di Stefano, son dernier match sous le maillot merengue, Guarneri sur Puskas, Facchetti marque Amancio, Burgnich contre la vitesse de Gento. En bloquant les hommes clés, l'Inter se crée des espaces : Mazzola, avec un boulet de canon, ouvre le score et l'Inter affine par la suite le résultat (3-1). Luis Suárez, un ancien de Barcelone, prend sa revanche sur ses rivaux, comme Herrera, qui avait joué en Catalogne en 1960, et avait été éliminé par le Real Madrid en demi-finale. L'Inter a remporté le trophée tant convoité et devient également la première équipe en Europe à remporter la Ligue des champions sans même avoir subi une défaite (7 victoires et 2 nuls).

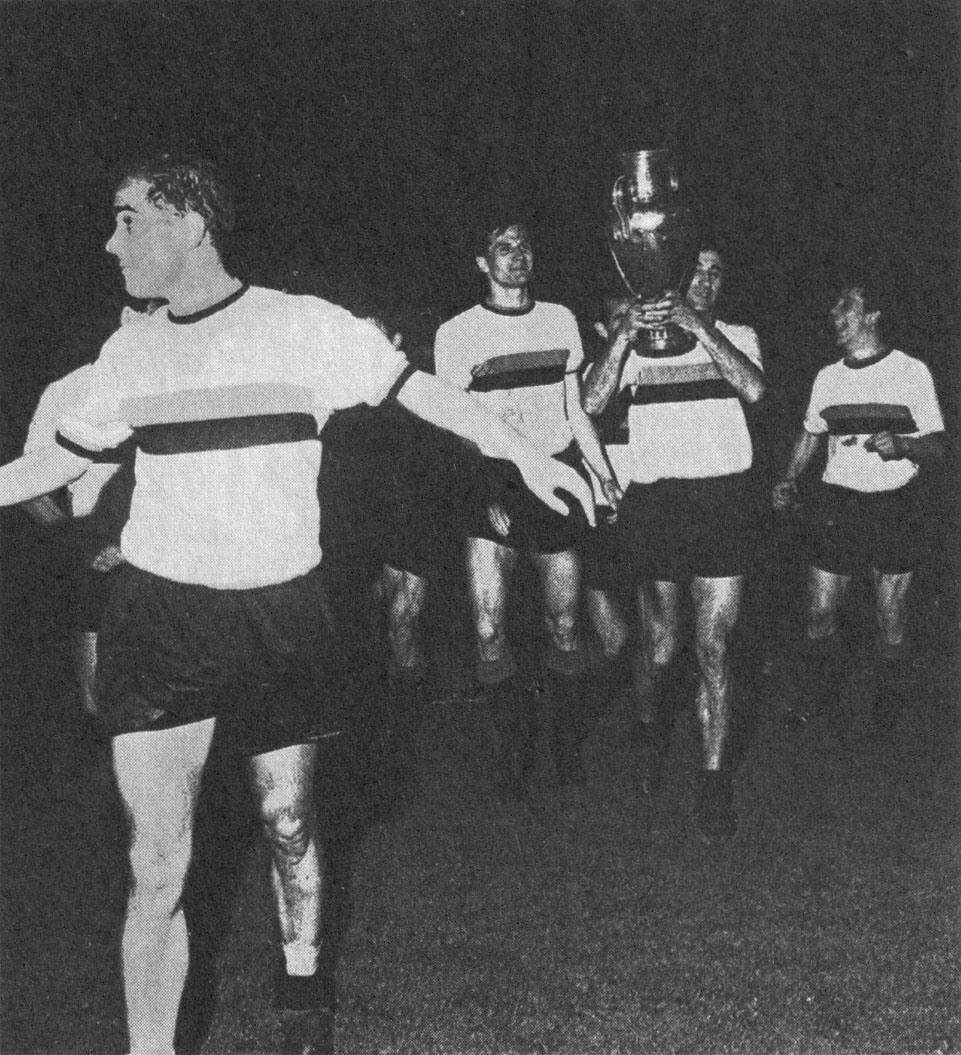
Les joueurs de l'Inter célèbrent à San Siro la victoire de la seconde Ligue des champions.

Le club champion d'Europe joue aussi bien en Serie A, mais avec de moins bons résultats. Les débuts pénibles sont compensés par une bonne reprise. L'équipe se retrouve première après la pénalité imposée à Bologne pour l'utilisation de produits dopants, mais un problème de documents officiels et des événements obscurs (les flacons que la justice sportive destinait à utiliser pour prouver le dopage ont été placés sous scellé par la justice pénale) rendent les trois points à l'équipe bolonaise. L'Inter et Bologne, à la fin du championnat, se retrouvent à égalité avec 54 points, et, malgré l'avantage de l'Inter lors des affrontements directs (0-0 et 2-0), le scudetto devra être jouer sur le terrain neutre de Rome pour la première fois dans l'histoire de la Serie A. Il est joué quelques jours après la victoire européenne (7 juin 1964) et il semble que non seulement l'Inter était convaincu de battre Bologne, mais de plus les joueurs n'avaient pas entièrement récupéré du match contre le Real Madrid. Bologne s'impose 2-0 avec un des rares buts contre son camp de Facchetti et un autre de Nielsen.

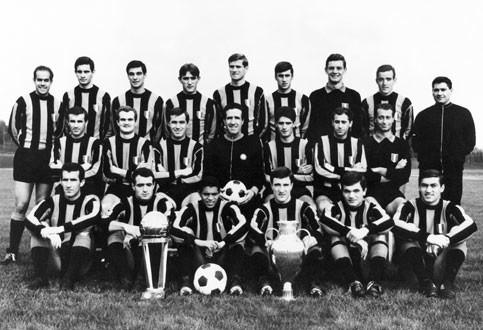
L'équipe de 1964-1965 championne d'Italie, d'Europe et du monde.

L'Inter démarre avec l'ossature de l'année précédente, renforcée par l'arrivée des attaquants Peiró et Domenghini et du milieu Malatrasi. La nouvelle saison commence avec un trophée majeur : la Coupe intercontinentale. La défaite 1-0 face à l'Independiente en Argentine est compensée par la victoire de l'Inter 2-0 à Milan. Pour déterminer le gagnant, un troisième match est joué le 26 septembre à Madrid, l'Inter gagne 1-0, grâce à Mariolino, et devient ainsi le premier club italien champion du monde.
Le début de saison n'est pas bon et fin janvier, le Milan possède sept points d'avance. Après une remontée folle de deux mois, l'Inter remporte le derby 5-2, et revient à un point. En battant la Juventus 2-0, tandis que le rival perd à la maison contre la Roma, l'Inter prend la première place. À la fin de la saison 1964-1965, l'Inter reprend encore deux points sur les Rossoneri et gagne son neuvième scudetto.
Parallèlement, l'Inter poursuit son chemin en Coupe des clubs champions avec un double succès (6-0/1-0) sur le Dinamo Bucarest et affronte les Rangers en quart. Peiró inscrit un doublé à San Siro dans un match aller gagné 3-1, tandis qu'en Écosse, les Rangers ne parviennent qu'une seule fois à tromper Sarti et les hommes de Herrera accèdent aux demi-finales. Arrive alors l'exploit contre Liverpool, après avoir perdu 3-1 en Angleterre, les Interistes balayent les Reds 3-0 à San Siro. Le défi, à la veille du match, était considéré comme impossible : la lourde et pesante défaite en terre britannique obligeait l'Inter à gagner par trois buts de différence (à l'époque, la règle du but à l'extérieur n'existe pas).

L'équipe qui remporte la Ligue des Champions face à Benfica Lisbonne en 1965.

L'Inter n'a besoin que de dix minutes pour combler le retard initial. Corso, à la 8e, réalise un de ses historiques coup franc en « feuille morte » et une minute plus tard, Peiró invente un but tout à fait originale, il vole le ballon au gardien Lawrence : le portier anglais fait rebondir la balle sur le sol à deux reprises, la troisième est interceptée, de derrière, par le pied gauche de Peiró qui, par un dribble, met hors de portée le gardien, puis, pousse la balle au fond des filets du droit. Lawrence est abasourdi, ses coéquipiers protestent envers l'arbitre pour l'annulation du but, mais sans succès. Le défi devient alors possible. À la 62e, Facchetti, improvisé avant-centre, signe le but décisif, 3-0, qui offre aux Nerazzurri leur billet pour la finale contre Benfica.
L'équipe portugaise, qui joue sa quatrième finale en cinq ans, a anéanti le Real Madrid à Lisbonne 5-1. En fin de compte le spectacle n'est pas au rendez-vous, mais il a offert une vue de la parfaite maîtrise tactique de l'Inter : fermer chaque espace de l'adversaire pour partir en contre-attaque. À la fin de la première période, un tir de Jair trompe le gardien Costa Pereira : le ballon lui glisse sous le ventre, offrant à l'Inter sa seconde Coupe des clubs champions.

L'Inter s'incline en finale de la Ligue des champions face au Celtic Glasgow en 1967.

Il ne manque qu'un trophée à ce Grand Chelem: la Coupe d'Italie. Le 29 août à Rome se joue Juventus-Inter, mais la domination Nerazzurri ne se démontre pas. Avec un but de Giampaolo Menichelli, les Bianconeri enlève le trophée à la Beneamata.
1965-1966 s'ouvre de nouveau sous le signe d'une grande victoire. En Coupe Intercontinental, les Champions de l'Europe affrontent encore une fois l'Independiente, après avoir gagné 3-0 à Milan, l'Inter fait match nul et vierge à Buenos Aires.
En championnat, les adversaires furent nombreux, mais aucun à la hauteur : Naples des Sivori et Altafini perd à la treizième journée, le Milan, second à un point à la mi-championnat, s'écroule lors de la phase retour et Bologne, ressuscité après une crise initiale, eu un espoir en égalisant contre la Juventus, pendant que l'Inter battait la Lazio et gagnait son étoile, symbole de dix titres de champion. Seul point négatif, la Coupe des champions : après avoir éliminé le Dynamo Bucarest (1-2/2 -0) et le Ferencváros (4-0/1 -1), l'Inter tombe face au Real Madrid qui se venge de la finale de 1964 en demi (0-1/1-1). En coupe d'Italie, l'Inter sort aussi en demi-finale.

#### La fin d'un cycle et le départ de Moratti et Herrera (1967-1972)
| Saisons 1968–1972             |                   |        |
| Saison                        | Classement        | Points |
| 1967/68                       | 5.                | 33     |
| 1968/69                       | 4.                | 36     |
| 1969/70                       | Médaille d'argent | 41     |
| 1970/71                       | Médaille d'or     | 46     |
| 1971/72                       | 5.                | 36     |
| Vert: Victoire en championnat |                   |        |

 (décembre 2024).
Le contenu est difficilement compréhensible vu les erreurs de traduction, qui sont peut-être dues à l'utilisation d'un logiciel de traduction automatique.

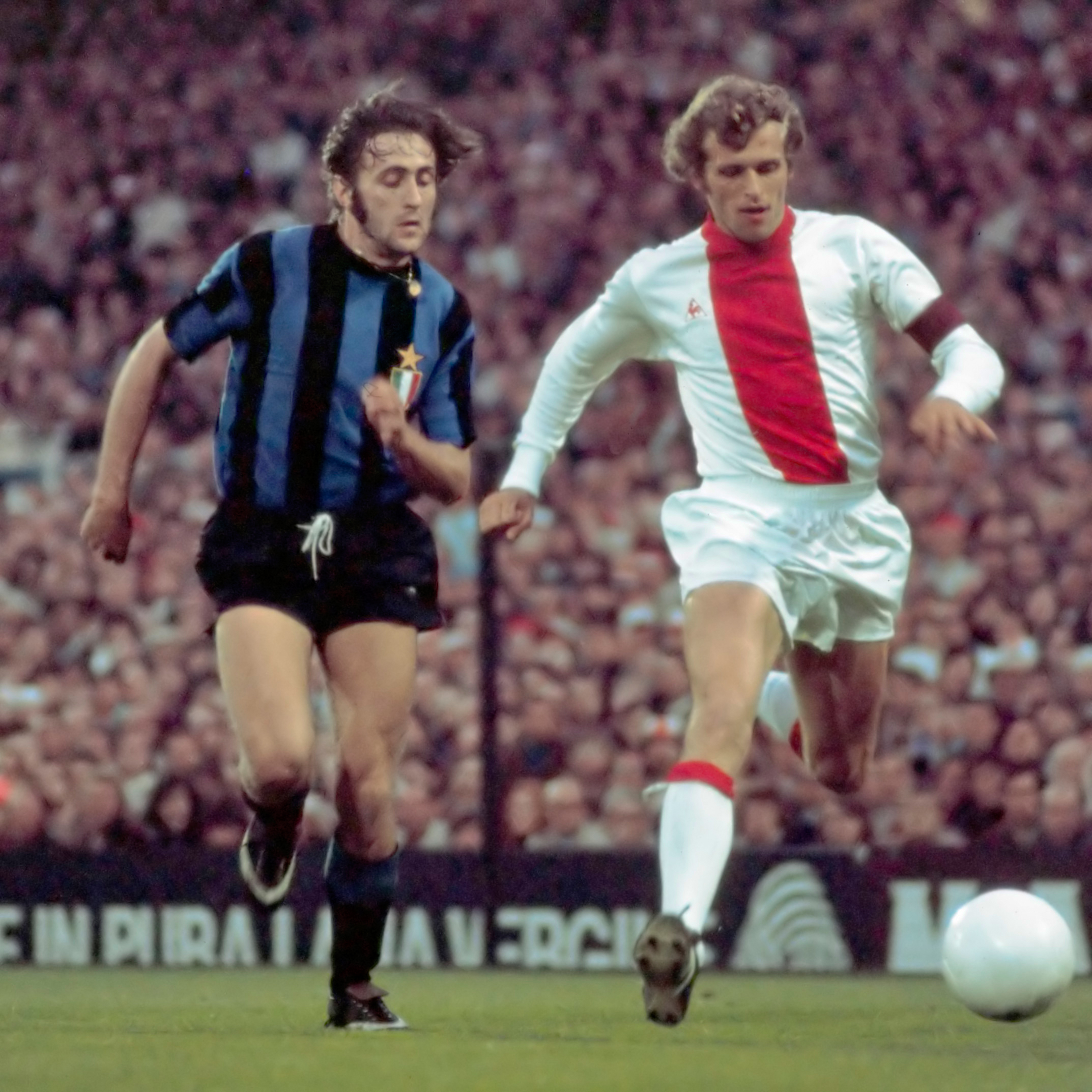
Mauro Bellugi au marquage de Piet Keizer lors de la finale de la Ligue des champions 1972 face à l'Ajax Amsterdam.

En 1967, l'Inter arrive à la fin de la saison en tête au championnat et va en finale de la Coupe des champions mais en trois jours il perd tout : le trophée continental va au Celtic qui gagne 2-1 et le titre de champion revient à la Juventus, après avoir perdu la dernière journée de championnat contre Mantoue 1-0 à cause d'une erreur du portier Sarti et des parades retentissantes d'un jeune gardien, Dino Zoff.
Herrera reste encore une saison, mais finit à la cinquième place, et puis il part à la Roma, pendant que Moratti décide de passer la main et laisse la présidence à Ivanoe Fraizzoli en 1968. Cette même année, l'Inter s'incline en finale de la Supercoupe intercontinentale face aux Brésiliens du Santos FC (0-1).
Au début du tournoi 1970-71, l'Inter – qui avait cédé le drapeau de Suárez à la Sampdoria cet été – risquait de se retrouver en marge de la bataille suprême, après les défaites contre Cagliari et Milan qui avaient conduit à l'exclusion d'Herrera. Pour remplacer le Paraguayen, Fraizzoli a confié le banc à Giovanni Invernizzi, auparavant responsable du secteur jeunesse. Poussée par les buts de Boninsegna , l'équipe réussit à réaliser un rattrapage inattendu sur les rivaux des Rossoneri : le dépassement eut finalement lieu au printemps 1971, après une victoire sur Naples restée célèbre pour les controverses entourant le l'arbitrage. Les Nerazzurri ont remporté le titre à deux matches de la fin, capturant ainsi leur onzième drapeau tricolore.

L'Inter s'incline en finale de la Ligue des champions face à l'Ajax Amsterdam de Johan Cruyff (2-0).

La victoire en championnat a également permis le retour sur la scène européenne, à laquelle les Beneamata se sont présentés avec peu de renforts : parmi ceux-ci le gardien de réserve Bordon , pourtant capable de mettre à mal le titulaire Lido Vieri malgré son jeune âge, et le milieu de terrain Oriali. Après avoir facilement battu l'AEK Athènes en huitièmes de finale de la Coupe des Champions , les Beneamata affrontaient le Borussia M'gladbach en huitièmes de finale. Lors du match aller en Allemagne, sur le score de 2-1 pour l'équipe teutone, Boninsegna est tombé au sol après avoir été touché à la tête par une canette de Coca-Cola lancée par les supporters allemands dans les tribunes. Le résultat final a été 7-1 pour le Borussia, le club lombard ayant fait appel : le vice-président Prisco a affirmé l'irrégularité dans le déroulement du match , comme cela s'est poursuivi après l'accident.
Au plus fort d'un différend qui a également débouché sur des questions juridiques, l'UEFA a décrété l'annulation du match et ordonné sa répétition. À Milan, les Nerazzurri ont triomphé 4-2, tandis que lors du match retour, la performance de Bordon - qui s'est distingué, entre autres, par un penalty arrêté par Sieloff leur a permis de maintenir le 0-0 et de gagner accès aux quarts de finale. La Beneamata a ensuite battu le Belgian Standard Liege et le Scottish Celtic, qui ont été battus aux tirs au but.
Après la décennie de rêve, l'Inter remporte en 1971 son onzième Scudetto. La saison suivante, le club atteint une nouvelle fois la finale de la Coupe d'Europe des clubs champions 1972, qu'il perd face à celui qui domine alors le football européen : l'Ajax Amsterdam de Johan Cruyff (2-0).

### Le déclin: de Bonisegna à Altobelli (1972-1986)
| - Bonisegna (1969-1976) - Altobelli (1976-1988) - Ivano Bordon (1970-1983) - Graziano Bini (1971-1985) - Giuseppe Baresi (1977-1992) - Gabriele Oriali (1970-1983) - Altobelli (1976-1988) - Rummenigge (1984-1987) - Bergomi (1981-1999) - Ricardo Ferri (1981-1994) |

Principaux titres :
 Championnat d'Italie (1)
- Champion en 1980

 Coupe d'Italie (2)
- Vainqueur en 1978 et 1982
- Finaliste en 1977

Ligue des champions
- Demi-finaliste en 1981

Coupe de l'UEFA
- Demi-finaliste en 1985 et 1986

Après avoir imposé son football au niveau européen, l'Inter connaît au même titres que les grands clubs italiens une période de déclin tant au niveau national qu'européen.

#### Régression et retour manqué d'Helenio Herrera (1972-1977)
| Saisons 1972–1977             |            |        |
| Saison                        | Classement | Points |
| 1972/73                       | 5.         | 37     |
| 1973/74                       | 4.         | 35     |
| 1974/75                       | 9.         | 30     |
| 1975/76                       | 4.         | 37     |
| 1976/77                       | 4.         | 33     |
| Vert: Victoire en championnat |            |        |

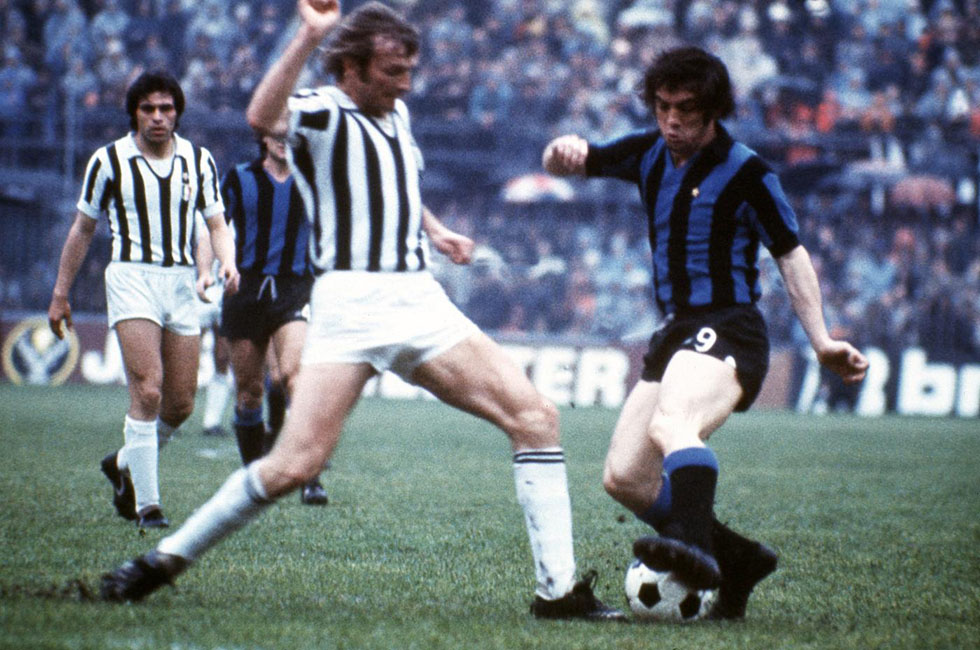
Boninsegna (droite) surnomé Bonimba inscrit 171 buts sous les couleurs de l'Inter entre 1969 et 1976.

Les années qui ont suivi la finale de la Ligue des champions 1972 ont vu l'équipe - aux prises avec un changement de génération - entrer dans une période sensiblement terne, avec des saisons mitigés malgré le retour temporaire d'Helenio Herrera sur le banc.
L'objectif maximum de la saison était limité à la qualification pour la Coupe de l'UEFA. Cet objectif est atteint en 1977 où l'équipe de Giuseppe Chiappella dispute la finale de la Coupe d'Italie, s'inclinant face à l'AC Milan, lors de la dernière apparition officielle de Sandro Mazzola sous les couleurs de l'Inter.

#### Le12eScudettosous les ordres dusergent de ferEugenio Bersellini (1977-1982)
| Saisons 1977–1982              |               |        |
| Saison                         | Classement    | Points |
| 1977/78                        | 5.            | 36     |
| 1978/79                        | 4.            | 36     |
| 1979/80                        | Médaille d'or | 41     |
| 1980/81                        | 4.            | 36     |
| 1981/82                        | 4.            | 35     |
| Vert : Victoire en championnat |               |        |

En 1977, Eugenio Bersellini arrive sur le banc de l'Inter. Surnommé le sergent de fer, il impose des entrainements intensifs et s'entoure d'un staff technique chargé de la condition physique des joueurs, une nouveauté à l'époque. Il s'appuie sur Giuseppe Baresi, Graziano Bini, Alessandro Altobelli, Ivano Bordon, Gabriele Oriali, Murano et Evaristo Beccalossi et remporte la Coupe d'Italie dés sa première saison en 1978.

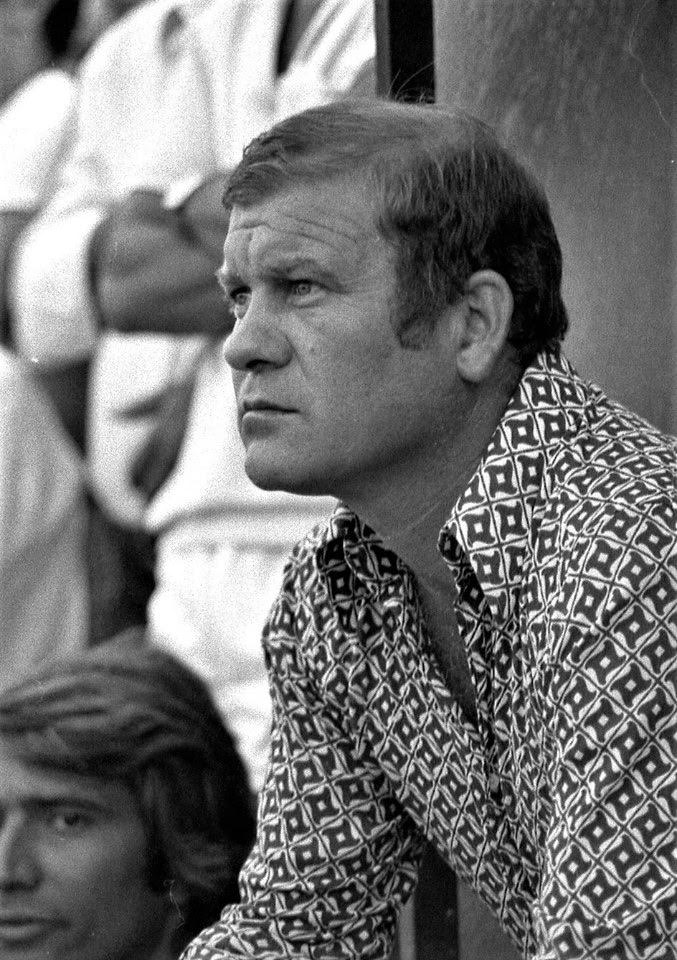
Eugenio Bersellini dirige l'Inter durant 5 saisons entre 1977 et 1982.

La saison 1977-78 a vu les Nerazzurri renouer avec le succès, remportant la Coupe d'Italie contre Naples : le match contre les Napolitains, qui s'est terminé 2-1, a coïncidé avec le dernier match de Facchetti. Le succès en coupe nationale a garanti les débuts dans la Coupe des vainqueurs de coupe , où les Milanais ont atteint les quarts de finale en 1978-79, s'inclinant face au Belge KSK Beveren .
En 1980, Bersellini mène la Beneamata vers son douzièmeScudetto. La saison suivante, l'équipe atteint les demies-finales de la Ligue des champions 1980-1981. Elle s'incline néanmoins face au Real Madrid en dépit de sa victoire 1 à 0 au match retour.
Dans le championnat 1979-80, les Beneamata - dont les points forts résidaient dans Bordon, Baresi , le capitaine Bini , Oriali, Altobelli , Beccalossi et Muraro - ont pris la tête dès le premier tour, puis ont triomphé dans le derby - avec un doublé de Beccalossi – [ 86 ] et contre la Juventus (4-0). [ 85 ] La seule baisse s'est produite à la fin du premier tour, l'équipe conservant toujours une marge rassurante sur ses poursuivants. La victoire dans le derby du 2 mars 1980, avec un but d'Oriali, a ouvert la voie vers le douzième tricolore avec la certitude mathématique acquise à deux journées de la fin grâce au nul contre la Roma : la finale 2-2 a été obtenue de Roberto Mozzini .

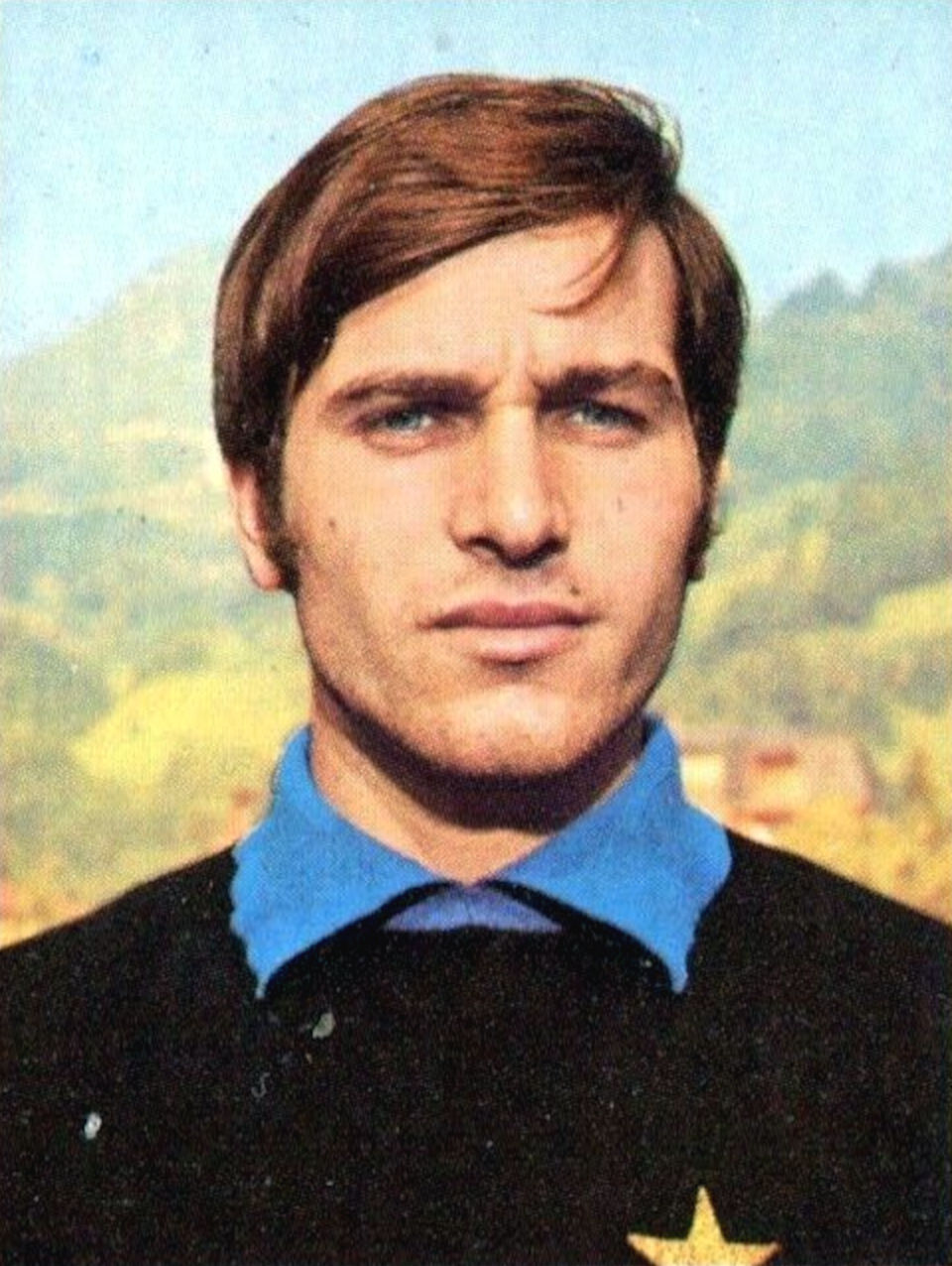
Ivano Bordon porte les couleurs de l'Inter entre 1970 et 1983.

De retour en Coupe des Champions après neuf ans, l'Inter a signé avec l'Autrichien Prohaska après l'échec de la conclusion du contrat avec le Brésilien Falcao . Giuseppe Bergomi, 16 ans, a été ajouté à l'équipe première , après avoir fait ses débuts en janvier 1980. Les Nerazzurri ont atteint les demi-finales de l'épreuve européenne pour la sixième fois sur six participations totales, cette temps perdu face au Real Madrid.
Sous la direction du sergent de fer, l'Inter remporte à nouveau la Coupe d'Italie de football en 1982 face à la Juventus Turin. Après deux décevantes quatrième place au classement, Bersellini quitte le club.

#### L'arrivée d'Ernesto Pellegrini et les années sans titre (1982-1986)
| Saisons 1982–1986              |                    |        |
| Saison                         | Classement         | Points |
| 1982/83                        | Médaille de bronze | 38     |
| 1983/84                        | 4.                 | 35     |
| 1984/85                        | Médaille de bronze | 38     |
| 1985/86                        | 6.                 | 32     |
| Vert : Victoire en championnat |                    |        |

Le 18 janvier 1984, Ivanoe Fraizolli cède la présidence de l'Inter à Ernesto Pellegrini pour un montant estimé à 7 milliards de lire.
L'Inter emmenée par Alessandro Altobelli ne remporte aucun titre entre 1982 et 1988. Le football italien est alors dominé par la Juventus de Michel Platini, le SSC Naples de Diego Maradona et l'Associazione Sportiva Roma.

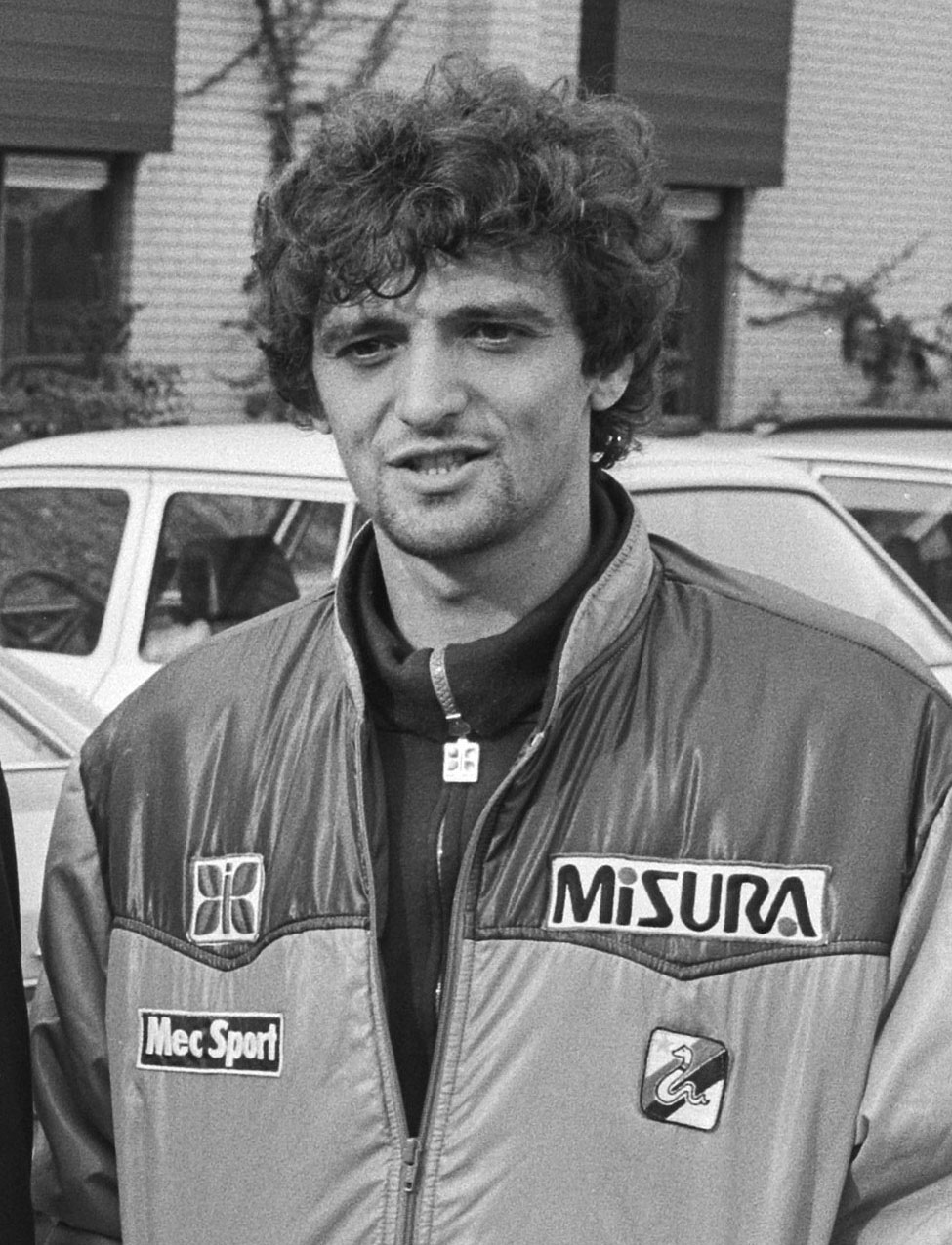
Alessandro Altobelli, dit Spillo inscrit 209 buts avec les Nerazzuri entre 1976 et 1988.

En 1983, l'AS Rome remporte le scudetto face à la Juventus Turin. L'Inter est un outsider et complète le podium, Altobelli est deuxième meilleur buteur du championnat.
La saison 1983-1984 est plus difficile puisqu'elle commence par trois défaites consécutive en championnat et une élimination précoce en coupe d'Italie. À l'issue de cette saison, qualifiée par les tifosi d'année de « sang et de larmes » l'équipe parvient néanmoins à accrocher la quatrième place en championnat grâce à sa défense de fer, emmenée par Giuseppe Bergomi.

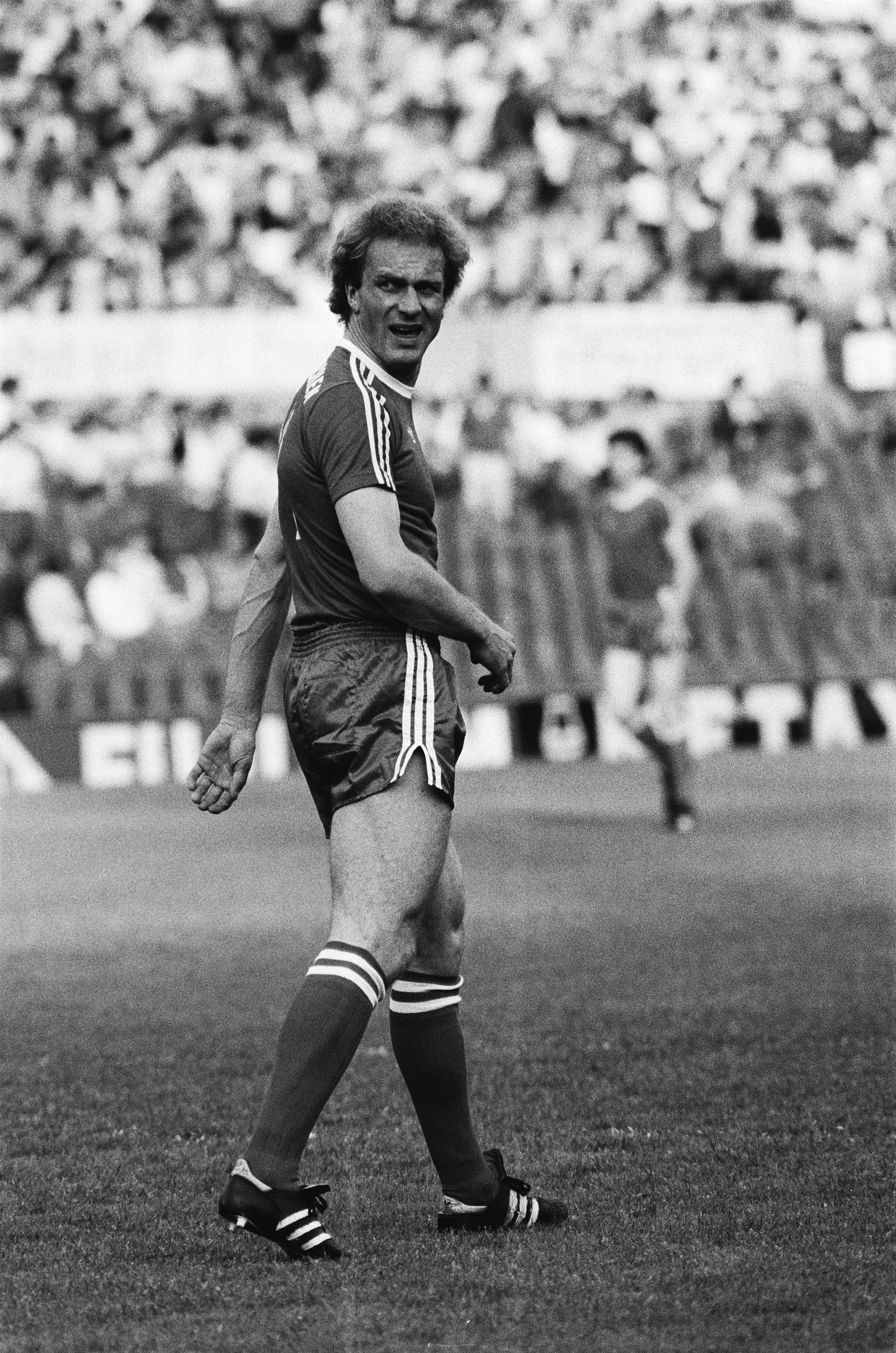
La star allemande Karl-Heinz Rummenigge porte les couleurs de l'Inter entre 1984 et 1987 sans pour autant remporter le moindre titre.

En 1984-1985, la star allemande Karl-Heinz Rummenigge en provenance du Bayern Munich intègre l'équipe. En dépit des difficultés d'adaptation, il forme un redoutable duo d'attaque avec Altobelli. L'équipe enchaine une série de 15 matchs sans défaites avant de s'écrouler dans le dernier tiers du championnat. La saison s'achève malgré tout sur le podium, derrière le Hellas Verone et le Torino. En Coupe de l'UEFA, elle est éliminée en demi-finales après un beau parcours par le Real Madrid de la Quinta del Buitre. Pourtant victorieux 2-0 au match aller, les Espagnols l'emportent au retour 3 à 0. Cette élimination est marquée par une polémique en raison du jet d'une bouteille en verre qui aurait touché Bergomi durant le match.
La saison 1985-1986 est à nouveau décevante, l'entraîneur Mario Corso est remplacé en cours d'année par Ilario Castagner. Le club termine à la sixième place. En Coupe de l'UEFA, le club atteint les demi-finales pour être à nouveau éliminé par le Real Madrid, futur vainqueur de l'édition après une nouvelle remontada au match retour (3-1 ; 5-1). Compte tenu de la victoire de l'AS Roma en Coupe d'Italie, l'Inter se qualifie malgré tout pour la Coupe de l'UEFA pour la saison suivante.

### Trapattoni et l’Inter desallemands(1986-1991): leScudettodes records et la Coupe de l'UEFA
| Saisons 1986–1991              |                    |        |
| Saison                         | Classement         | Points |
| 1986/87                        | Médaille de bronze | 38     |
| 1987/88                        | 5.                 | 32     |
| 1988/89                        | Médaille d'or      | 58     |
| 1989/90                        | Médaille de bronze | 44     |
| 1990/91                        | Médaille de bronze | 46     |
| Vert : Victoire en championnat |                    |        |

| - Lohtar Matthaus (1987 - 1991) - Jurgen Klinsmann (1989-1992) - Andreas Brehme (1988-1992) - Bergomi (1981-1999) - Walter Zenga (1981-1994) - Aldo Serena (1987-1991) |

Principaux titres :
 Championnat d'Italie (1)
- Champion en 1989

 Supercoupe d'Italie (1)
- Vainqueur en 1989

 Coupe UEFA (1)
- Vainqueur en 1991

En 1986, l'Inter se veut ambitieuse et confie les rênes de l'équipe à Giovanni Trapattoni vainqueur de nombreux scudetti et de la Coupe d'Europe des clubs champions avec la Juventus deux ans plus tôt. Le mercato enregistre également l'arrivée de l'expérimenté défenseur argentin Daniel Passarella en provenance de la Fiorentina.
Après une défaite face à Brescia lors de la première journée du championnat, l'équipe de Trapattoni enchaîne une série de 13 matchs sans défaites et font la course au titre avec la Napoli et la Juventus. L'équipe terminera à la troisième place et sera éliminée en 1/4 de finale de la Coupe de l'UEFA par Göteborg.

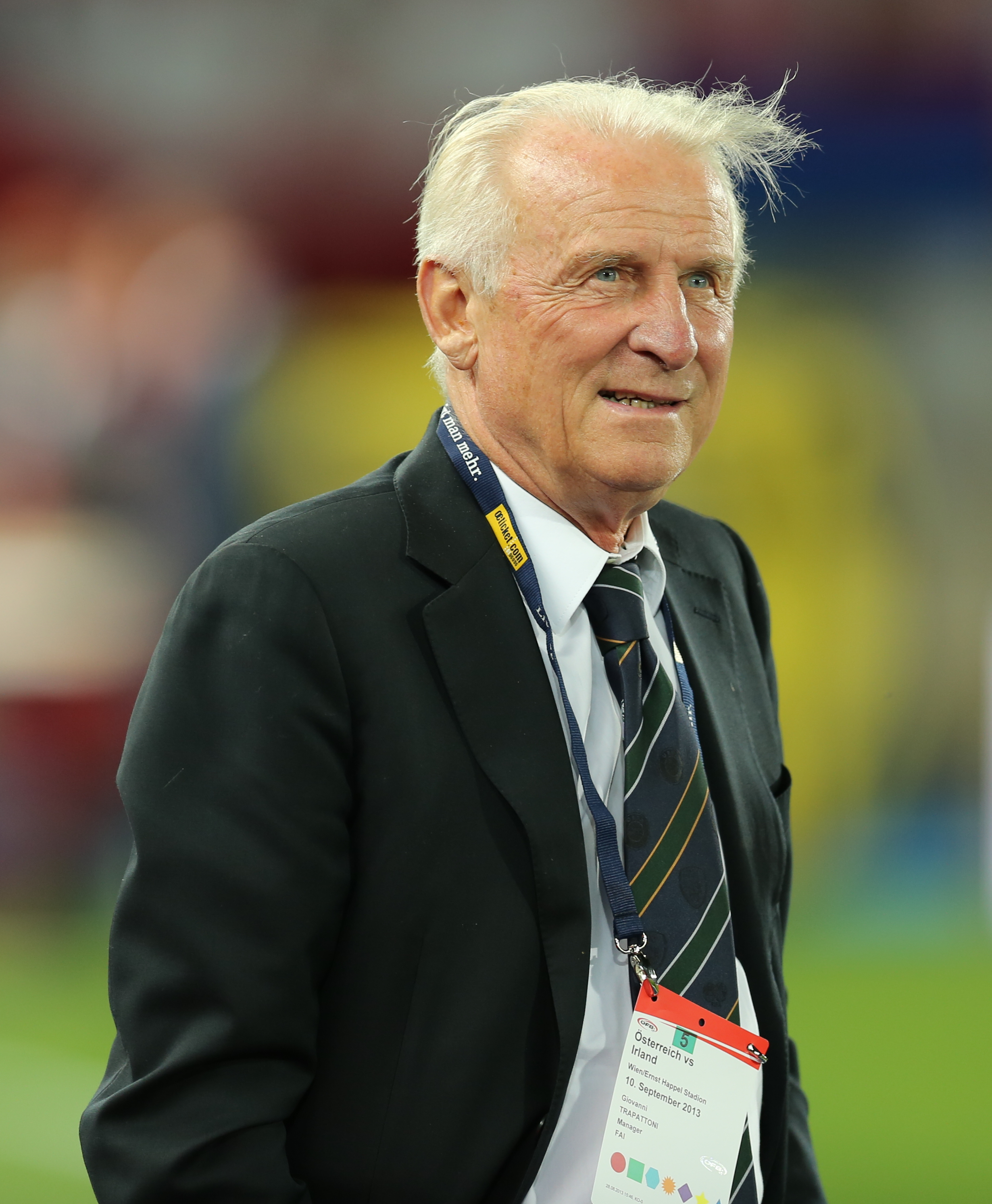
Giovanni Trapattoni, entraineur de l'Inter pendant cinq saisons entre 1986 et 1991.

La saison 1987-1988 fut précédée de grande attentes, néanmoins elle fut globalement décevante. L'Inter termine à une anonyme cinquième place et se fait éliminer de la Coupe de l'UEFA par l'Espanyol Barcelone dès les 1/16e de finale. Le parcours en coupe d'Italie s'achève en demi-finales face à la Sampdoria. L'Inter perdra les deux derby face au grand Milan d'Arrigo Sacchi.
À l'été 1988, l'Inter enregistre l'arrivée de trois joueurs majeurs :  Lothar Matthäus, Andreas Brehme et Nicola Berti. Ils seront les leaders de l'équipe pendant plusieurs saisons.
À l'issue de cette saison le club remporte le championnat de façon spectaculaire avec à la clé un record de points dans la Serie A à 18 équipes avec la victoire à 2 points. Cette victoire nette avec plus de 10 points d'avance est acquise face aux deux grands clubs du moment : le grand rival milanais, le Milan, tenant du titre et futur double champion d'Europe, et le SSC Naples de Diego Maradona. Aldo Serena complète ce triomphe en terminant capocannoniere avec 22 buts, devant Marco van Basten et Careca (19 buts). Ce titre permet alors à l'Inter de figurer au troisième rang des clubs les plus titrés en championnat, avec treize titres. Les Interistes sont moins souverains en Europe où ils s'inclinent dès les seizièmes de finale face à Bayern Munich.
Lors de la saison suivante, la star allemande Jurgen Klinsmann remplace Ramon Diaz pour épauler Serena, cependant le duo ne s'avère pas complémentaire et l'Allemand a du mal à retrouver son efficacité. L'équipe réalise un bon championnat mais ne parvient pas à conserver son titre de champion, elle finit sur le podium derrière le Milan et le Napoli qui sera sacré champion. Cependant les espoirs européens sont rapidement éteint puisque l'Inter est éliminée de façon surprenante par Malmö dès les 32e de finale de la C3.

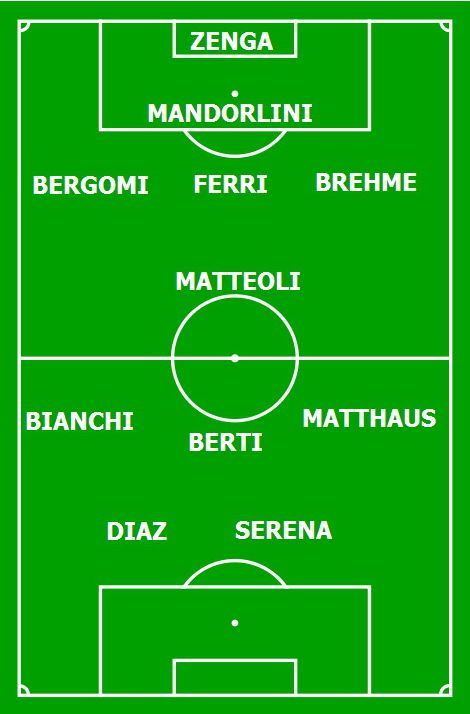
Formation de l'Inter victorieuse du Scudetto des records en 1988-1989.

La sélection allemande emmenée par Matthaus, Brehme et Klinsmann est sacrée championne du monde en Italie durant l'été 1990. Lothar Matthäus remporte le ballon d'or 1990 tandis que Brehme, Klinsmann et Zenga font partie des dix premiers nommés.
La saison 1990-1991 est du même acabit que les précédentes. L'équipe fait la course au Scudetto face à la Sampdoria de Gênes de Roberto Mancini et Viali. Néanmoins une défaite fatale face au Genoa en mai la prive de tout espoir de victoire finale et l'Inter termine deuxième ex æquo avec son rival milanais. Les hommes de Trapattoni parviennent enfin à se montrer victorieux en Europe où ils s'imposent en finale de la C3 1991 face à l'AS Roma (2-0 ; 0-1).
Cette période est marquée par la présence des trois champions du monde allemands : Andreas Brehme, Jurgen Klinsmann, et Lothar Matthäus. Les internationaux italiens Bergomi, Zenga, Baresi et Berti constituent le reste de la colonne vertébrale de l'équipe.
Malgré de bonnes performances qui aboutiront notamment à un titre de champion et à une victoire en coupe de l'UEFA l'Inter ne parvient pas à totalement s'imposer sur une scène nationale très concurrentielle entre le Milan de Sacchi double vainqueur de la C1 et le SSC Naples de Maradona. Elle s'achève avec le départ des internationaux allemands et de Giovanni Trapattoni, qui retourne sur le banc de la Juventus Turin.

### Échecs nationaux et succès européens (1991-2001)
| Saisons 1991–2001              |                    |        |
| Saison                         | Classement         | Points |
| 1991/92                        | 8.                 | 37     |
| 1992/93                        | Médaille d'argent  | 46     |
| 1993/94                        | 13.                | 31     |
| 1994/95                        | 6.                 | 52     |
| 1995/96                        | 7.                 | 54     |
| 1996/97                        | Médaille de bronze | 59     |
| 1997/98                        | Médaille d'argent  | 69     |
| 1998/99                        | 8.                 | 46     |
| 1999/00                        | 4.                 | 58     |
| 2000/01                        | 5.                 | 51     |
| Vert : Victoire en championnat |                    |        |

Principaux titres :
 Coupe de l'UEFA (2)
- Vainqueur en 1994 et 1998
- Finaliste en 1997

Championnat d'Italie
- Vice-champion en 1993 et 1998

Coupe d'Italie
- Finaliste en 2000

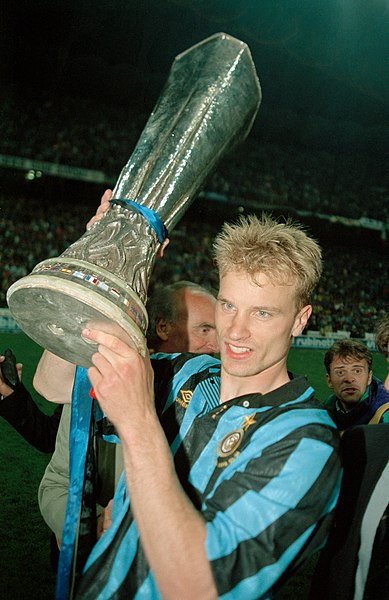
Dennis Bergkamp est le meilleur buteur de l'édition 1993-1994 de la Coupe de l'UEFA ave 8 buts.

Les années 1990 sont marquées par l'absence de titre national et les trois victoires en Coupe UEFA, en 1991, 1994 et 1998 ainsi que la finale perdue en 1997.
Le nouveau président, Massimo Moratti, fils d'Angelo Moratti, qui a racheté le club en 1995, n'hésite pas à investir beaucoup d'argent sur le marché des transferts. Cette politique ne permet pourtant pas au club de reconquérir le championnat, largement dominé par l'AC Milan et la Juventus.

#### La difficile fin de présidence d'Ernesto Pellegrini: du maintien à la Coupe de UEFA (1991-1995)
Trapattoni quitte le club à l'été 1991 pour rejoindre la Juventus. Son remplacement par Corrado Orrico s'avère désastreux, ce dernier perdant rapidement son vestiaire. L'arrivée sur le banc de la légende Luis Suarez en urgence ne suffira pas à redresser une saison mal embarquée qui s'achèvera à une douloureuse huitième place.

La finale de la Coupe de l'UEFA 1994.

Durant cette période, l'Inter enregistre le départ de ses stars allemandes Lothar Matthaus, Andreas Brehme et Jurgen Klinsmann. L'Inter désormais entrainée par Osvaldo Bagnoli tente sans succès de renouveler son équipe en recrutant des joueurs talentueux comme Igor Chalimov, Wim Jonk, Darko Pančev, Matthias Sammer, Salvatore Schillaci ainsi que le brillant meneur de jeu néerlandais Dennis Bergkamp.
Cependant, doit se contenter de jouer les seconds rôles sur la scène nationale en accrochant une seconde place sur le podium en 1993 grâce à son redoutable attaquant uruguayen Rubén Sosa à quatre points seulement des invincibles milanais de Fabio Capello. Inhibé par le jeu défensif de Bagnoli, Bergkamp ne parvient pas à s'exprimer pleinement dans une Serie A encore très fermée.
Le club n'arrive pas à se stabiliser et la saison suivante est une des pires de l'histoire du club. L'Inter frôle la première relégation lors de la saison 1993-1994. Cependant la même année, l'équipe menée par son duo Bergkamp-Sosa remporte néanmoins la Coupe de l'UEFA. De plus en plus contesté, l'emblématique gardien de but Walter Zenga quitte le club après douze saisons, remplacé par Gianluca Pagliuca.

#### L'arrivée de Massimo Moratti, entre ambition et fiascos (1995-2001)

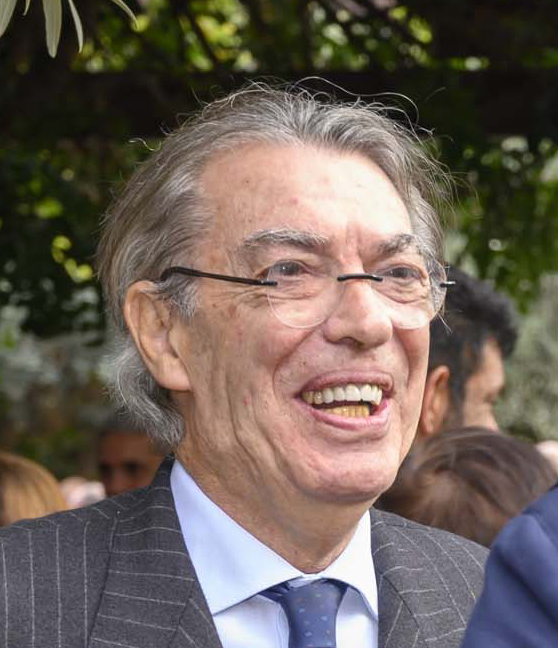
L'homme d'affaires Massimo Moratti, fils d'Angelo Moratti et tifoso investira une bonne partie de sa fortune personnelle dans l'Inter.

Massimo Moratti, fils du légendaire président de la Grande Inter Angelo Moratti rachète le club au cours de la saison 1994-1995. Il ambitionne de concurrencer la Juventus et le Milan avec une politique d'investissement importante. Il recrute les jeunes Javier Zanetti, Roberto Carlos, Iván Zamorano, Youri Djorkaeff, Diego Simeone, Gianluca Pagliuca, Aron Winter ainsi que le charismatique joueur anglais Paul Ince. Il ne parvient cependant pas à retenir Dennis Bergkamp qui est cédé à Arsenal pour 7,5 millions de pounds.
Moratti confie les rênes de l'équipe à l'entraineur anglais Roy Hodgson. À l'issue d'une première saison moyenne (7e) l'Inter parvient malgré tout à se qualifier pour la Coupe de l'UEFA.
En 1997, l'Inter guidée par un Djorkaeff au sommet de son art finit sur la troisième marche du podium. Surtout l'équipe atteint la finale de la Coupe de l'UEFA après avoir éliminé Boavista, Anderlecht et l'AS Monaco. Elle doit néanmoins s'incliner aux tirs au but face à FC Schalke 04 après un partage de point (1-0 / 0-1).
La saison suivante est l'une des plus abouties de cette période, elle est marquée par l'arrivée de la superstar brésilienne Ronaldo, sacré Ballon d'or en 1997. Sous la direction de Luigi Simoni, l'équipe atteint à nouveau la finale de la Coupe de l'UEFA et s'impose face à la Lazio de Rome au Parc des princes 3 à 0 après une partie spectaculaire du Brésilien.

L'Inter remporte la Coupe de l’UEFA en 1998 en s’imposant 3 à 0 face à la Lazio de Rome.

Longtemps en tête du championnat, l'Inter finit finalement second derrière la Juventus après une défaite dans une confrontation directe qui fait encore l'objet de vives polémiques. Une faute dans la surface de Iuliano sur Ronaldo serait l'objet d'une discorde qui nourrira la rivalité entre les deux clubs durant les années suivantes.
À partir de 1998, l'Inter entre dans une période de grande instabilité qui voit de nombreux entraîneurs se succéder sur le banc sans atteindre les résultats escomptés. Le club est très dépensier sur le marché des transferts mais peine à constituer une équipe régulière et équilibrée. La superstar italienne Roberto Baggio rejoint le club pour se relancer.
La saison 1998-1999 est un échec, en dépit d'une victoire face au Real Madrid, l'Inter est éliminée en 1/4 de finale de la Ligue des champions face à Manchester United. Ronaldo se blesse gravement et Luigi Simoni est finalement démis de ses fonctions, remplacé par Mircea Lucescu, sans succès.
L'Inter recrute l'entraineur emblématique de la Juventus Marcello Lippi. À sa demande, Massimo Moratti cède le charismatique milieu de terrain argentin Diego Simeone à la Lazio de Rome en échange de Christian Vieri à l'été 1999. Ce dernier marquera 125 buts entre 1999 et 2005. Laurent Blanc, Clarence Seedorf et Vladimir Jugović rejoignent également l'équipe.

L'Inter de Lippi s'incline logiquement face à la Lazio en 2000.

La saison sera un nouvel échec. L'équipe se contentera d'une quatrième place arrachée à la dernière journée grâce à Roberto Baggio et s'inclinera en finale de la Coupe d'Italie face à la Lazio de Rome. Marcello Lippi demandera à Massimo Moratti d'accepter sa démission à la fin de la saison.
La saison suivante l'équipe est éliminée de façon rocambolesque au tour préliminaire de la Ligue des champions face à la modeste équipe d'Helsinborg. Elle connait également une défaite historique 6 à 0 dans le derby milanais en qui entraine la colère des tifosi. Ceux-ci s'illustreront notamment en jetant un scooter des tribunes du stade Giuseppe Meazza.
Malgré une politique de transfert ambitieuse (Álvaro Recoba, Andrea Pirlo, Robbie Keane, Hakan Şükür, Laurent Blanc) l'équipe ne parvient pas à se stabiliser malgré les incessants changements d'entraineurs (Luigi Simoni, Marcello Lippi, Mircea Lucescu, Marco Tardelli). Cette période est également marquée par les graves blessures que connait la star brésilienne Ronaldo qui reste éloigné des terrains entre 1999 et 2001.

### Un second Age d'Or sous Massimo Moratti (2001 - 2011)
| Saisons 2001–2011              |                    |        |
| Saison                         | Classement         | Points |
| 2001/02                        | Médaille de bronze | 69     |
| 2002/03                        | Médaille d'argent  | 65     |
| 2003/04                        | 4.                 | 59     |
| 2004/05                        | Médaille de bronze | 72     |
| 2005/06                        | Médaille d'or      | 76     |
| 2006/07                        | Médaille d'or      | 97     |
| 2007/08                        | Médaille d'or      | 85     |
| 2008/09                        | Médaille d'or      | 84     |
| 2009/10                        | Médaille d'or      | 82     |
| 2010/11                        | Médaille d'argent  | 76     |
| Vert : Victoire en championnat |                    |        |

Principaux titres :
 Ligue des champions (1)
- Vainqueur en 2010

 Championnat d'Italie (5)
- Vainqueur en 2006, 2007, 2008, 2009 et 2010
- Vice-champion en 2003 et 2011

 Coupe d'Italie (4)
- Vainqueur en 2005, 2006, 2010 et 2011
- Finaliste en 2007 et 2008

 Supercoupe d'Italie (4)
- Vainqueur en 2005, 2006, 2008 et 2010
- Finaliste en 2009 et 2011

 Coupe du monde des clubs (1)
- Vainqueur en 2010

 Supercoupe d'Europe
- Finaliste en 2010

En 2001, l'Inter voit s'ouvrir la seconde page la plus glorieuse de son histoire. Pendant dix ans elle sera systématiquement présente sur le podium à l'exception de 2004. Après un début de siècle frustrant, l'Inter va remporter 15 trophées entre 2005 et 2011.
Cette période est marquée par la présence de joueurs emblématiques qui deviendront des figures importantes du club tels que Júlio César, Esteban Cambiasso, Marco Materazzi, Walter Samuel, Ivan Cordoba, Christian Chivu, Luis Figo, Hernan Crespo, Francesco Toldo, Dejan Stankovic et Douglas Maicon.

#### De Cuper à l'arrivée de Mancini: échecs frustrants et premiers titres (2001-2005)
Déterminé à remettre l'Inter sur les rails du sucés Massimo Moratti engage Hector Cuper, double finaliste de la Ligue des champions avec Valence en 2001. Imposant son style défensif et exigeant il y restera deux saisons et y connaitra les mêmes désillusions qu'en Espagne en amenant l'Inter près de la victoire.
En effet, l'équipe passe tout près du titre lors de la saison 2001-2002. Le club lombard reste en tête du championnat toute la saison et compte six points d'avance sur la Juventus et l'AS Rome à quatre journées de la fin, avant de s'écrouler. Le club perd un titre qui lui tendait les bras lors de la dernière journée sur une défaite dramatique face à la Lazio de Rome le 5 mai 2002 (4 à 2 après avoir mené 2 à 1).

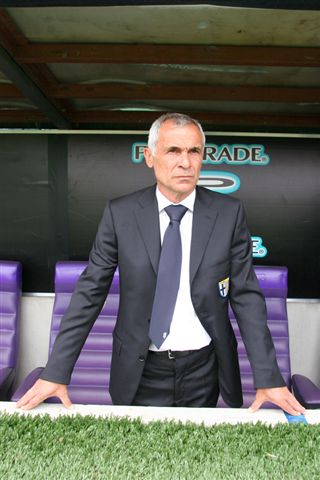
L'argentin Hector Cúper, sur le banc interiste entre 2001 et 2003.

L'équipe atteint les 1/2 finale de la Coupe de l'UEFA où elle est éliminée à la surprise générale par le Feyenoord Rotterdam (1-0 / 2-2).

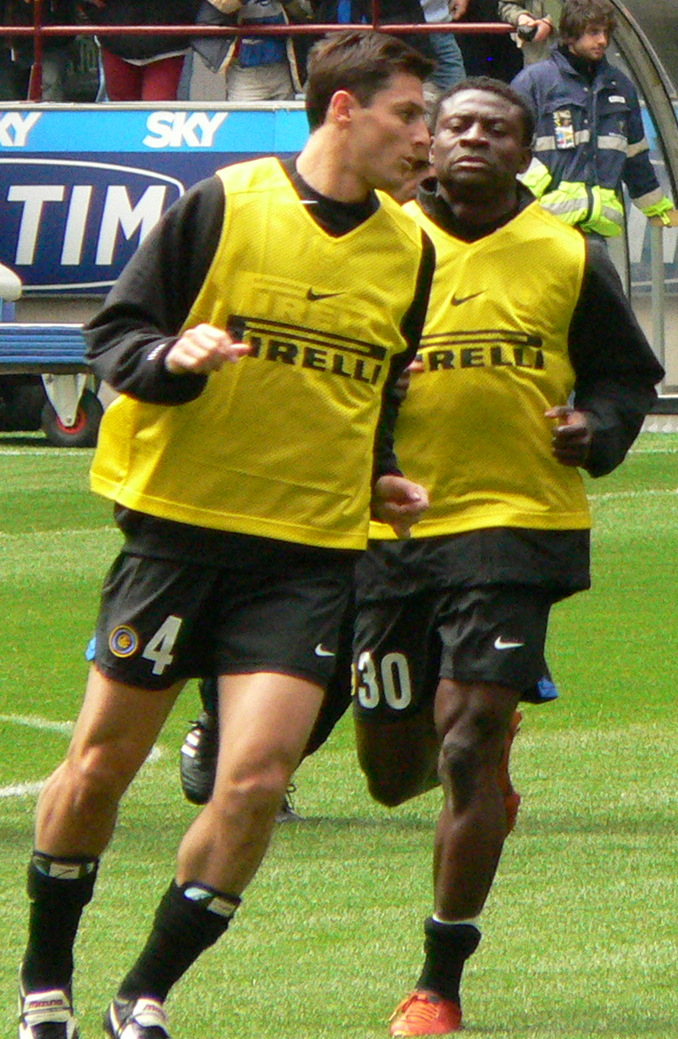
Le capitaine emblématique Javier Zanetti et le jeune attaquant nigérian Obafemi Martins sous les couleurs de l’Inter.

Cette saison marque notamment le retour de la superstar brésilienne Ronaldo auteur d'une fin de saison en boulet de canon. qui remportera la Coupe du monde lors de l'été. En conflit régulier avec son entraineur Hector Cuper au sujet de sa forme physique, Massimo Moratti choisi de se séparer du brésilien qui est vendu au Real Madrid pour 45 millions d'euros.
À l'été 2002, Andrea Pirlo et Clarence Seedorf rejoignent le rival, l'AC Milan en échange de Guglielminpietro et Francesco Coco. Cet échange malheureux est rétrospectivement perçu comme l'une des plus mauvaises opérations du club.
En 2002-2003, Hernán Crespo remplace Ronaldo, et accompagne Christian Vieri, Emre Belözoğlu, Fabio Cannavaro, Francesco Toldo, Iván Córdoba, Marco Materazzi, Luigi Di Biagio et Javier Zanetti. L'Inter termine à la seconde place du championnat, derrière la Juventus mais devant son rival le Milan.

L'équipe atteint les 1/2 finales de la Ligue des champions après avoir éliminé le FC Valence. Elle est éliminée par son rival, le Milan, dans un euroderby inédit et disputé après deux matches nuls (0-0 / 1-1). L'Inter est éliminée en application de la règle du but inscrit à l'extérieur bien que les deux matchs se soient déroulés dans la même enceinte. Cette élimination cruelle marque la fin de la période Cuper et l'arrivée d'Alberto Zaccheroni sur le banc des nerazzurri en octobre 2003.

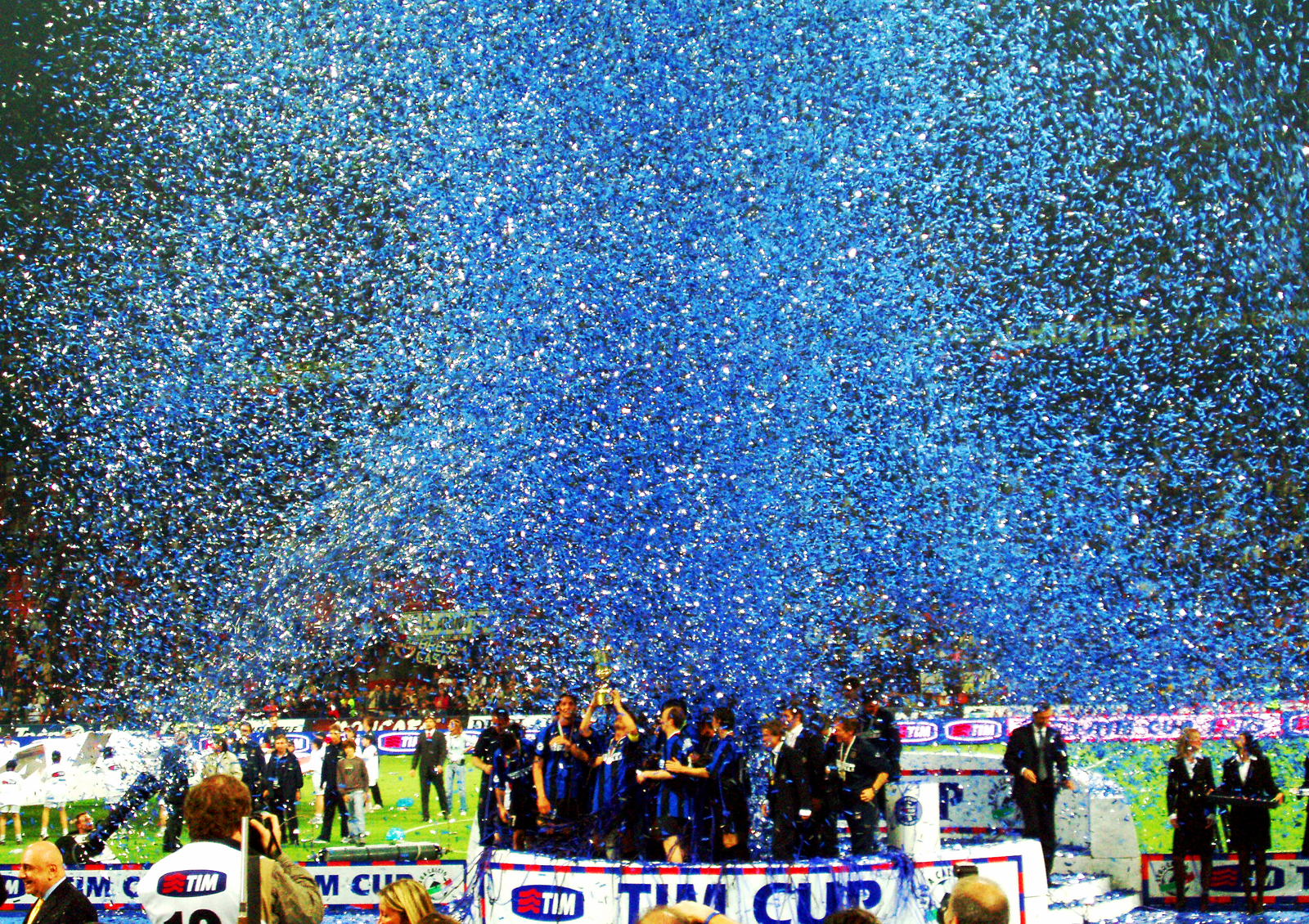
L'Inter remporte la Coupe d'Italie en 2005 face à l'A.S. Roma.

La saison 2003-2004 est marquée par l'éclosion du Brésilien Adriano, dont le talent rappelle celui d'un certain Ronaldo. Néanmoins, les résultats ne sont pas au rendez vous, l'équipe se qualifiant de justesse en fin d'année pour la Ligue des champions. Elle est éliminée en 1/4 de finale de la Coupe de l'UEFA par l'Olympique de Marseille. La saison est aussi marquée par les six points pris au rival turinois, 1-3 à Turin (premier succès interiste à Turin depuis 1993 en championnat) et 3-2 à San Siro.

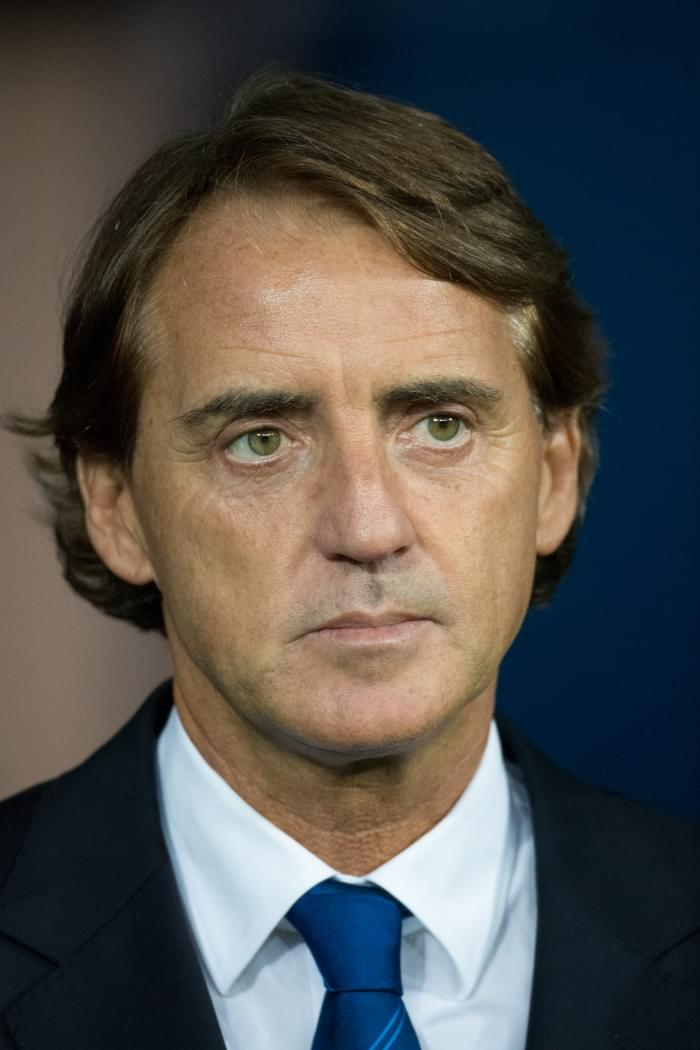
Roberto Mancini est l'entraineur de l'Inter entre 2004 et 2008.

Le jeune entraîneur Roberto Mancini arrive à la tête de l'équipe à l'été 2004. Le club enregistre les arrivées de joueurs majeurs comme Esteban Cambiasso, Walter Samuel, Juan Sebastian Veron, Julio Cruz, David Pizarro, Dejan Stanković, Siniša Mihajlović et du Ballon d'or Luis Figo en provenance du Real Madrid. En attaque, le nigérian Obafemi Martins accompagne Adriano.

L'Inter remporte à nouveau la Coupe d'Italie face à l'AS Rome en 2006.

À l'issue de sa première saison, le club termine sur le podium derrière les intouchables Juventus et AC Milan. En Ligue des champions l'équipe est éliminée en 1/4 de finale une nouvelle fois face au rival du milanais qui voit la victoire attribuée aux Rossoneri sur tapis vert après des débordements des supporters de l'Inter. Cependant, l'Inter remporte ses premiers trophées nationaux depuis 1989 avec la Coupe d'Italie en 2005 ainsi que la Supercoupe d'Italie face à la Juventus Turin.
La saison suivante, l'Inter termine à nouveau sur la troisième marche du podium et parvient à nouveau à remporter la Coupe d'Italie en 2006 face à l'AS Rome. En Ligue des Champions, l'Inter échoue encore en 1/4 de finale après avoir éliminé l'Ajax Amsterdam face à l'équipe surprise Villareal menée par Riquelme et Diego Forlán (2-1 ; 0-1).
Le destin de cette équipe va changer à la suite de la révélation d'un des plus grands scandales de l'histoire du football italien, le Calciopoli.

#### Les cinqScudetticonsécutifs et la conquête de l'Europe (2006-2011)

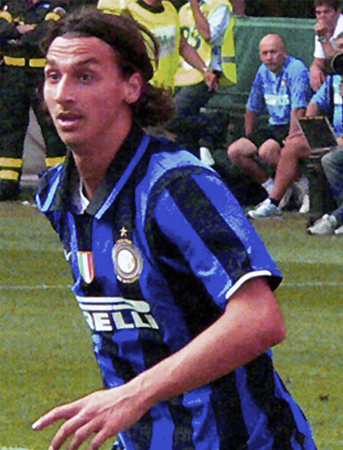
Zlatan Ibrahimović est le leader de l'Inter entre 2006 et 2009.

A l'été 2006, la Série A une page sombre : certains clubs comme le Milan, la Juventus Turin et la Lazio Rome sont reconnus coupables par la justice italienne d'avoir influencé les décisions arbitrales en leur faveur, à la suite de l'affaire des matchs truqués du Calcio. La Juventus Football Club est reléguée en deuxième division et les autres clubs reçoivent des pénalités de 30 points. L'implication de l'Inter dans cette même affaire sera établie en 2011 par le procureur Stefano Palazzi qui ne peut cependant pas citer le club en justice, l'affaire étant prescrit à quelques jours près.
Le titre de champion 2006 remporté par la Juventus est accordé en dépit de toute équité sportive sur tapis vert à l'Inter, qui avait terminé seulement troisième du classement avec 15 points de retard. Le club le considère ce titre (le premier depuis 1989 !) comme le premier des cinq titres consécutifs de champions, égalant le record établi par le Torino dans les années 1940.

##### La domination nationale sous Roberto Mancini (2006-2008)
L'Inter réalise un mercato ambitieux et enregistre le retour d'Hernán Crespo, les arrivées de Douglas Maicon, Maxwell, Olivier Dacourt ainsi que du champion du monde Fabio Grosso. Surtout, l'Inter profite de la relégation de la Juventus, qui dominait jusque-là le championnat : Patrick Vieira et Zlatan Ibrahimović quittent la Juventus pour rejoindre les rangs de l'Inter. Le gardien brésilien Julio Cèsar s'impose dans les buts.

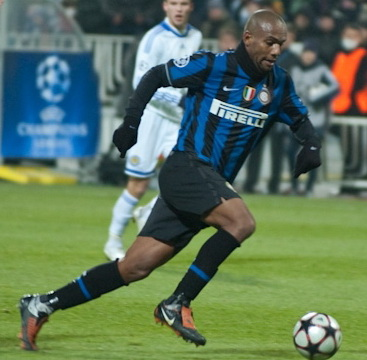
Le défenseur brésilien Douglas Maicon s'inscrit dans la tradition des brillants latéraux de l'Inter après Fachetti, Andreas Brehme, Roberto Carlos et Javier Zanetti.

Fort de ce Scudetto acquis sur tapis vert, l'Inter entame sa saison par une victoire spectaculaire face à l'AS Rome lors de la Supercoupe d'Italie 2006 (4-3). Les deux équipes seront les protagonistes majeurs du championnat italien pendant les années suivantes, le Milan, la Lazio, la Fiorentina et surtout la Juventus payant seuls les conséquences du Calciopoli.
L'équipe dispose alors d'un effectif pléthorique. Ibrahimovic, Crespo, Adriano et Julio Cruz se disputent le poste d'attaquant. Au milieu de terrain Dejan Stanković fait office de meneur de jeu, accompagné par Figo, Cambiasso, Dacourt et Patrick Vieira.
Lors de la saison 2006-2007, l'Inter réussit un exceptionnel début de championnat puisque cette équipe réussit à battre non seulement le record de victoires de suite en Serie A qui appartenait jusque-là à la Roma avec 11 victoires, mais également le record européen (des championnats considérés de premier niveau, à savoir italien, espagnol, anglais, allemand et français) qui était détenu conjointement par le Real Madrid de Di Stéfano ainsi que par le Bayern Munich, avec 17 victoires de suite, série achevée par un nul 1-1 contre l'Udinese le 28 février 2007.

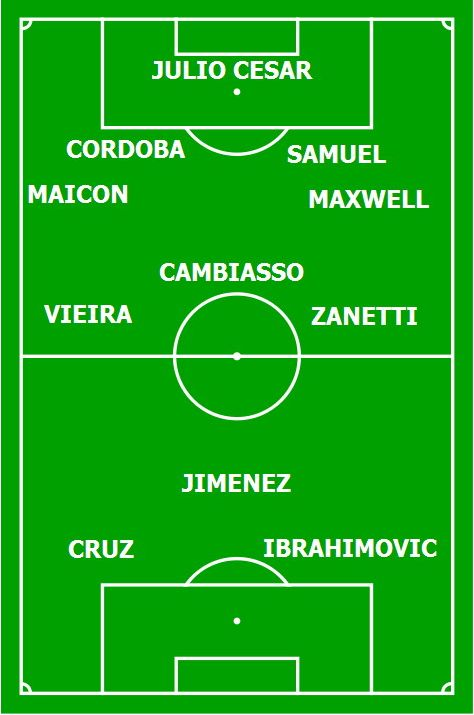
L'Inter évolue principalement en 4-3-1-2 sous Roberto Mancini.

Le début de la saison est cependant marqué par le décès du président et ancien joueur Giacinto Cippe Facchetti, le 4 septembre, à l'âge de 64 ans. Le 6 septembre, le match opposant la France à l'Italie pour le compte des éliminatoires de l'Euro 2008 débute avec une minute de silence durant laquelle les 80 000 spectateurs du stade de France honorent de leurs applaudissements le glorieux défunt. Le 8 septembre, l'UEFA autorise l'Inter à retirer le numéro 3 à l'Argentin Nicolás Burdisso qui se voit attribuer le numéro 16 pour la saison à venir.

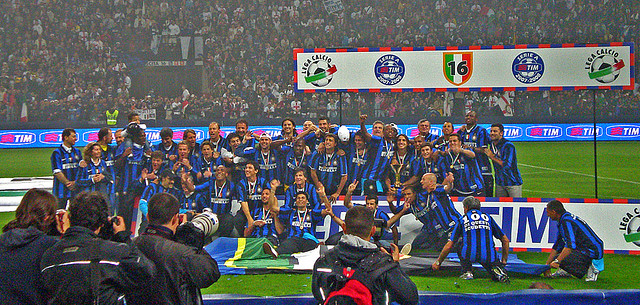
L'Inter célèbre le Scudetto acquis à la dernière journée en 2007-2008.

En championnat, l'Inter bat le record de nombre de victoires consécutives de l'histoire de la Serie A et, le 22 avril 2007, obtient sur le terrain son premier Scudetto depuis 18 ans après une saison qu'elle domine du début à la fin avec 97 points (le 15e). En dépit de cette brillante saison, l'Inter est cependant éliminée précocement en 1/8e de finale de la Ligue des champions par le FC Valence (0-0 ; 2-2) au terme d'une rencontre marqué par une bagarre générale. L'Inter atteint à nouveau la finale de la Coupe d'Italie mais doit s'incliner face à l'AS Rome.

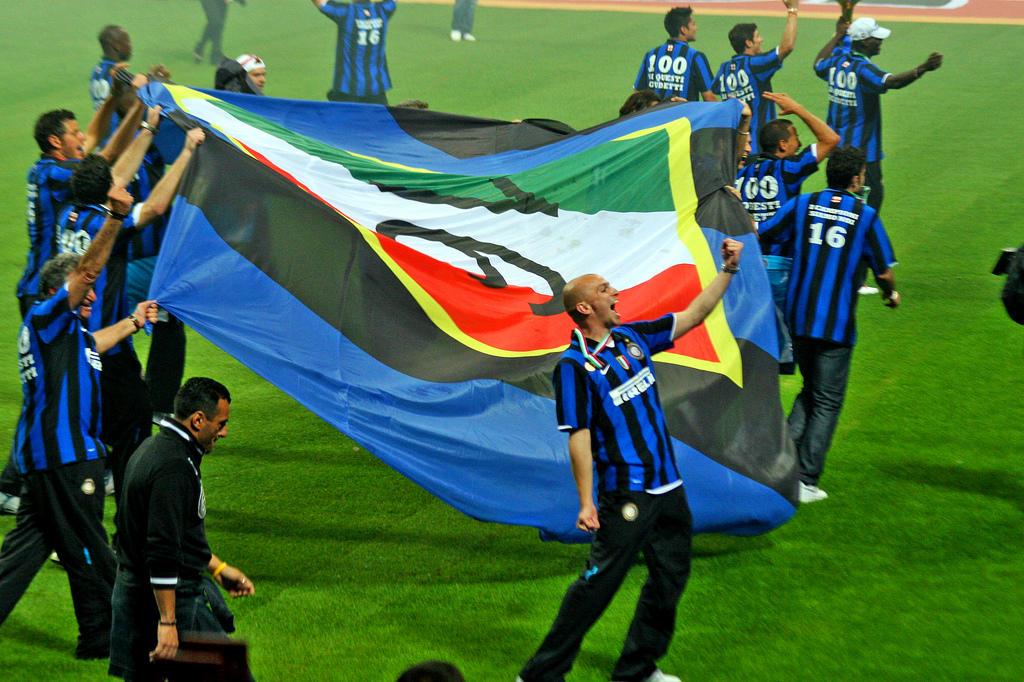
Sous la houlette de Roberto Mancini, l'Inter domine le football italien en remportant 3 Scudetti consécutifs.

Lors de la saison 2007/08, l'Inter est sacrée pour la troisième fois consécutive championne d'Italie après une lutte acharnée contre l'AS Roma (le 16e fois de son histoire) grâce à un doublé d'Ibrahimovic à la dernière journée sous la pluie battante face à Parme.
Les Nerazzurri sont restés les premiers du classement durant pratiquement l'intégralité de la saison. Pour la quatrième fois consécutive l'Inter affronte l'AS Rome en finale de la Coupe d'Italie et doit à nouveau s'incliner.

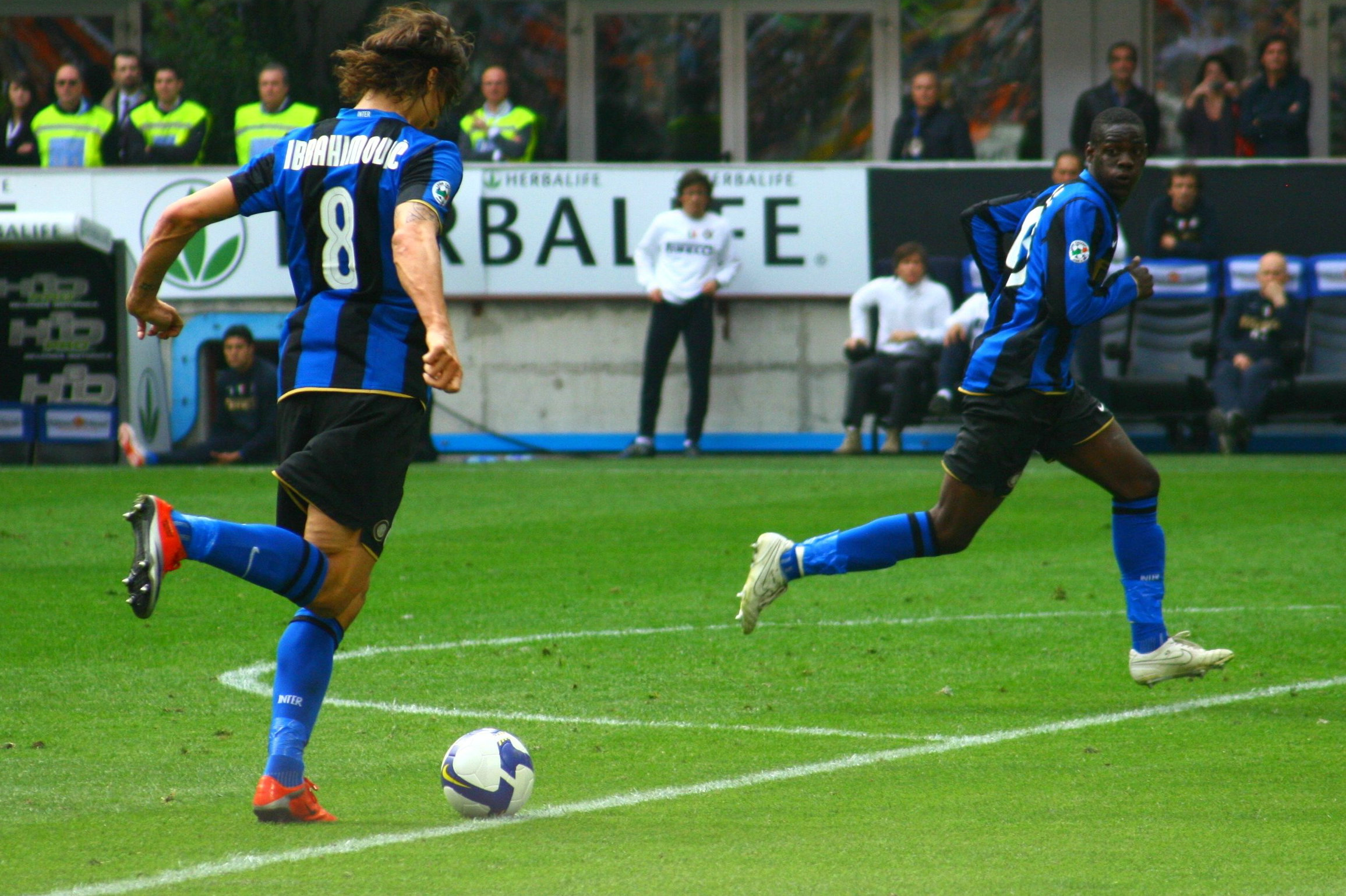
Zlatan Ibrahimovic et le jeune prodige Mario Balotelli.

En Ligue des champions, l'Inter est éliminée par Liverpool en 1/8e de finale, ce qui provoque le limogeage de Roberto Mancini en fin de saison, remplacé par le charismatique technicien portugais José Mourinho. Ce dernier a pour ambition de permettre à l'Inter de retrouver les sommets de la hiérarchie européenne.

##### José Mourinho et leTripléhistorique (2008-2011)
Durant son premier match officiel sous les couleurs de l'Inter, The Special One décroche la Supercoupe d'Italie, une nouvelle fois face à l'AS Rome, lors de la séance des tirs au but. Il dédie ce succès à son prédécesseur, Roberto Mancini, sans qui il n'aurait pu ajouter cette Supercoupe à son palmarès.

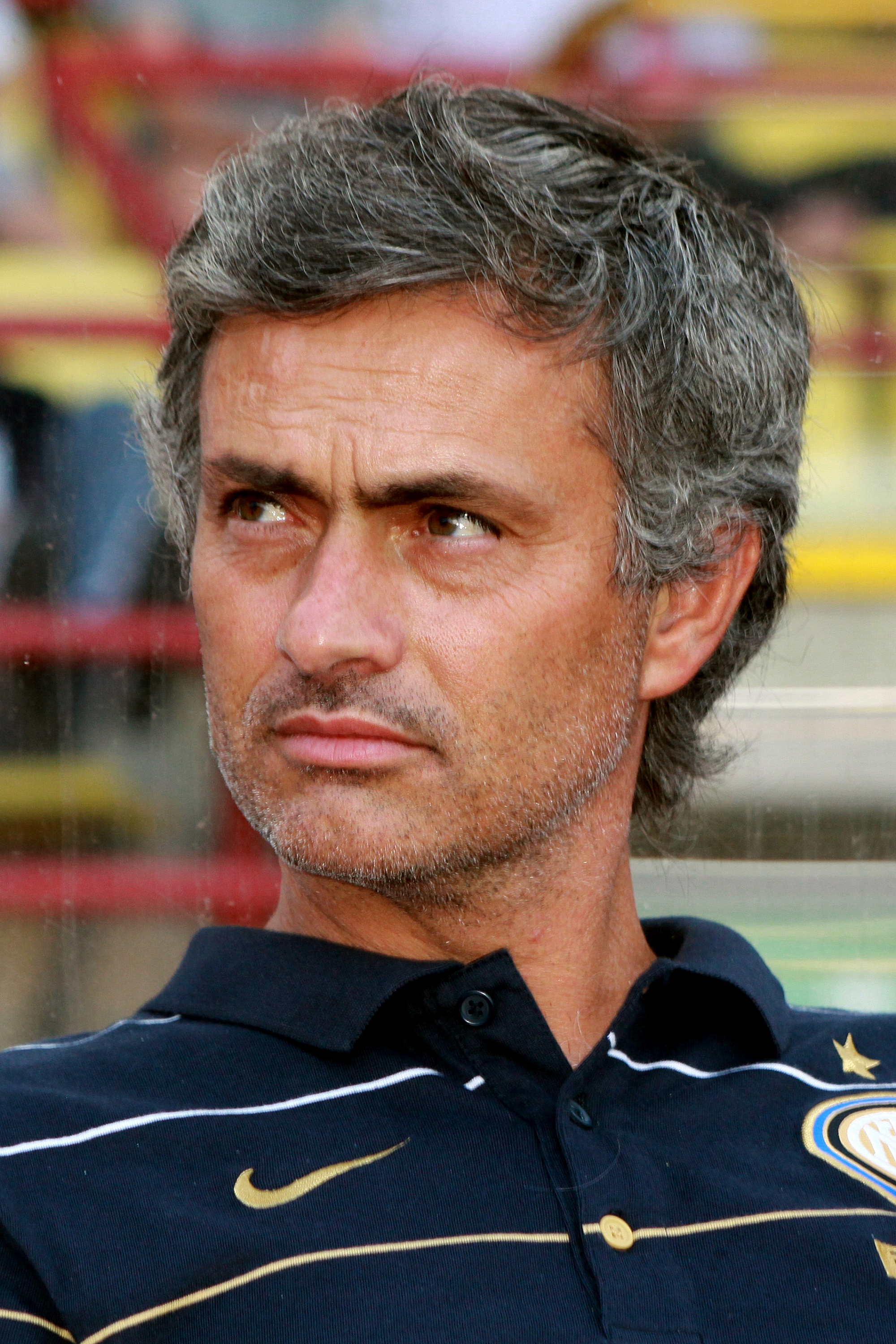
José Mourinho, l'entraineur vainqueur du triplé lors de la saison 2009-2010. Avec l'Inter il est invaincu en championnat à San Siro.

Habile avec les médias, celui que les tifosi surnomment Mou déclare de façon provocatrice que ses rivaux, l'AS Rome et le Milan, finiront la saison avec « zero tituli » (« zéro titre » en français).
José Mourinho recrute les ailiers Alessandro Mancini et Ricardo Quaresma pour faire évoluer son équipe en 4-3-3. C'est un échec et il doit rapidement revenir à la formule à deux attaquants. Il fait notamment confiance à des jeunes talents émergents comme Davide Santon et Mario Balotelli.

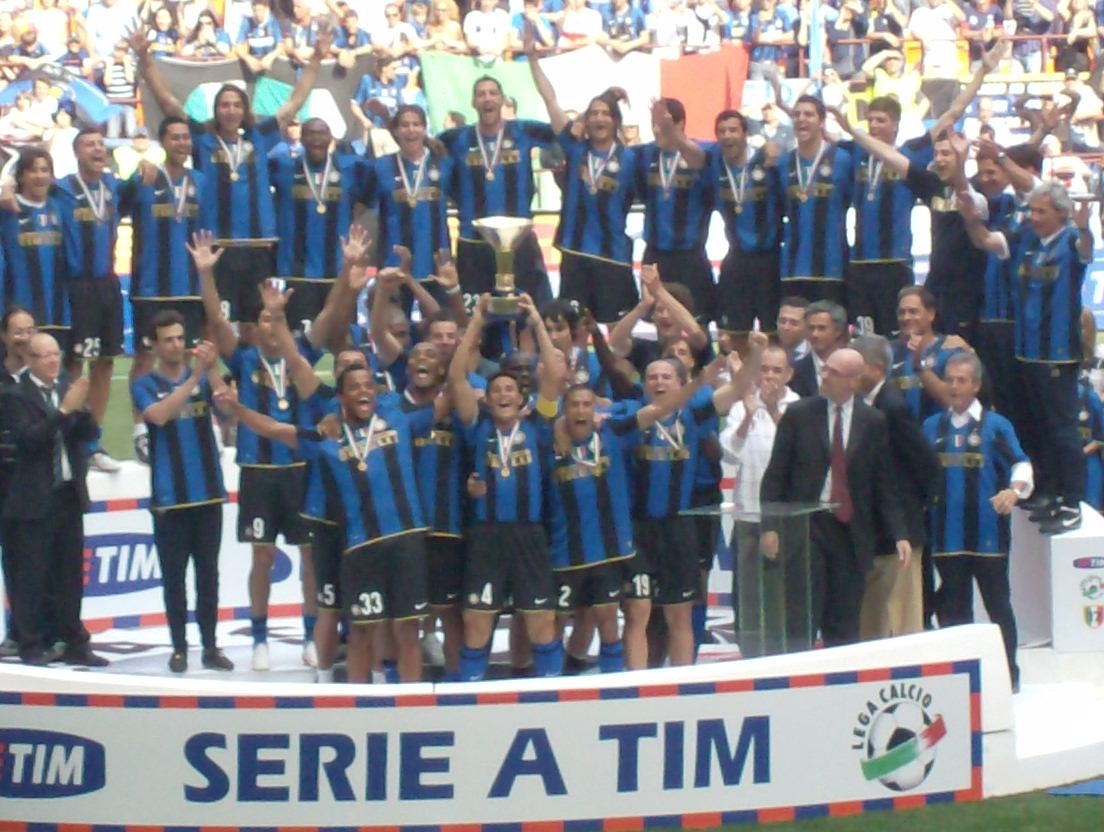
L'Inter remporte à nouveau le Scudetto en 2009.

Emmenée par Zlatan Ibrahimović, l'Inter remporte à nouveau le Scudetto en 2009 avec une avance conséquente sur ses concurrents. Ibrahimovic termine meilleur buteur du championnat mais manifeste des envies d'ailleurs ce qui déclenche l'hostilité des tifosi, frustrés par les performances en Ligue des champions où l'équipe est à nouveau éliminée en 1/8e de finale par le tenant du titre Manchester United Football Club (0-0 / 2-0).
À l'été 2009, l'Inter cède finalement sa star Zlatan Ibrahimović au FC Barcelone en échange de l'attaquant camerounais Samuel Eto'o. À la demande de José Mourinho, Thiago Motta, Wesley Sneijder, Diego Milito et Lucio viennent renforcer un effectif déjà expérimenté. Le championnat commence sur les chapeaux de roues puisque l'Inter écrase son rival milanais 4 à 0 dans un derby à sens unique. En Europe, le Portugais fait évoluer son équipe en 4-2-3-1 en replaçant Samuel Eto'o sur le coté et Sneijder en meneur de jeu.

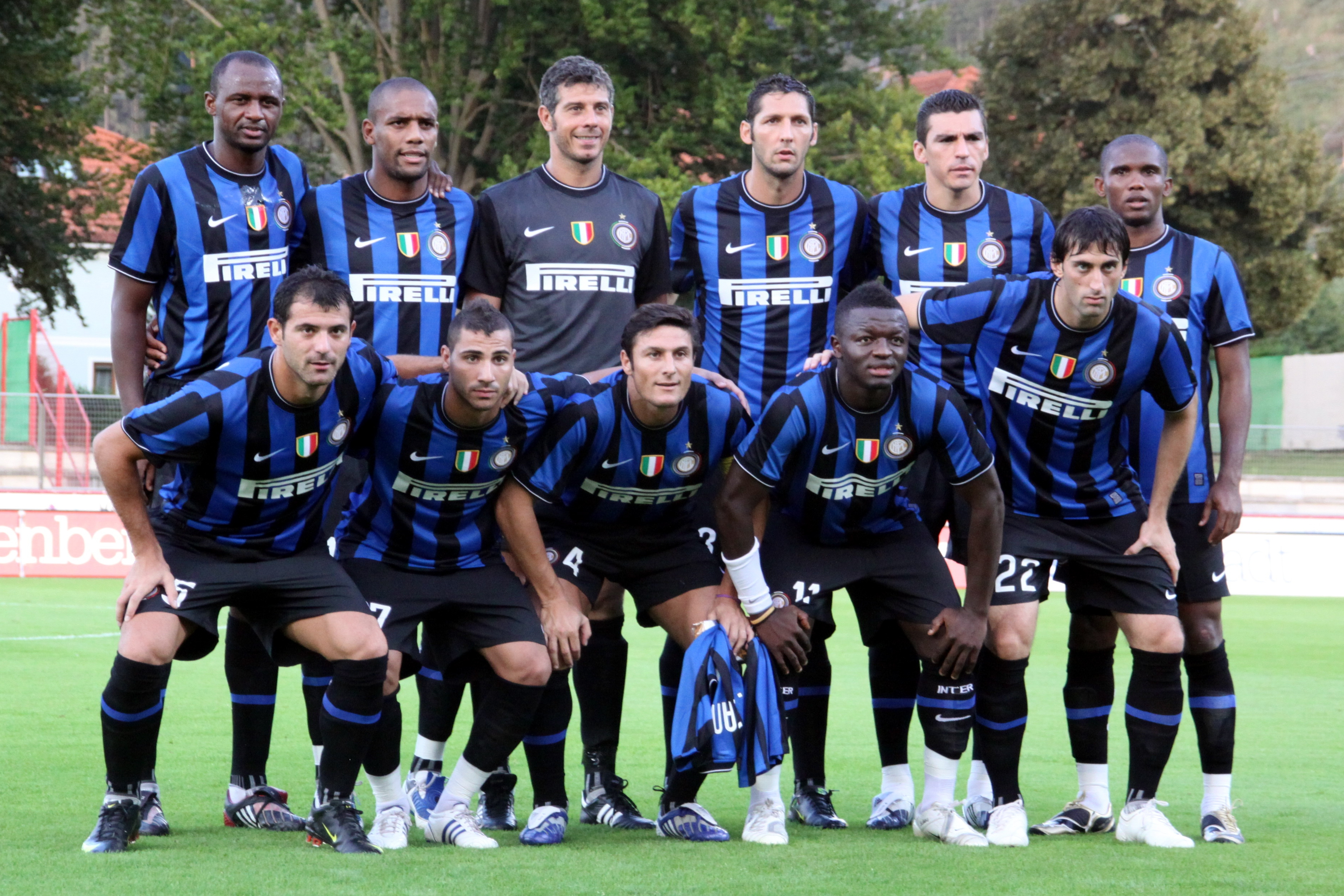
L'Inter en 2009-2010.

Le 5 mai 2010, elle remporte la Coupe d'Italie de football contre l'AS Rome 1 but à 0, grâce à Diego Milito. C'est ce même Diego Milito qui inscrit l'unique but contre Sienne lors de la 38e et dernière journée de championnat pour offrir du même coup au club le 18e Scudetto de son histoire, le cinquième d'affilée.
L'Inter se qualifie pour la finale de la Ligue des champions au terme d'un parcours épique, 38 ans après sa dernière finale. Galvanisée par José Mourinho l'Inter élimine Chelsea en 1/8e, le CSKA Moscou en 1/4 et le tenant du titre, le FC Barcelone de Lionel Messi et Ibrahimovic en 1/2 finale. Diego Millito, surnommé Il Principe par les tifosi, marque à tous les tours. Euphorique, Mourinho célèbre la qualification sur la pelouse du Camp Nou avec ses joueurs.
Le 22 mai 2010, l'Inter retrouve enfin les sommets de l'Europe et remporte sa troisième Ligue des champions à Madrid, au Santiago Bernabéu, face au Bayern Munich (0-2) grâce à deux nouveaux buts de Diego Milito. Ces succès mettent en valeur la solidité défensive de l’équipe ainsi que le talent de ses attaquants, Samuel Eto'o et Diego Milito.

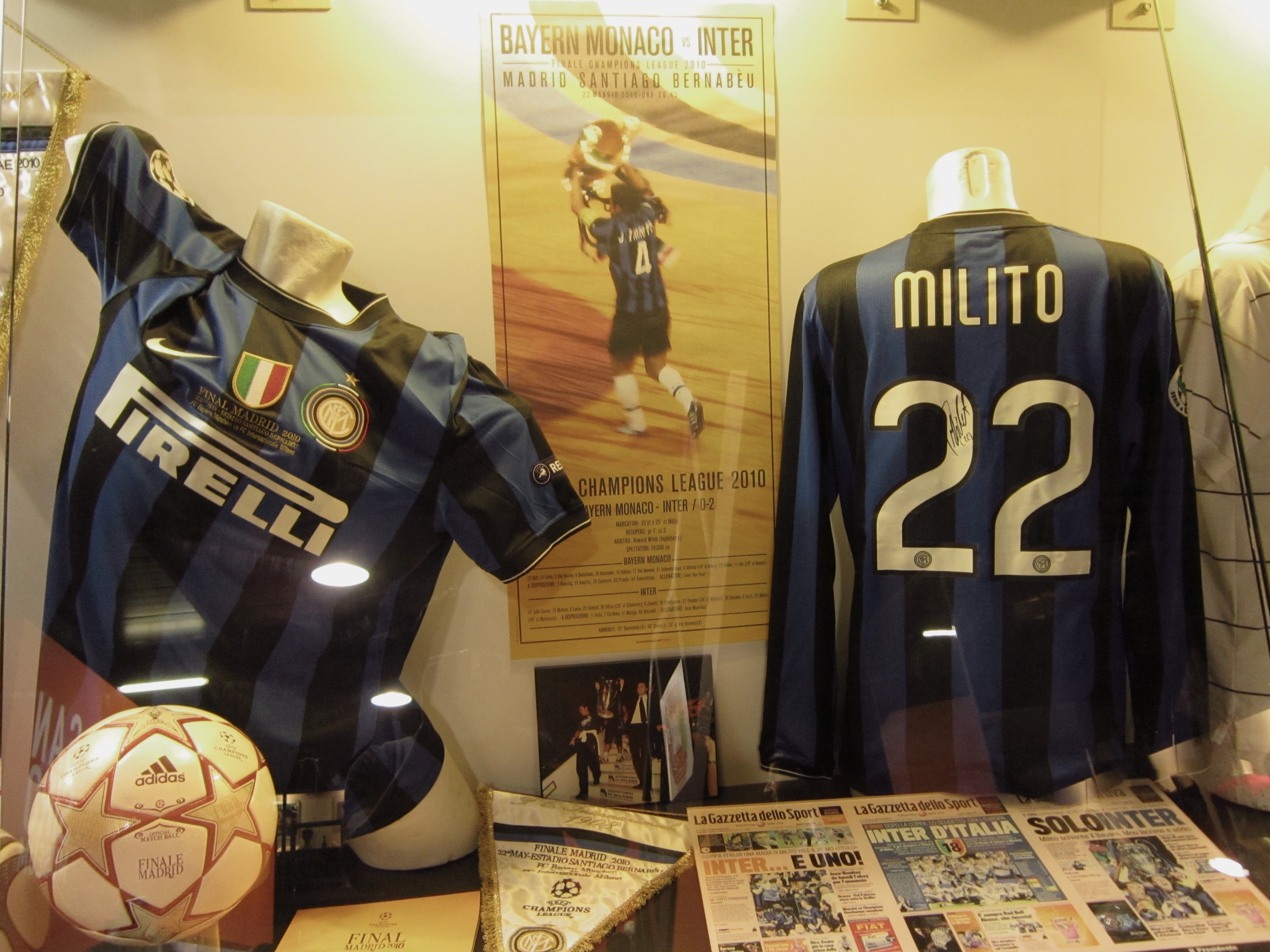
Diego Milito devient une légende en offrant la victoire en finale de la Ligue des champions en 2010.

À propos de l'échange Eto'o - Ibrahimovic, Massimo Moratti déclare : « Je ne sais pas si le transfert d'Eto'o est la meilleure affaire que j'ai effectué depuis que je suis le Président du club, mais je crois que c’était une très grande affaire pour nous. Eto’o est incroyable. Pour rien au monde, je ne reprendrai Ibrahimovic en échange d’Eto’o (...). Samuel est extraordinaire ».

L'équipe de l'Inter qui remporte la Ligue des Champions face à au Bayern Munich en 2010.

Quelques jours après la finale, José Mourinho quitte l'Inter pour le Real Madrid. Rafael Benítez, séparé du Liverpool FC, lui succède le 10 juin 2010.
Le 21 août, Rafael Benítez remporte son premier trophée avec l'Inter (la Supercoupe d'Italie), 3-1 contre l'AS Rome à San Siro. L'Inter rentre un peu plus dans l'histoire de la Serie A en faisant le quadruplé. Une semaine plus tard, les Nerazzurri ont l'occasion de soulever un nouveau trophée européen, inédit dans le palmarès intériste, la Supercoupe de l'UEFA, mais ils s'inclinent contre l'Atlético de Madrid. L'Inter remporte la Coupe du monde des clubs de la FIFA à l'hiver 2010 réalisant ainsi un quintuplé historique.
L'entraîneur espagnol est pourtant limogé durant la trêve hivernale en raison des mauvais résultats. Il n'a jamais réussi à remplacer José Mourinho dans l'esprit des joueurs. Le Brésilien Leonardo le remplace en provenance du Milan. L'Inter compte 13 points de retard sur le Milan mais avec 2 matches en moins. Le club réalise une remontée en championnat et revient à 2 points du Milan, à la veille du derby. Les Nerazzurri perdent tout en avril, en s'inclinant finalement face à leurs rivaux (3-0) et doivent se contenter de la deuxième place en championnat. En Ligue des champions, l'Inter élimine le Bayern Munich grâce à un doublé de Samuel Eto'o, avant d'être éliminés par Schalke 04 en 1/4 de finale (2-5 ; 2-1). Ils remportent tout de même la Coupe d'Italie face à Palerme (3 buts à 1). Cet énième trophée clôture une page dorée de l'histoire du club.

### Transition Moratti-Thohir-Suning: déclin et années noires (2011-2019)
| Saisons 2011–2019             |            |        |
| Saison                        | Classement | Points |
| 2011/2012                     | 6.         | 58     |
| 2012/2013                     | 9.         | 54     |
| 2013/2014                     | 5.         | 60     |
| 2014/2015                     | 8.         | 55     |
| 2015/2016                     | 4.         | 67     |
| 2016/2017                     | 7.         | 62     |
| 2017/2018                     | 4.         | 72     |
| 2018/2019                     | 4.         | 69     |
| Vert: Victoire en championnat |            |        |

À partir de l'été 2011, le club entame une période de déclin. Le déclassement brutale découle d'au moins trois facteurs. En dépit de ses succès, Le club est structurellement déficitaire et dépendant de son actionnaire Massimo Moratti lequel ne souhaite plus autant investir d'argent dans son club maintenant qu'il a tout gagné.
Par ailleurs, l'UEFA adopte un règlement dit « Fair-play financier » imposant l'équilibre budgétaire aux clubs européens de sorte que l'Inter se retrouve sous surveillance financière compte tenu de sa situation financière tendue. Enfin l'effectif qui a mené le club à la gloire est désormais vieillissant et n'est pas renouvelé. Les performances sportives ne sont plus en accord avec les salaires importants versés par le club qui déséquilibre ses finances.
Au sommet de son art, Samuel Eto'o rejoint le FK Anji Makhatchkala pour devenir le footballeur le mieux payé au monde. Il remplacé par la star uruguayenne sur le déclin Diego Forlan.

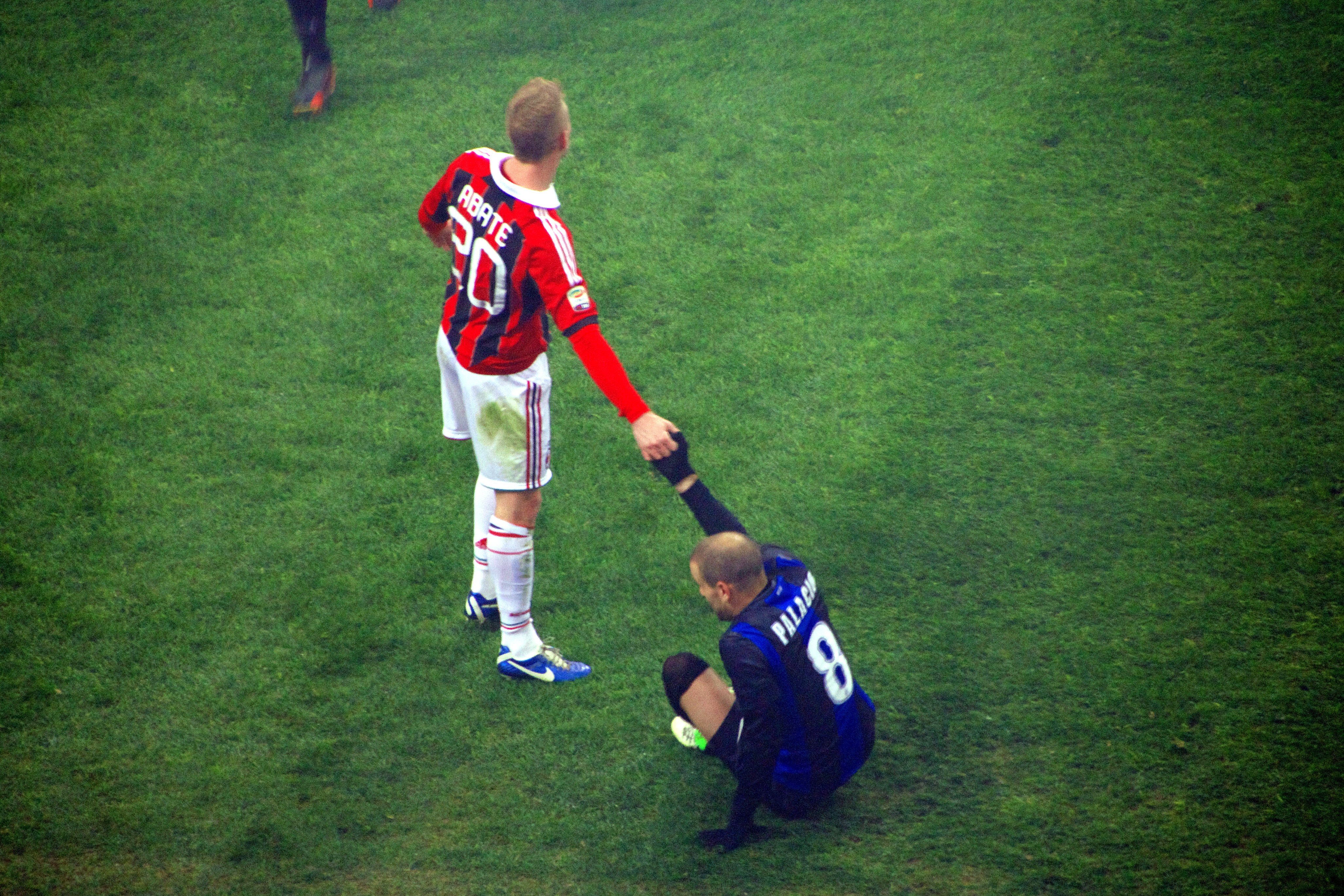
L'attaquant argentin Rodrigo Palacio mène l'attaque de l'Inter entre 2012 et 2015 en inscrivant près de 60 buts.

La saison 2011-2012 sera cauchemardesque et marquera le début d'une descente aux enfers pour le club. Gian Piero Gasperini est recruté comme entraîneur en provenance du Genoa et tente d'imposer son système de jeu offensif basé sur une défense à trois. L'absence de recrutement adéquat conjugué à un effectif vieillissant font que l'expérience tourne rapidement court. Gasperini est limogé après seulement quatre journées et remplacé par Claudio Ranieri. Après une bonne série de victoires, l'équipe ne parvient plus à relever la tête après le départ de Thiago Motta pour le PSG durant le mercato hivernal.
Ranieri est à son tour limogé et remplacé en mars par l'entraineur de l'équipe des jeunes Andrea Stramaccioni. L'équipe termine à une anonyme sixième place. En ligue des champions, l'Inter est éliminée de façon rocambolesque par l'Olympique de Marseille en 1/8e de finale grâce à un but spectaculaire de Brandão à la dernière minute du temps réglementaire (1-0 ; 2-1).
Pour la saison 2012-2013, l'Inter place ses espoirs sur son jeune et prometteur entraîneur. Elle entend se renouveler se sépare de ses trois stars brésiliennes dont les salaires sont jugés trop importants (Julio Cesar, Lucio et Douglas Maicon).
Erick Thohir, magnat des médias indonésien entre au capital du club au cours de l'hiver, annonçant le retrait du Président et actionnaire historique du club Massimo Moratti.

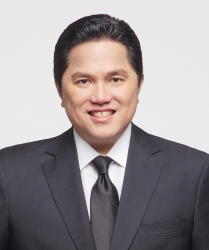
Erick Thohir rachète l'Inter au propriétaire historique Massimo Moratti en 2013.

Le recrutement de Rodrigo Palacio en provenance du Genoa et du fantasque Antonio Cassano permet de former un séduisant trident complété par Diego Milito. Le reste de l'équipe ne se montre pas au niveau et la saison est à nouveau décevante. L'Inter réalise cependant l'exploit de mettre fin à la série d'invincibilité de la Juventus de Turin à domicile après 49 matchs (3 buts à 1). En décembre, Wesley Sneijder quitte le club pour rejoindre Galatasaray. Le 24 mai 2013, Andrea Stramacionni est limogé et Walter Mazzarri est annoncé comme le nouvel entraîneur.

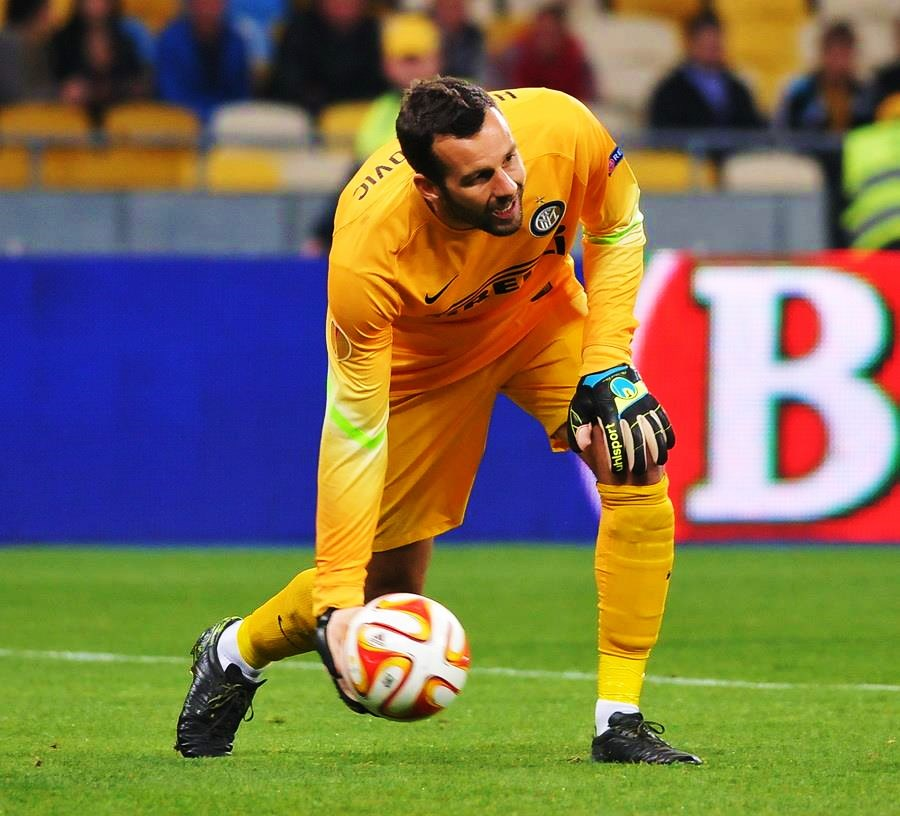
Samir Handanovič est le gardien emblématique de l'équipe de 2012 à 2023.

Le 15 octobre 2013, le site officiel annonce l'accord officiel avec la société indonésienne International Sports Capital (ISC), possession d'Erick Thohir, Rosan Roeslani et Handy Soetedjo, qui devient actionnaire majoritaire du club avec 70 % du capital. Le 15 novembre, le conseil d'administration élit Erick Thohir nouveau président, Massimo Moratti devient Président d'honneur. Ceci met fin à 18 années de présidence, la plus longue et la plus prolifique de l'histoire des nerazzurri.

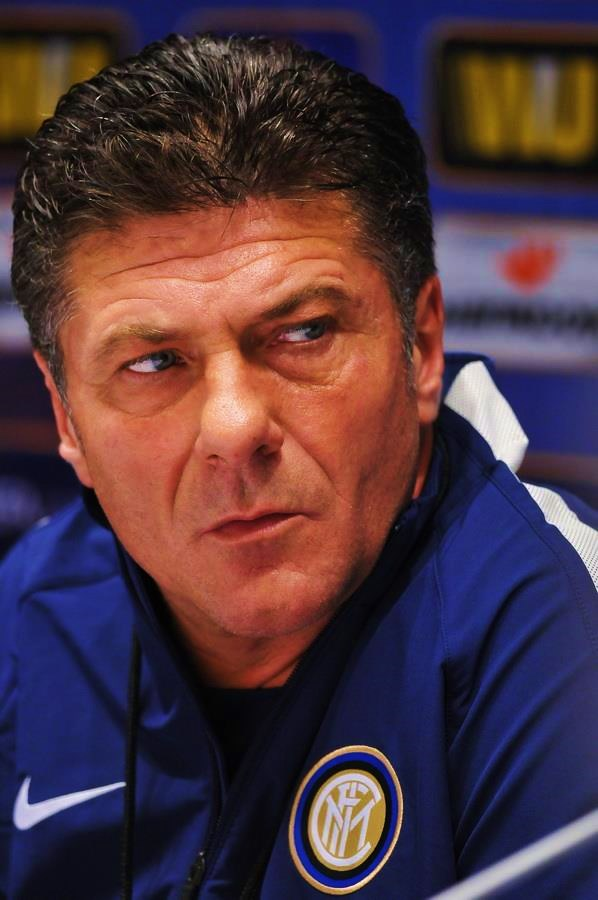
Walter Mazzarri entraine l'Inter entre 2013 et 2015.

La présidence Thohir est marquée par une volonté d'assainir les finances du club et de rebâtir une équipe compétitive à moindre frais. Cette période voit le départ des derniers grands joueurs de la décennie précédente : Diego Milito, Walter Samuel, Dejan Stankovic, Cristian Chivu, Esteban Cambiasso et l'emblématique capitaine Javier Zanetti après 19 saisons au club.
Walter Mazzarri ne réussira jamais à retrouver la recette de ses succès napolitains. Avec un effectif limité, les résultats sont laborieux. L'explosion du jeune buteur argentin Mauro Icardi, capocannoniere en 2015 est souvent le seul motif de satisfaction. Les deux saisons de Mazzari sur le banc l'Inter s'achèvent sur une 5e (2014) et 8e place (2015). Les résultats médiocres poussent la direction du club à limoger l’entraîneur et à rappeler un ancien de la maison.
En effet, la saison 2015-2016 voit le retour sur son banc de l’entraîneur Roberto Mancini. Le recrutement se veut plus ambitieux, Ivan Perisic, Adem Ljajić, Stevan Jovetic, Jeison Murillo, Gary Medel, Felipe Melo, Miranda, et Geoffrey Kondogbia rejoignent l'effectif. L'Inter se retrouve leader du championnat à la mi-saison grâce à une solidité défensive retrouvée et aux buts de Mauro Icardi. La deuxième partie du championnat est plus délicate et le club doit se contenter finalement d'une décevante quatrième place.
Les trois années de présidence de Thohir sont marquées par des échecs sur le plan sportif et une austérité sur le plan financier. Il revend le club à un investisseur chinois ambitieux en 2016.
Le club est racheté au début de la saison 2016-2017 par un investisseur chinois, le Suning Holdings Group. Le groupe est prêt à investir massivement pour redorer les couleurs du club et en refaire une place forte du football européen — il est absent de la Ligue des champions depuis cinq ans. Steven Zhang est nommé président.
Durant le mercato estival le club réalise d'importants investissements (João Mário pour 45M € ; Antonio Candreva pour 29M €; Gabriel « Gabigol » Barbosa pour 30M €).
En désaccord avec sa direction, Roberto Mancini quitte le club pendant l'été, il est remplacé par Frank de Boer, sans succès. Stefano Pioli le remplace rapidement avant d'être à son tour limogé et remplacé par son adjoint. L'Inter finit la saison à une anonyme 7ème place et Mauro Icardi termine à nouveau meilleur buteur du championnat avec 24 réalisations.
Le club enregistre l'arrivée décisive de Giuseppe Marotta (dirigeant sportif) au poste d'administrateur délégué en provenance de la Juventus Turin. Reconnu comme l'un des meilleurs dirigeants sportifs du football italien, il permet à l'Inter de trouver un statut de protagoniste tant au niveau national qu'international. Il mène une politique sportive ambitieuse mêlant l'investissement sur des futurs talents et le recrutement de joueurs libres en fin de contrat.
La saison 2017-2018 est celle du tournant de « l'après Triplé ». Le technicien italien Luciano Spalletti est nommé à la tête d'une équipe menée par une nouvelle génération de joueurs talentueux (Mauro Icardi, Ivan Perišić, Antonio Candreva, Marcelo Brozović, Milan Škriniar, Stefan de Vrij).
L'équipe réalise une bonne première partie de saison avec 16 matchs sans défaite et trône à a première place devant la Juventus et Naples. L'Inter connait ensuite une période de disette où l'équipe enchaîne sept matchs sans victoire. Mauro Icardi qui poursuit au classement des buteurs de Série A, Ciro Immobile, revient de blessure et l’Inter commence à engranger de nouveaux des points précieux dans l'objectif de qualification pour la Ligue des champions 2018-2019.

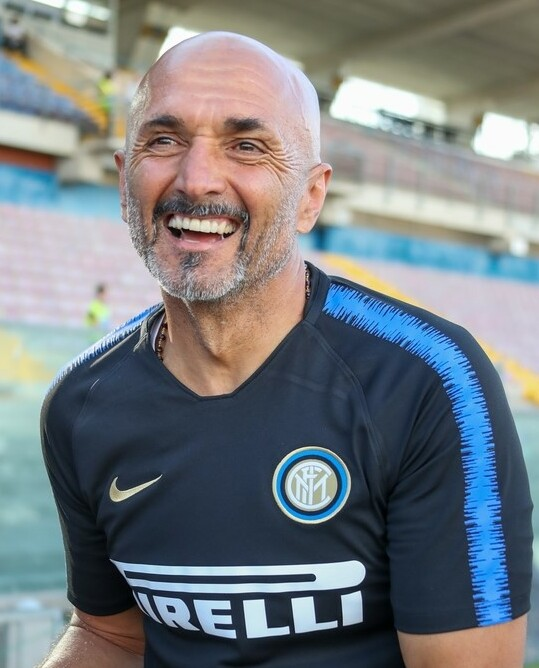
Luciano Spalletti remet l'Inter sur les rails du succès en se qualifiant pour la Ligue des champions.

Lors de la dernière journée, l'Inter arrache sa qualification en Ligue des champions au nez et à la barbe de la Lazio de Rome lors d'une « petite finale » remportée 3 à 2 grâce à un but victorieux de Matías Vecino à la 81e minute. Avec cette victoire l'Inter prend la quatrième place du classement et retrouve la prestigieuse compétition six ans après sa dernière participation.
La saison suivante est du même acabit. L'Inter est éliminée de la Ligue des champions dés la phase de poule par Tottenham Hotspur Football Club. Après un championnat en dent de scie l'Inter parvient à se qualifier une nouvelle fois pour la Ligue des champions lors de la dernière journée du championnat face à Empoli. La saison est encore marquée par la disgrâce du buteur et capitaine Mauro Icardi qui est écarté des terrains à la suite d'un important conflit salarial avec le club.
Bien qu'ayant ramené le club en Ligue des champions et ramené une certaine stabilité sur le plan sportif les résultats sont jugés insuffisants et Luciano Spaletti est limogé en mai 2019 et Mauro Icardi est cédé au Paris Saint-Germain Football Club.

### La renaissance sous la direction de Giuseppe Marotta (2019 - aujourd'hui)
| Saisons 2019–2024             |                    |        |
| Saison                        | Classement         | Points |
| 2019/2020                     | Médaille d'argent  | 82     |
| 2020/2021                     | Médaille d'or      | 91     |
| 2021/2022                     | Médaille d'argent  | 84     |
| 2022/2023                     | Médaille de bronze | 72     |
| 2023/2024                     | Médaille d'or      | 94     |
| 2024/2025                     | Médaille d'argent  | 81     |
| Vert: Victoire en championnat |                    |        |

Principaux titres :
 Championnat d'Italie (2) :
- Champion : 2021 et 2024
- Vice-champion : 2020, 2022 et 2025.

 Coupe d'Italie (2) :
- Vainqueur en 2022 et 2023.

 Supercoupe d'Italie (3) :
- Vainqueur : 2021, 2022 et 2023.

Ligue des champions
- Finaliste : 2023, 2025.

Ligue Europa
- Finaliste : 2020.

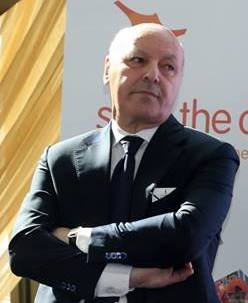
Giuseppe Marotta est l'homme clé du renouveau sportif du club en faisant venir de nombreux joueurs gratuitement.

Sous la direction de Giuseppe Marotta, l'Inter Milan retrouve un statut tant sur le plan national qu'international. En effet, grâce à une politique de transfert intelligente et ambitieuse le club remporte à nouveau le scudetto et redevient protagoniste sur la scène européenne.

#### La conquête du19eScudettoavec Antonio Conte (2019-2021)

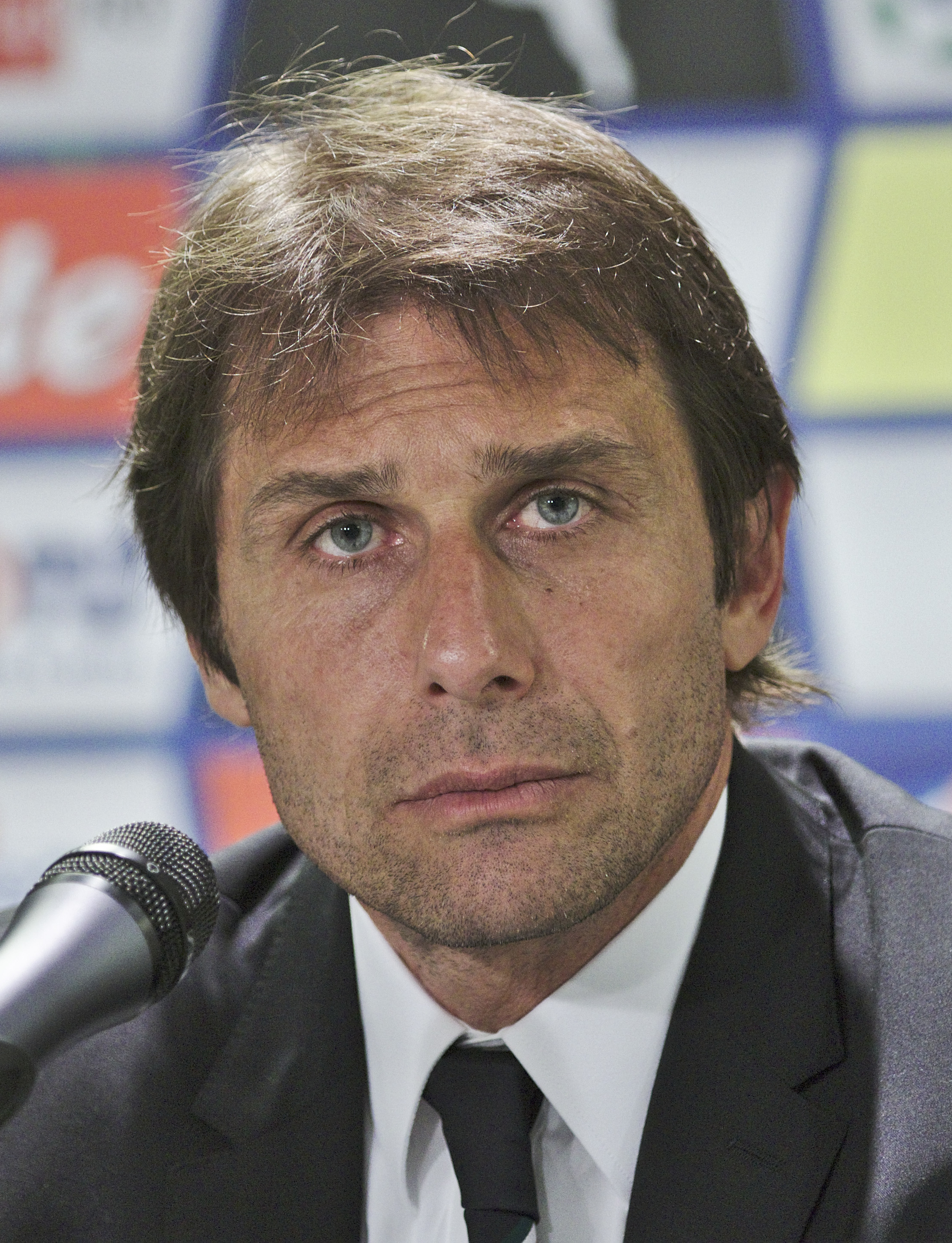
Antonio Conte est l'entraineur qui permet à l'Inter de remporter à nouveau le Scudetto après 10 ans d'attente.

L'équipe désormais européenne, les nouveaux propriétaires du club affichent l'ambition de remporter le titre de champion. Pour cela, ils font appel à l'expérimenté tacticien italien Antonio Conte qui impose un jeu rigoureux au sein d'un 3-5-2 qui associe en attaque Romelu Lukaku et Lautaro Martínez. Nicolò Barella, Diego Godín et Alessandro Bastoni et Alexis Sánchez viennent renforcer l'équipe.
Lors de sa première saison sur le banc intériste, l'équipe lutte avec à la Juventus pour le titre mais doit se contenter de la deuxième place. Il s'agit de la meilleure performance de l'Inter en Serie A depuis la saison 2010-2011. Le parcours en Coupe d'Italie s'achève en 1/2 finales face au Napoli. À la suite d'une élimination précoce en Ligue des champions par le Borussia Dortmund, l'équipe est reversée en Ligue Europa dont elle atteint la finale. Après avoir mené au score elle s'incline cependant face au Sevilla Fútbol Club 3 buts à 2.

L'Inter affronte le FC Séville en finale de la Ligue Europa 2020.

Lors de la saison 2020-2021, le club enregistre les arrivées du meneur de jeu danois Christian Eriksen et du défenseur latéral Achraf Hakimi. Antonio Conte permet enfin à l'Inter de remporter le Scudetto pour la première fois depuis 11 ans au terme d'une campagne implacable. L'Inter termine le championnat avec 91 points et 12 points d'avance sur son rival le Milan en affichant la meilleure défense du championnat. Romelu Lukaku est désigné meilleur joueur du championnat. L'équipe est néanmoins éliminée de la Ligue des champions dés la phase de groupe.
En dépit de ce succès historique, la situation financière du club est fragilisée par la crise sanitaire et les restrictions aux investissements étrangers. Un prêt de 275 millions d'euros à courte échéance (3 ans) auprès du fonds d'investissement américain Oaktree Capital est souscrit pour permettre au club de se maintenir à flot.
En désaccord avec la volonté du club milanais de diminuer ses dépenses, Antonio Conte quitte brutalement le club après seulement deux saisons, un an avant le terme de son contrat.

#### Période Inzaghi: de nouveaux titres nationaux à l'humiliation européene (2021- 2025)
Durement touché par la crise sanitaire du Covid-19 et contraint à un redimensionnement économique par son actionnaire le club cède Achraf Hakimi au Paris Saint-Germain pour 65M €. Le club opère un revirement dans sa politique financière. L'équilibre des comptes et la dette contractée auprès d'Oaktree Capital astreignent le club à se financer par la vente régulière de joueurs importants.

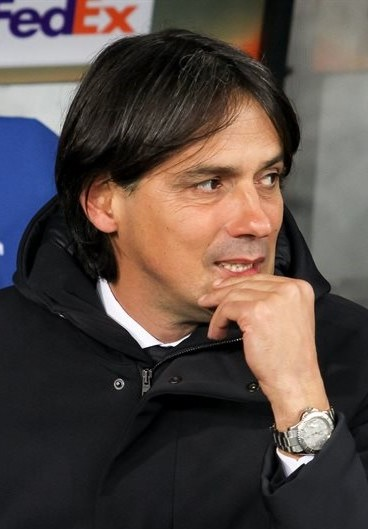
Simone Inzaghi mène l'Inter jusqu'à la finale de la Ligue des champions en 2023.

L'entraineur de la Lazio de Rome, Simone Inzaghi prend les rênes de l'équipe. Après son arrêt cardiaque pendant le championnat d'Europe et l'interdiction de jouer en Italie avec un défibrillateur, Christian Eriksen quitte également le club. À la surprise générale la star Romelu Lukaku rejoint Chelsea pour un montant record de 115M €  ce qui lui vaudra le ressentiment des supporters. Le meneur de jeu turc Hakan Çalhanoğlu rejoint gratuitement le club en provenance du Milan.
S'appuyant sur le système de jeu mis en place par Conte, l'équipe d'Inzaghi affiche un jeu offensif séduisant emmené notamment par son milieu de terrain Nicolò Barella - Hakan Çalhanoğlu - Marcelo Brozović. Après une course acharnée en fin de saison, se tenant à deux points du rival, le Milan, à trois journées de la fin, Inzaghi doit toutefois laisser passer sa chance de gagner le Scudetto malgré 84 points récoltés.

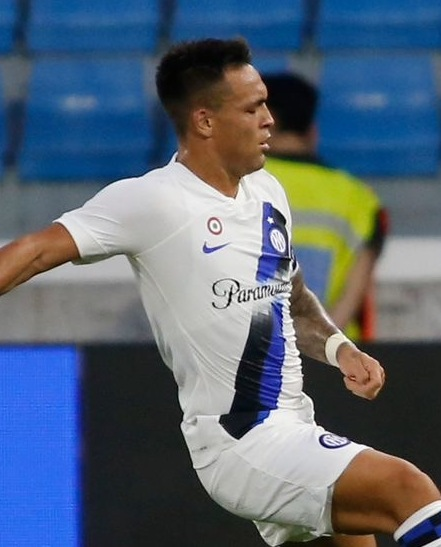
L'argentin Lautaro Martínez surnommé Il Toro inscrit 100 buts sous les couleurs de l'Inter entre 2018 et 2023.

Pour la première fois depuis dix ans, Inzaghi permet à l'Inter d'atteindre les 8e de finales de la Ligue des champions où elle s'inclinera face au Liverpool Football Club en dépit d'une victoire à Anfield (0-2 ; 0-1).
Le 12 janvier 2022, l'Inter remporte la Supercoupe d'Italie face à la Juventus dans les dernières secondes des prolongations grâce à un but d'Alexis Sanchez. Il s'agit du premier titre de Simone Inzaghi avec l'Inter. Le 11 mai 2022, l'Inter remporte la finale de la Coupe d'Italie face à cette même Juventus, sur le score de 4-2 après prolongations après avoir été mené.

L'Inter s'incline 1 à 0 face à Manchester City en finale de la Ligue des champions 2023.

Lors de la saison suivante, le championnat italien est nettement dominé par le Napoli, qui distancie rapidement ses principaux rivaux. Malgré des résultats mitigés en championnat (12 défaites) l'Inter termine la saison à la troisième place. Fortement contesté par une partie des tifosi et de la presse, Simone Inzaghi se montre néanmoins compétitif dans les coupes. En effet, il remporte la Coupe d'Italie  face à la Fiorentina (2-1) et ainsi qu'une deuxième Supercoupe d'Italie consécutive face à l'AC Milan (3-0).
En Ligue des champions, placé dans un groupe relevé composé du Bayern Munich et du FC Barcelone, les Nerazzurri parviennent à se qualifier pour la phase finale en éliminant le club catalan. Opposés au FC Porto en 1/8es, l'Inter parvient à remporter le match aller à Giuseppe Meazza sur un but de Lukaku (1-0) et préserve son avantage au retour (0-0). Après avoir battu le Benfica en 1/4 de finale aller à l'extérieur (2-0), l'Inter parvient à se qualifier pour les 1/2 finales après un match nul à domicile (3-3).
L'Inter retrouve son voisin milanais pour une place en finale. En menant 2 à 0 à la 11e minute du match aller, l'Inter prend rapidement un avantage décisif dans cette double confrontation (2-0), conforté par une nouvelle victoire lors du match retour (1-0), permettant à l'Inter de se qualifier pour la finale de la Ligue des champions face au grand favori de la compétition Manchester City Football Club. Au terme d'un match disputé l'Inter s'incline en finale 1 but à 0.

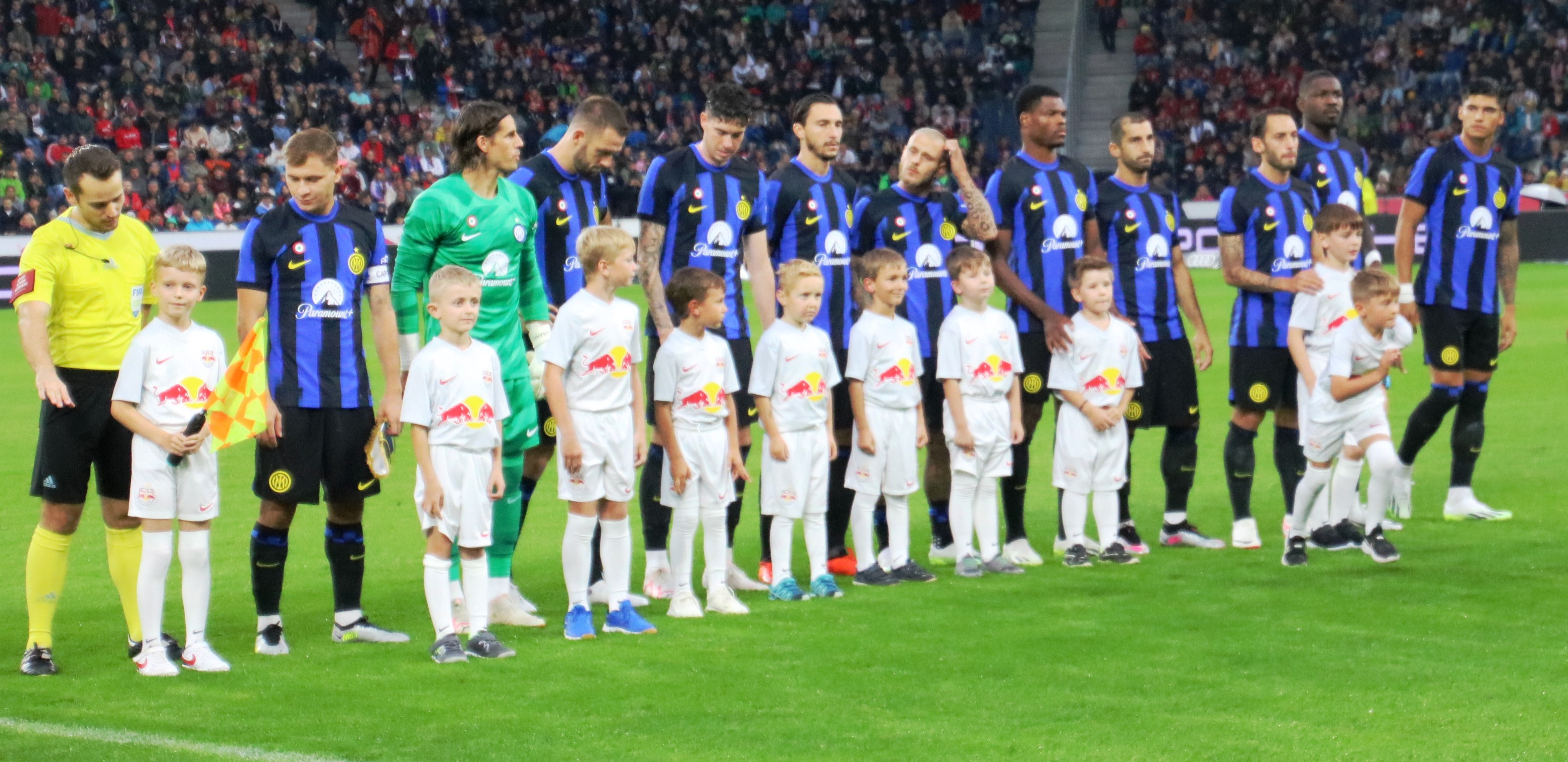
L'Inter remporte son 20^{ème} Scudetto en 2024.

À l'été 2023, l'Inter opère un bouleversement de son effectif et voit le départ de 12 joueurs. Les français Benjamin Pavard et Marcus Thuram rejoignent l'équipe. Ce renouvellement s'avère rapidement payant puisque l'Inter prend la tête de la Serie A 2023-2024 en s'imposant notamment 5 buts à 1 face à son rival milanais. Elle se qualifie pour les 1/8ème finales de la Ligue des Champions en restant invaincu derrière la Real Sociedad. L'Inter remporte la Supercoupe d'Italie pour la troisième année consécutive en s'imposant en 1/2 finale face à la Lazio (3-0) puis en finale face au champion en titre le Napoli (1-0). En dépit de pronostics favorables, l'équipe est prématurément éliminée en 8ème de finale de la Ligue des Champions par l'Atletico Madrid à l'issue d'une séance de tirs au but (1-0 ; 1-2). À cinq journées de la fin, l'Inter remporte un 20ème scudetto historique lors du derby le 22 avril 2024 synonyme de seconde étoile à l'issue d'un championnat largement dominé.
En dépit de ces succès sur le plan sportif, la situation financière du club reste fragile et la direction chinoise s'avère incapable de rembourser la dette contractée auprès d'Oaktree Capital à l'échéance. Le 22 mai 2024, ce dernier lève le gage concédé sur les parts du club et devient son nouvel actionnaire majoritaire, mettant fin au contrôle de Suning. La valeur marchande de l'Inter est montée rapidement, en partie grâce à ses performances dans les différentes compétitions mais aussi grâce à l'essor mondial de ses actifs sportifs. Début juin 2024, la valeur du club de l'Inter se situe entre 1,36 et 1,49 milliard d'euros.
La saison 2024-2025 s'avère plus compliquée que la précédente. Les nouvelles recrues peinent à s'imposer et l'équipe s'affiche moins souveraine en championnat. En fin de saison le club était présenti favori pour réaliser un nouveau tiplé historique 15 ans après son dernier, en gagnant le scudetto, la coppa italia, et la ligue des champions en tant que qualifié pour la finale. Le club lutte cependant pour conserver son titre jusqu'à la dernière journée du championnat mais doit finalement s'incliner face au Napoli d'Antonio Conte. L'inter sera éliminé par son rival milanais du Milan AC en demi-finale de la Coppa Italia 3 buts à 0. Alors que l'Inter avait la possibilité de remporter à nouveau le Scudetto, elle concède un match nul fatal à la dernière minute contre la Lazio lors de l'avant-dernière journée. À l'Allianz Arena de Munich, les nerazzuri perdent la finale de la Ligue des champions de l'UEFA 2024-2025 face au Paris Saint-Germain Football Club par un score lourd de 5-0, faisant de l'Inter le pire finaliste de l'histoire de la Ligue des champions. Une humiliation totale devant toute l'Europe entière. Cette tragique défaite va aussitôt entrainée une crise interne au club, l'entraîneur Inzaghi sera convoqué par le président Giuseppe Marotta et les actionnaires américains, à l'issue d'un accord commun à l'amiable, Inzaghi est démis de ses fonctions.

## Palmarès et résultats sportifs

### Bilan sportif
Ce tableau représente le classement Coefficient UEFA de l'Inter.
| Année | Classement | Coupe d'Europe                     | Résultat           |
| ----- | ---------- | ---------------------------------- | ------------------ |
| 2005  | 7e         | Ligue des Champions                | Quart-de-finale    |
| 2006  | 4e         | Ligue des Champions                | Quart-de-finale    |
| 2007  | 4e         | Ligue des Champions                | Huitième-de-finale |
| 2008  | 9e         | Ligue des Champions                | Huitième-de-finale |
| 2009  | 11e        | Ligue des Champions                | Huitième-de-finale |
| 2010  | 1er        | Ligue des Champions                | Vainqueur          |
| 2011  | 9e         | Ligue des Champions                | Quart-de-finale    |
| 2012  | 7e         | Ligue des Champions                | Huitième-de-finale |
| 2013  | 7e         | Ligue Europa                       | Huitième-de-finale |
| 2014  | 13e        | Non qualifié                       |                    |
| 2015  | 24e        | Ligue Europa                       | Huitième-de-finale |
| 2016  | 31e        | Non qualifié                       |                    |
| 2017  | 45e        | Ligue Europa                       | Phase de groupes   |
| 2018  | 83e        | Non qualifié                       |                    |
| 2019  | 46e        | Ligue des Champions + Ligue Europa | Huitième-de-finale |
| 2020  | 2e         | Ligue des Champions + Ligue Europa | Finale             |
| 2021  | 17e        | Ligue des Champions                | Phase de groupes   |
| 2022  | 8e         | Ligue des Champions                | Huitième-de-finale |
| 2023  | 2e         | Ligue des Champions                | Finale             |
| 2024  | 15e        | Ligue des Champions                | Huitième-de-finale |
| 2025  | 2e         | Ligue des Champions                | Finale             |

### Palmarès
L'Inter est l'un des clubs les plus titrés d'Europe et du monde,. Le club interiste a remporté 20 fois le championnat d'Italie (dont une sur le tapis vert après l'annulation du titre 2005-2006 de la Juventus), ce qui en fait le 2e le plus titré nationalement[réf. nécessaire], dont une série de cinq titres consécutifs de 2006 à 2010, que seuls la Juventus et Torino ont réalisée. Les Nerazzurri ont remporté la Coupe d'Italie neuf fois, dont deux consécutives à trois reprises (2005-2006, 2010-2011 et 2022-2023).
Les deux étoile d'or sur son maillot, l'étoile d'or du Mérite Sportif, représente 20 championnats remportés. Le dixième scudetto a été remporté en 1965-1966 (l'Inter fut le deuxième club italien après la Juventus à porter l'étoile) et le vingtième en 2023-2024.
Ses neuf trophées sur la scène internationale (dont 3 Ligues des champions) en font la seconde équipe italienne derrière le Milan (18 trophées, 7 Ligues des champions). Il est le troisième club de football italien par le nombre de victoires dans les compétitions officielles avec 45 titres. En 1964, l'Inter est devenu la première équipe italienne à gagner la Coupe intercontinentale. Elle est aussi la première équipe italienne et jusqu'ici la seule à avoir réalisé, lors de la saison 2009-10, le triplé, soit le championnat, la coupe nationale et la Ligue des champions.
L'Inter, élue équipe de l'année en 1998 et 2010 par l'International Federation of Football History & Statistics, occupe la troisième place parmi les clubs italiens, la sixième dans le monde entier pour la période allant de 1991 à 2008 et la sixième place des meilleurs clubs du XXe siècle pour la période 1901-2000.
| Compétitions nationales | Compétitions internationales |
| - Championnat d'Italie (20) : - Champion : 1910, 1920, 1930, 1938, 1940, 1953, 1954, 1963, 1965, 1966, 1971, 1980, 1989, 2006, 2007, 2008, 2009, 2010, 2021 et 2024. - Vice-champion : 1933, 1934, 1935, 1941, 1949, 1951, 1962, 1964, 1967, 1970, 1993, 1998, 2003, 2011, 2020, 2022 et 2025 - Coupe d'Italie (9) : - Vainqueur : 1939, 1978, 1982, 2005, 2006, 2010, 2011, 2022 et 2023 - Finaliste : 1959, 1965, 1977, 2000, 2007 et 2008. - Supercoupe d'Italie (8) : - Vainqueur : 1989, 2005, 2006, 2008, 2010, 2021, 2022 et 2023 - Finaliste : 2000, 2007, 2009, 2011 et 2024 | - Coupe intercontinentale (2) : - Vainqueur : 1964 et 1965. - Coupe intercontinentale de la FIFA (1) : - Vainqueur : 2010. - Supercoupe intercontinentale : - Finaliste : 1968. - Ligue des champions (C1) (3) : - Vainqueur : 1964, 1965 et 2010. - Finaliste : 1967, 1972, 2023 et 2025. - Ligue Europa (C3) (3) : - Vainqueur : 1991, 1994 et 1998 - Finaliste : 1997 et 2020 - Supercoupe d'Europe : - Finaliste : 2010 - Coupe Mitropa : - Finaliste : 1933 - Internacional Copa Mohammed-V : - Finaliste : 1962 |

| Compétitions nationales | Compétitions internationales |
| - Trophée TIM (8) : - Vainqueur : 2002, 2003, 2004, 2005, 2007, 2010, 2011 et 2012 - Finaliste : 2009 - Trophée Birra Moretti (3) : - Vainqueur : 2001, 2002 et 2007 - Finaliste : 1997, 1999 et 2000 | - Dubaï Cup : - Finaliste : 2008 - Trophée Santiago Bernabéu (2) : - Vainqueur : 1993 et 2001 - Trophée Franz-Beckenbauer (1) : - Vainqueur : 2008 - Eusébio Cup (1) : - Vainqueur : 2008 - Pirelli Cup (2) : - Vainqueur : 2009 et 2010 |

## Identité

### Couleurs

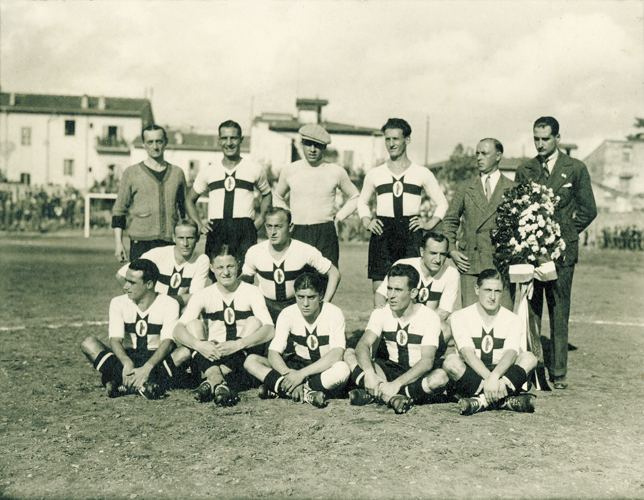
L'équipe 1928-1929 de l'« Ambrosiana » : maillot blanc avec croix rouge.

Le fondateur de l'emblème de l'Inter est le peintre futuriste Giorgio Muggiani, fondateur du club. Au moment où la sécession avec l'AC Milan devient une réalité, il crée le logo et le maillot noir et bleu, qui seront les couleurs officielles du club en 1928, quand changent aussi le maillot et le nom (« Associazione Sportiva Ambrosiana »). L'emblème officiel était la croix rouge sur fond blanc (celui de Milan) et un faisceau. De la saison suivante jusqu'à l'été 1932, il revient aux bandes verticales Nerazzurri, accompagnée par les couleurs de l'U.S. Milanese, avec laquelle l'Inter va fusionner. À l'origine, l'emblème était circulaire avec des carreaux blancs, puis, pour faire place au scudetto, les carreaux furent déplacés sur le col.
Après la saison 1965-1966, l'Inter a adopté sur son emblème l'étoile, qui représente la victoire de dix championnats italiens.
Pour 2007-2008, l'année du centenaire, le second maillot reprend les couleurs historiques de l'Ambrosiana : la croix rouge sur un fond blanc (le symbole de Milan) et à la place du scudetto, le faisceau. Le maillot a été présenté au public lors du quinzième titre de l'Inter. Dans la première version, deux erreurs s'étaient glissées : la première erreur concernant la date de naissance du club (8 mars 1908 au lieu de 9 mars), la seconde concerne l'orthographe ("100 anni nerazzuro" avec un r). La version défectueuse a été retirée du marché mais pourrait devenir un objet de collection.

### L'écusson
Aux origines, l'écusson était doré délimité par deux cercles, l'un bleu et l’autre noir avec les lettres blanches l'acronyme F, C, I, M (Football Club Internazionale Milano) se chevauchant. Il a été abandonné en 1928 quand l'Inter a changé son nom en Ambrosiana. Laissant place à un écusson composé d'un cercle bleu avec au centre un faisceau, un serpent sur la droite et à gauche le symbole de Milan. Cet écusson a été utilisé uniquement lors du championnat 1928-1929. De 1929 à 1931 a été adopté comme emblème un cercle noir contenant en son centre dix bandes verticales bleues et noires et encadré par la lettre A d'Associazione sur la droite et par la lettre S pour Sportiva à gauche. En bas, il y avait une bande noire horizontale contenant le mot Ambrosiana. De 1931 à 1943, l'Inter, après avoir de nouveau changé son nom d'Ambrosiana en Inter, a dû faire un nouveau changement à son écusson, qui devient un losange aux côtés bleus, dans lequel est écrit : Associaz. Sportiva Ambrosiana Inter. À l'intérieur du losange figurent neuf bandes verticales, dont cinq noires et quatre bleues, avec un ballon dans le milieu. Avec la chute du regime fasciste après la Seconde Guerre mondiale, l'influence du Duce sur le club disparait, et l'Ambrosiana-Inter devient uniquement l'Inter. Après la guerre, à partir de 1945, l'Inter retourne à ses armoiries originelles, mais les couleurs sont modifiées. Les lettres qui se chevauchent (F, C, I, M) deviennent dorées, tandis que le fond est constitué par un cercle blanc entouré d'un cercle noir, à son tour entouré d'un cercle bleu. Cet écusson a été en usage jusqu'à la saison 1959-1960.
En 1960, l'écusson est un triangle, avec la pointe vers le bas, sur lequel est placé un autre triangle, côtés courbés, plus petit. Il est divisé en deux : sur la droite figurent 7 bandes verticales noires et bleues, à gauche un serpent entourant l'inscription 1908 et un ballon jaune. Dans le triangle supérieur, les lettres F, C, I, M sont toujours présentes. De 1961 à 1963, a été également adopté un écusson secondaire, un ovale comportant dans sa partie supérieure, complètement bleue, les lettres FC et dans sa partie inférieure une bande noire accompagnée du mot INTER. L'ovale était divisé en cinq bandes verticales, trois bleus et deux noires avec un serpent doré au centre. De 1963 à 1979, l'Inter retourne à nouveau aux armoiries originelles, quoiqu'avec une légère modification : les lettres F, C, I, M sont placées à l'intérieur d'un cercle doré et entourées par un cercle noir, à son tour entouré d'un cercle bleu, mais la vraie nouveauté c'est la présence d'un autre cercle doré autour du cercle bleu. De 1980 à 1990, l'écusson est un serpent blanc devant deux bandes noires et bleues sur fond blanc, tandis que dans le coin supérieur droit apparaît une étoile d'or. De 1990 à 1998 l'écusson est le même qu'entre 1963 à 1979, mais avec un jaune plus clair et l'étoile d'or.
.

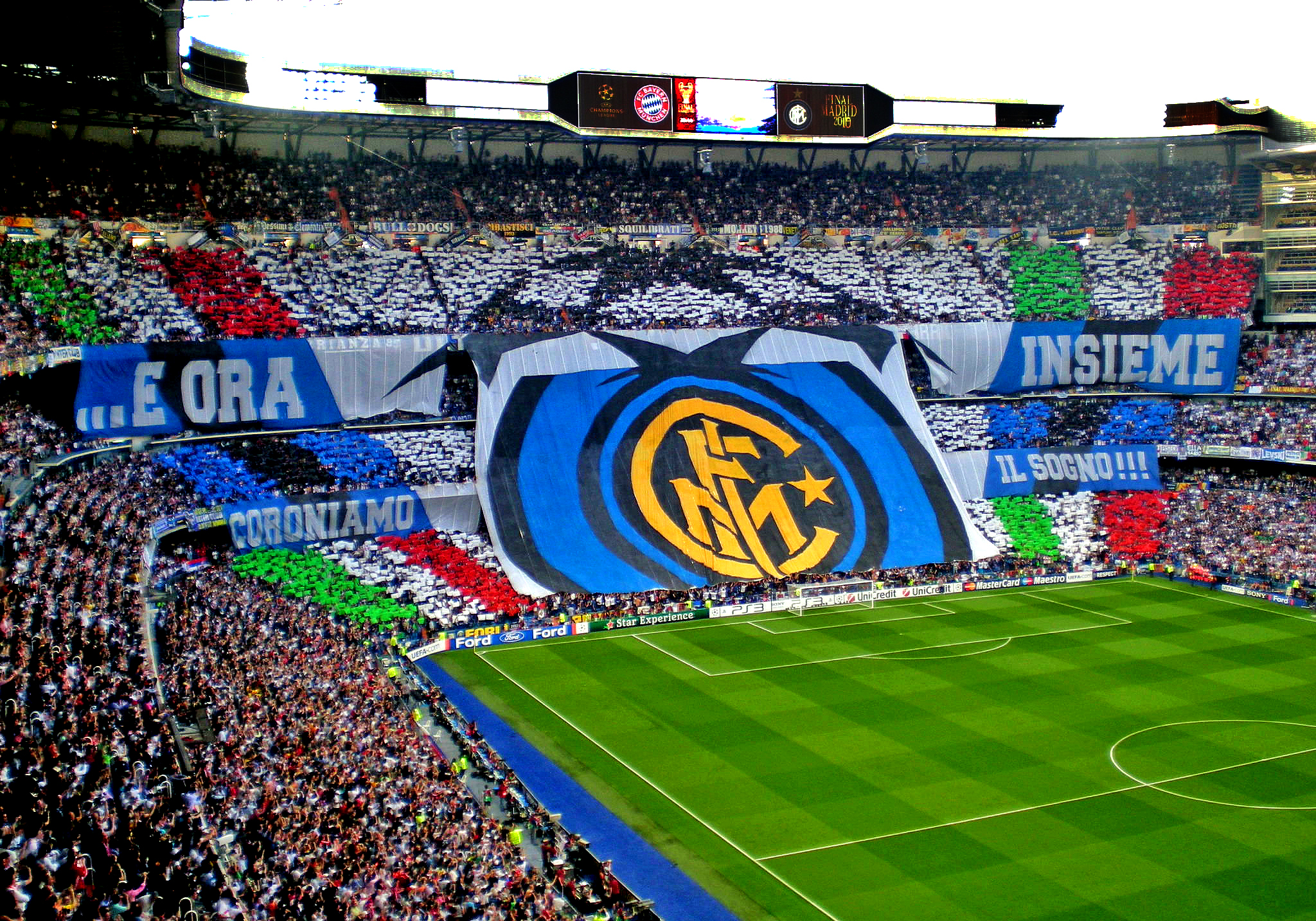
Tifo des supporters au Bernabéu lors de la finale de la Ligue des champions, contenant le logo de l'Inter adopté entre 1998 et 2007.

Les armoiries que l'Inter utilise de 1998 à 2007 rappellent les originelles. Les lettres F, C, I, M deviennent jaunes et accompagnent l'étoile sur un fond noir. En outre, les lettres ont été entourées par un cercle bleu foncé, entourée à son tour par un cercle noir, entouré par un autre cercle bleu foncé, mais avec l'inscription INTER dans la partie supérieure et l'année de fondation, 1908, dans la partie inférieure. Depuis 2007, l'Inter retourne aux origines, bien que dans la saison 2007-2008 des corrections sont apportées : l'écusson est entouré par une bande courbée couleur or, tandis que dans la partie supérieure est écrit 1908-2008 et dans la partie inférieure 100 ANNI INTER. Pour la saison 2009-2010, l'écusson est entouré d'un cercle vert, blanc et rouge, représentant le centenaire du premier titre de champion.

Premier logo de 1908.
Logo du club en 1928.
Logo du club en 1929.
Logo du club en 1933.
Logo du club en 1945.
Logo du club en 1960.
Logo de 1963 à 1978.
Logo de 1978 à 1988.
Logo de 1988 à 1989.
Logo de 1988 à 1998.
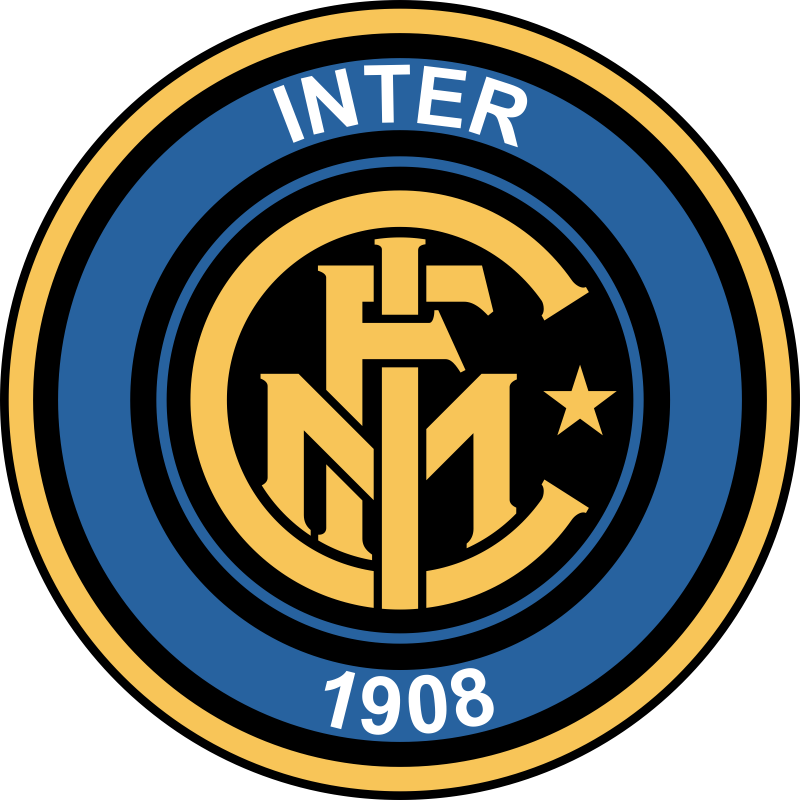
Ancien logo utilisé entre 1998 et 2007.
Ancien logo utilisé entre 2007 et 2014.
Logo pour le centenaire du club.
Ancien logo utilisé entre 2014 et 2021.
Logo actuel utilisé depuis 2021.

### Hymne officiel
Pazza Inter est une chanson chantée par les joueurs eux-mêmes, enregistrée le 22 août 2003 dans les studios de RTL 102.5 et fait partie de Inter Compilation, produit par DinDonDan et distribué par Sony Music en Italie le 26 septembre 2003. Pazza Inter a été créée par Paolo Barillari et Dino Stewart (texte), Goffredo Orlandi (musique) et Luca Vittori (édition numérique). Ce dernier a également produit une vidéo qui montre les joueurs lors de l'enregistrement et diverses scènes d'une journée typique à la Pinetina. Pazza Inter est maintenant considéré comme l'hymne officiel du club.
Le deuxième hymne est intitulé C'è solo l'Inter ("Il n'y a que l'Inter"). Chanson conçue, composée et produite par Elio pour le label Hukapan en 2002.
Elle est dédiée à Peppino Prisco et le produit de la vente a été reversé à Emergency.
Datant de mars 1984, elle remplace un ancien hymne, appelé Cuore nerazzurro (« Cœur noir et bleu »), composé par les Camaleonti.
À chaque match de l'Inter au Stade Giuseppe-Meazza les supporteurs interistes chantent entre eux C'è solo l'Inter, et après la rentrée des joueurs de l'Inter au terrain tout le stade chante Pazza Inter est juste après le coup de sifflet finale Pazza Inter reprend une autre fois pour conclure l'évènement sous les applaudissements des supporteurs.

## Infrastructures

### Anciennes enceintes
Le Campo Internazionale di Via Goldoni, plus communément appelé Campo di via Goldoni ou Campo Virgilio Fossati en 1928, a été le stade de l'Inter de 1913 à 1930. Il a été nommé ainsi parce qu'il était situé dans la Via Carlo Goldoni, correspondant à l'actuelle piazza Ermete Novelli.
Il a été inauguré le 1er janvier 1913 lors du match Inter-Lazio 3-1. À la fin de cette saison, l'Inter remporte le titre.
Le 15 juin 1930, lors d'un match contre le Genoa CFC, une des tribunes s'effondre, s'ensuit une panique des spectateurs blessant 167 personnes. Cet incident entraînera la démission du président Oreste Simonotti et l'abandon de ce stade par le club.
L'Arena Civica devient donc le nouveau stade de l'Inter. Il a été conçu par l'architecte Luigi Canonica, sous forme d'amphithéâtre d'une longueur de 238 mètres et d'une largeur de 116 pouvant contenir jusqu'à 30 000 spectateurs.

### Stade actuel

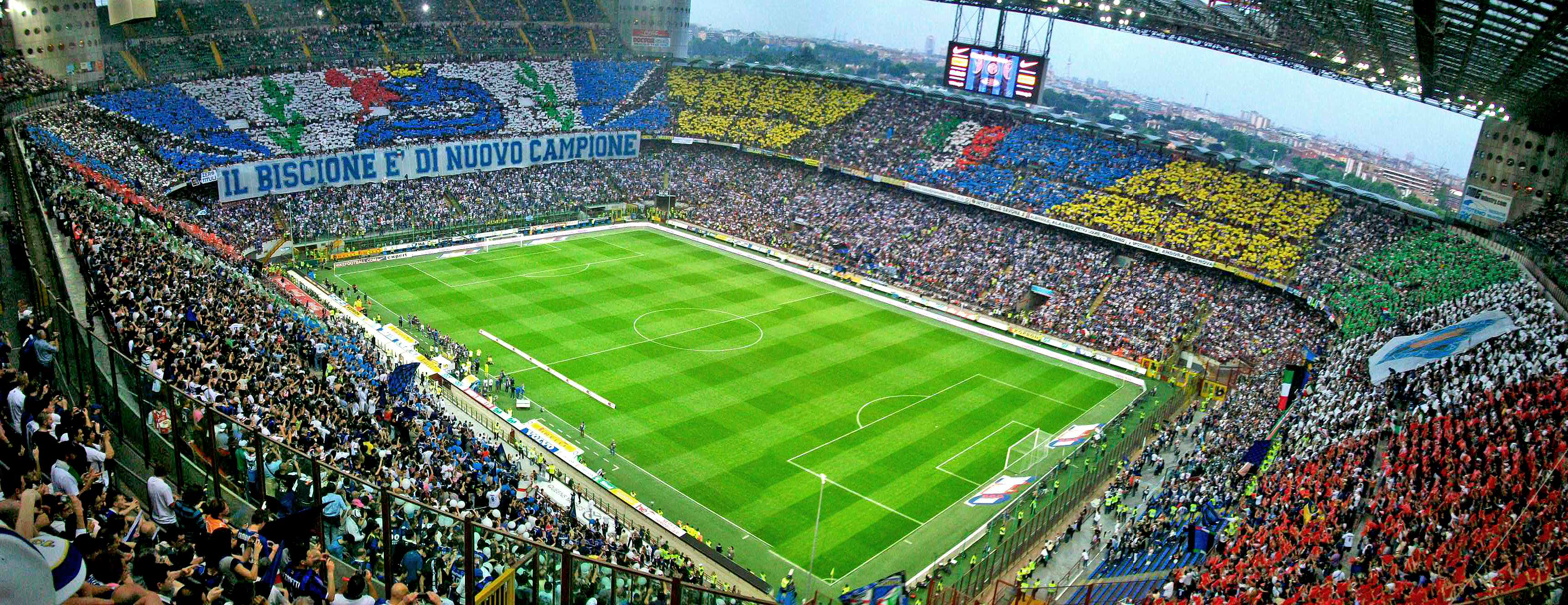
Tifo des supporters Interistes au Stade Giuseppe-Meazza.

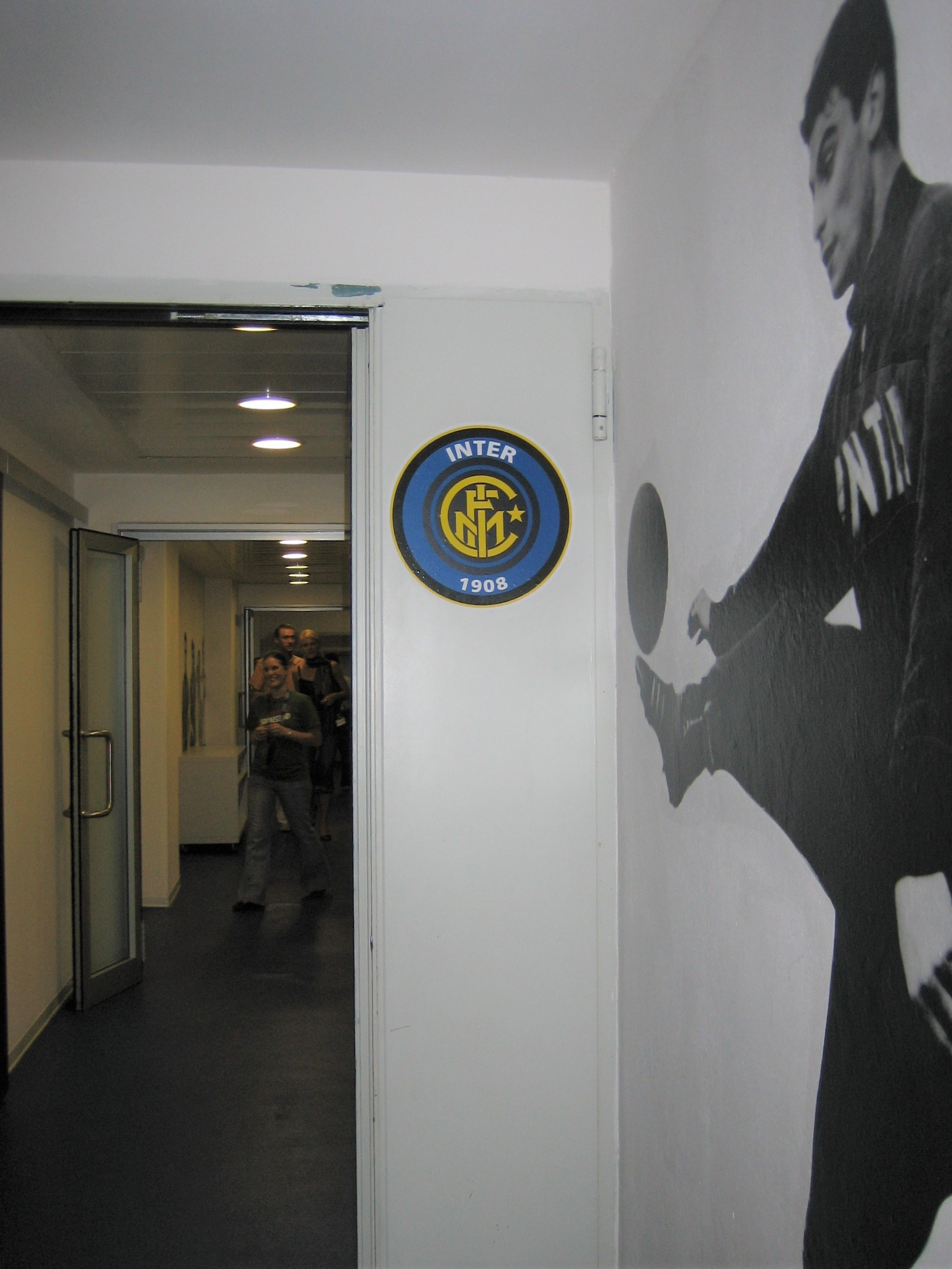
L'entrée du vestiaire de l'Inter au stade San Siro.

Le stade Giuseppe-Meazza, baptisé en l'honneur de Giuseppe Meazza, un ancien joueur du club durant les années 1930 et 1940, également connu comme San Siro, est un stade de football d'une capacité de 82 074 places situé à Milan. L’enceinte est le lieu de résidence des deux grands clubs de la ville : l'AC Milan et l'Inter.
Construit en septembre 1926 par le président de l'AC Milan Piero Pirelli, il n'est adopté par l'Inter qu'à partir de 1947, après les travaux d'agrandissement réalisés par la ville, devenue propriétaire du stade. Il est profondément modernisé à l'occasion de la Coupe du monde 1990, ce qui lui vaut aujourd'hui de répondre aujourd'hui aux normes des stades Élite UEFA. Grâce à des tribunes proches du terrain, une forte inclinaison des gradins et un large toit, l’enceinte bénéficie d’une atmosphère qui en fait l’un des stades de football les plus célèbres au monde.

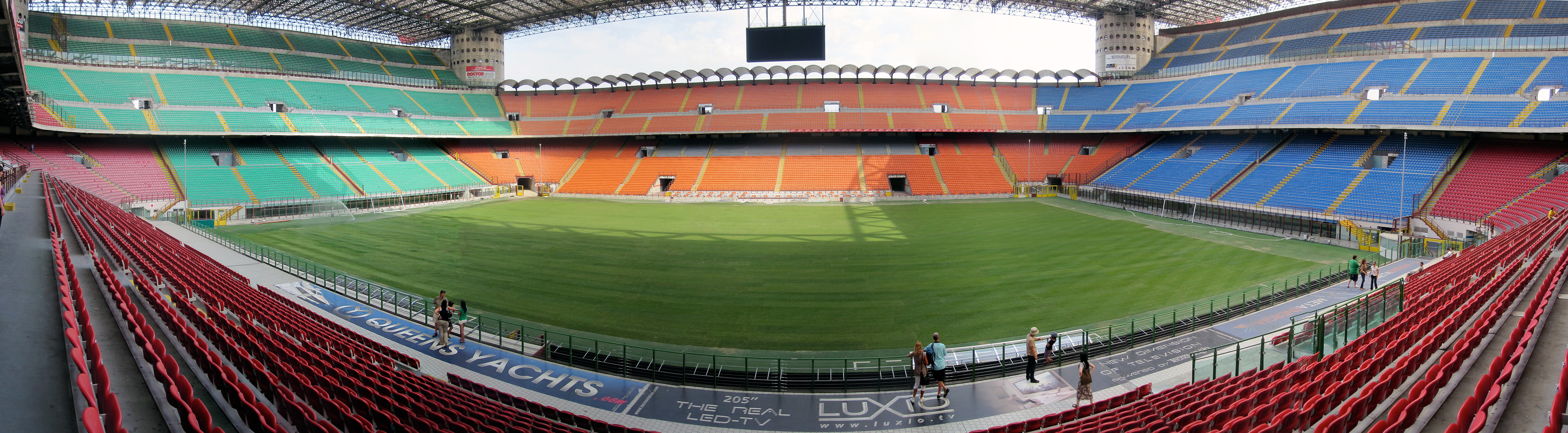
Une vue intérieur du Stade Giuseppe-Meazza.

En mars 2019, le club et son rival de l'AC Milan annoncent la volonté de construire un nouveau stade, à proximité de San Siro. Ce projet pharaonique consiste en la construction d'un stade de 60 000 places et d'un nouveau quartier adjacent destiné au sport, au divertissement et au shopping,,. L'ensemble coûterait 1,200 m€ et s'inscrirait dans le cadre d'un bail de 90 ans entre la ville et les deux clubs.

### Centre d'entraînement
Le centre sportif Angelo Moratti, mieux connu sous le nom Pinetina a ouvert en 1962 sous la volonté d'Angelo Moratti, et sur les conseils de Helenio Herrera. Il est situé à Appiano Gentile, près de la ville de Côme.
Il dispose de trois terrains de jeux, deux d'entre eux sont de petite taille tandis que l'autre est recouverte par un chapiteau mobile, utilisé principalement dans le froid et qui permet à l'équipe première et des jeunes de mener à bien la formation. Le terrain couvert a été construit par Corrado Orrico, mesure 46 × 26 m, et est surnommée la « cage ». Le centre est également équipé d'une piscine, d'un jacuzzi, de deux gymnases (un de 250 m2 et un de 100 m2.), deux salles médicales (une pour la thérapie physique et un autre pour les massages), de trois vestiaires et deux entrepôts.
La partie centrale du centre sportif d'Appiano Gentile tourne autour de l'hôtel qui abrite entre autres, une salle de jeux, une salle pour les réunions et technique d'Inter TV.

## Aspects juridiques et économiques

### Éléments financiers et propriété
Le tableau ci-dessous énumère les actionnaires majoritaires successifs de l'Inter:
| Période             | Nom                        |
| ------------------- | -------------------------- |
| 1942 - 1955         | Carlo Masseroni            |
| 1955 - 1968         | Angelo Moratti             |
| 1968 - 1984         | Ivanoe Fraizzoli           |
| 1984 - 1995         | Ernesto Pellegrini         |
| 1995 - octobre 2013 | Massimo Moratti            |
| octobre 2013 - 2016 | Erick Thohir               |
| 2016 - mai 2024     | Suning Holdings Group      |
| mai 2024            | Oaktree Capital Management |

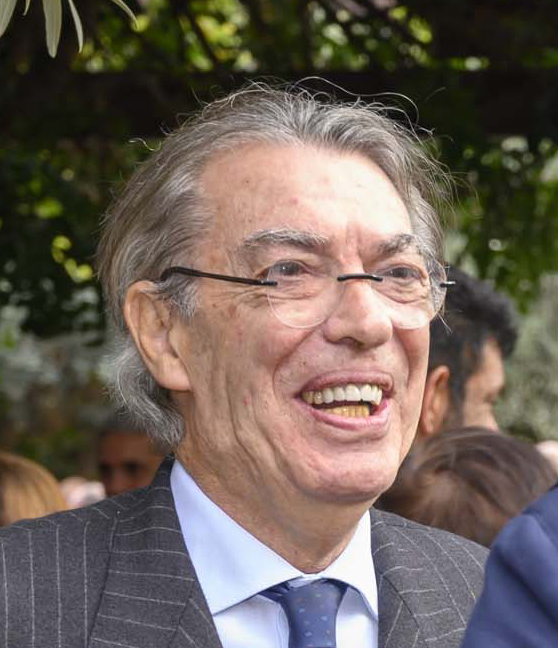
En 15 ans, Massimo Moratti a dépensé personnellement 735 millions d'euros.

Le capital de la Football Club Internazionale Milano S.p.A. est détenu par Suning Holdings Group à 68,55 %, par Erick Thohir (qui en est aussi le président) à 31,05 %, par Pirelli & C à 0,37 %, tandis que le reste, soit 0,03 % est réparti entre des centaines de petits actionnaires. Les sociétés contrôlées par la Football Club Internazionale Milano S.p.A. sont la marque Inter Brand SrL, cédée à Inter Futura SrL, dont l'Inter détient 100 % des actions, et le Consorzio San Siro 2000, qui est le consortium formé à 50 % entre l'Inter et Milan pour la gestion du stade Giuseppe-Meazza.
Au cours des 11 budgets de 1995-1996 à 2005-2006, l'Inter a accumulé des pertes nettes de 661 millions et a reçu 476 millions par les actionnaires, dont plus de 400 millions de dollars versés par le président Massimo Moratti. Le budget de 2006-2007 a été clos avec une perte de 206 millions d'euros, ce qui a incité le président Moratti à effectuer un paiement de 105 millions d'euros pour couvrir partiellement les pertes. Le budget de 2007-2008 s'est terminée par une perte de 148 millions d'euros : Moratti a dû payer 68 millions d'euros supplémentaires, tandis que 2008-2009 s'est terminée par une perte de 154 millions d'euros, qui a conduit à une nouvelle augmentation de capital de 70 millions entièrement couvert par le président. Le budget final 2009-2010 s'est terminée par une perte de 69 millions d'euros, en baisse par rapport à l'année précédente principalement en raison de la plus-value réalisée sur la vente de Zlatan Ibrahimović à Barcelone (54,4 millions d'euros). La dette a augmenté, passant de 431 millions à 463 millions, dont 71,3 auprès des banques (48,3 en 2009). Les capitaux propres au 30 juin 2010 étaient au négatif, de 7,36 millions. Le président Massimo Moratti, après la recapitalisation de 70 millions de dollars approuvée le 26 octobre 2009 et mis en œuvre en octobre 2010, fournira des injections supplémentaires de capitaux, tel qu'approuvé par les actionnaires le 28 octobre 2010 (nouvelle augmentation de capital à 40 millions d'euros).
En 15 ans, l'Inter de Moratti (1995-2010) a accumulé des pertes de 1 milliard et 235 millions d'euros, dont environ 770 sont couverts par les actionnaires et la dette de 463 millions. Le président Massimo Moratti a dû fournir personnellement 735 millions d'euros d'injections de capital, un chiffre beaucoup plus proche de 750 millions d'euros après l'introduction en bourse de la famille Saras en 2006.
En janvier 2008, l'Inter, avec le Milan, a été acquitté par l'enquête sur la falsification de comptes présumé des gains en capital pour la période 2003-2004. La décision a été prise par le Gup expliquant que « les faits ne constituent plus un crime », à la suite de la modification de la loi sur la fraude fiscale. Alors que le procès pénal n'a pas eu lieu le processus sportif a pris fin avec une amende de 90 000 euros pour l'Inter et le Milan, de 60 000 euros pour Adriano Galliani et 10 000 euros pour le directeur technique de l'Inter Gabriele Oriali.
En 2010, dans le rapport annuel publié par Deloitte & Touche, l'Inter se révèle être, avec Milan, le neuvième club de football en Europe par le chiffre d'affaires (environ 196,5 millions d'euros).
L'Inter est membre de l'Association européenne des clubs, une organisation internationale qui a pris la place de l'ancien G14, et composée des clubs majeurs unis dans un consortium en vue d'obtenir une protection commune des droits sportifs, juridiques et télé en face à la FIFA.
Le 21 décembre 2021, les bureaux du club ont été perquisitionnés en lien avec une affaire de fraude sur la surévaluations de joueurs. L'enquête a été ouverte en 2017 à la suite de transferts de joueurs qui ont été jugés préoccupants.

### Sponsors
| - 1981-1982 : Inno Hit - 1982-1991 : Misura - 1991-1992 : FitGar - 1992-1995 : Fiorucci - 1995-2021 : Pirelli |

| - de 1978-1979 à 1980-1981 : Puma - de 1981-1982 à 1985-1986 : Mac Sport - de 1986-1987 à 1987-1988 : Le coq sportif - de 1988-1989 à 1990-1991 : Uhlsport - de 1991-1992 à 1997-1998 : Umbro - Depuis 1998 : Nike |

### Engagement social

La relation avec l'Armée zapatiste de libération nationale du Sous-commandant Marcos.

Sous la direction de l'Inter, Massimo Moratti a su se démarquer en s'engageant dans de nombreux projets caritatifs et de soutien pour des organisations telles que Emergency, Fondazione I Bindun, Fundación Pupi.
Le projet Inter Campus est né le 20 février 1996, initialement limitée à l'Italie. C'est un lien entre l'Inter et les clubs de jeunes, où le premier fournit des équipements, pas nécessairement dans le but de recruter des jeunes joueurs à l'Inter, mais afin de promouvoir la culture sportive.
Un an plus tard est né Inter Campus Estero : le même concept a été exporté vers de nombreux pays à travers le monde, en particulier dans des zones de guerre ou ravagées économiquement, comme les favelas de Rio de Janeiro. Inter Campus Estero exerce ses activités dans 19 pays sur 4 continents (en Angola, Argentine, Bolivie, Bosnie-Herzégovine, Brésil, Bulgarie, Cameroun, Chine, Colombie, Cuba, Iran, Liban, Maroc, Mexique, Paraguay, Pologne, Roumanie, Slovénie et Ouganda). Il a également réalisé des projets dans 5 pays : Israël et Palestine, au Kosovo, à Malte et en Slovaquie. Dans ces cas, cependant, l'accent est mis non pas sur la formation dans le football, mais dans le domaine social et humanitaire. Dix ans après la naissance du projet Inter Campus, il concerne environ 20 000 enfants âgés de 8 à 13 ans en Italie et dans le monde, avec une équipe de 500 formateurs, éducateurs et bénévoles.
La première décennie du projet Inter Campus fait l'objet d'un film documentaire réalisé par Gabriele Salvatores, fan interiste, et présenté au Festival du film de Locarno en 2008.
Une autre initiative notable est le programme de jumelage, créé en 1998 entre l'Inter et la compagnie de théâtre Comuna Baires, qui organisent avec les joueurs, des soirées culturelles, des débats, des spectacles sur leur pays d'origine.
Depuis 2004, l'Inter, à travers les actions de certains de ses joueurs sud-américains tels que le capitaine Javier Zanetti, a une relation très étroite avec l'Armée zapatiste de libération nationale du Sous-commandant Marcos. Marcos a cité l'Inter dans une de ses histoires et en mai 2005, il a écrit au président Moratti pour lui proposer un match amical avec une sélection de l'Armée Zapatiste de Libération Nationale.

## Personnalités du club

### Propriétaires
Le tableau ci-dessous énumère les actionnaires majoritaires successifs de l'Inter.
| Période             | Nom                        |
| ------------------- | -------------------------- |
| 1942 - 1955         | Carlo Masseroni            |
| 1955 - 1968         | Angelo Moratti             |
| 1968 - 1984         | Ivanoe Fraizzoli           |
| 1984 - 1995         | Ernesto Pellegrini         |
| 1995 - octobre 2013 | Massimo Moratti            |
| octobre 2013 - 2016 | Erick Thohir               |
| 2016 - mai 2024     | Suning Holdings Group      |
| juin 2024 -         | Oaktree Capital Management |

### Présidents
En plus de 100 ans d'histoire, l'Inter a vu 21 présidents se succéder. Le premier président fut Giovanni Paramithiotti, l'un de ses fondateurs.
Le plus long exercice de président dans l'histoire du club a été accompli par Ivanoe Fraizzoli, qu'il a occupé pendant seize ans, de 1968 à 1984. Au cours de son mandat, l'Inter a remporté deux titres de champion, deux coupes d'Italie et a joué une finale de Coupe des clubs champions.

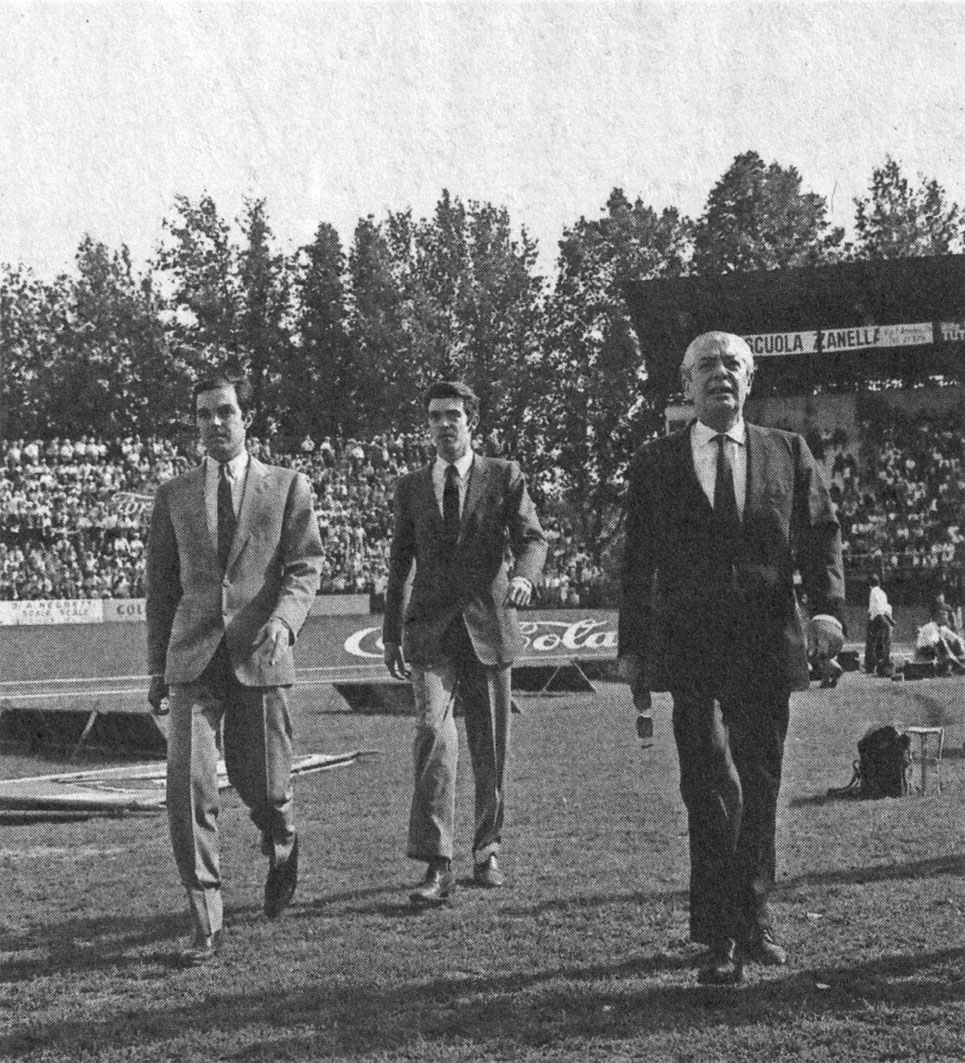
Trois membres de la famille Moratti (Gian Marco, Massimo et Angelo en 1967), cette famille qui a marqué l'histoire de l'Inter.

L'entrepreneur Angelo Moratti, qui a été élu en 1955 à la magistrature suprême est celui qui a le mieux réussi parmi ceux qui ont mené le club milanais.
La présidence est confiée au fils d'Angelo, Massimo, qui a été élu président le 18 février, 1995. Il a démissionné en 2004 en faveur de Giacinto Facchetti, le premier ex-joueur à atteindre la plus haute fonction, et, après la mort de ce dernier, il est de retour à la tête du club en septembre 2006.
Le 15 novembre 2013, Erick Thohir a été élu comme nouveau président de l'Inter à la place de Massimo Moratti, mais après seulement 3 ans de gestion il a décidé de vendre la majorité de ses actions pour le géant commercial chinois Suning, ce dernier l'a maintenu a son poste de président mais sans être capable de prendre des décisions puisqu'il détenait une minorité d'actions au sein du club interiste.
Le 26 octobre 2018, l'Assemblée générale des actionnaires du FC Internazionale Milano a décidé de nommer Steven Zhang, fils du propriétaire du groupe Suning comme nouveau président de l'Inter en succédant Erick Thohir.
| - 1908-1909 - Giovanni Paramithiotti - 1909-1910 - Ettore Strauss - 1910-1912 - Carlo De Medici - 1912-1913 - Emilio Hirzel - 1913-1914 - Luigi Ansbacher - 1914-1919 - Giuseppe Visconti - 1919-1920 - Giorgio Hulss - 1920-1923 - Francesco Mauro - 1923-1926 - Enrico Olivetti - 1926-1928 - Senatore Borletti - 1928-1929 - Ernesto Torrusio - 1929-1931 - Oreste Simonotti - 1931-1942 - Ferdinando Pozzani - 1942-1955 - Carlo Masseroni - 1955-1968 - Angelo Moratti - 1968-1984 - Ivanoe Fraizzoli - 1984-1995 - Ernesto Pellegrini - 1995-2004 - Massimo Moratti - 2004-2006 - Giacinto Facchetti - 2006-2013 - Massimo Moratti - 2013-2018 - Erick Thohir - 2018-2024 - Steven Zhang - 2024-en cours - Giuseppe Marotta |

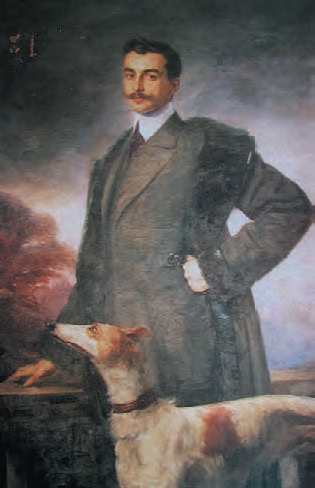
Giuseppe Visconti di Modrone (1914-1919).
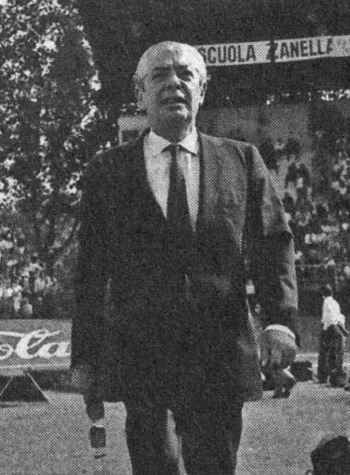
Angelo Moratti (1955-1968).
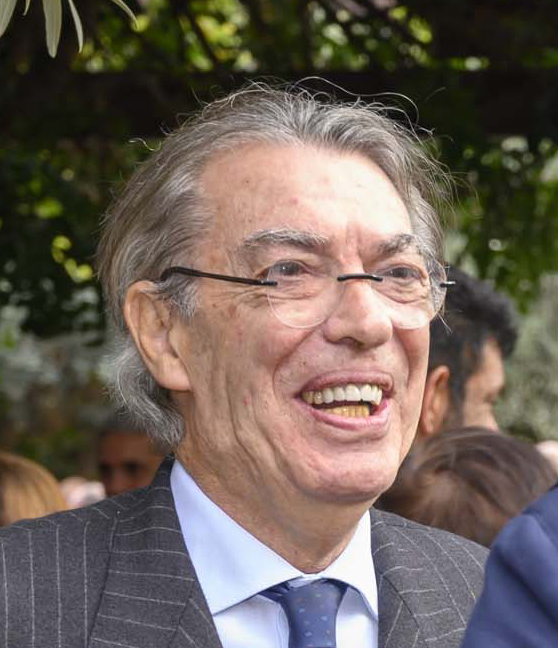
Massimo Moratti (1995-2004 / 2006-2013).
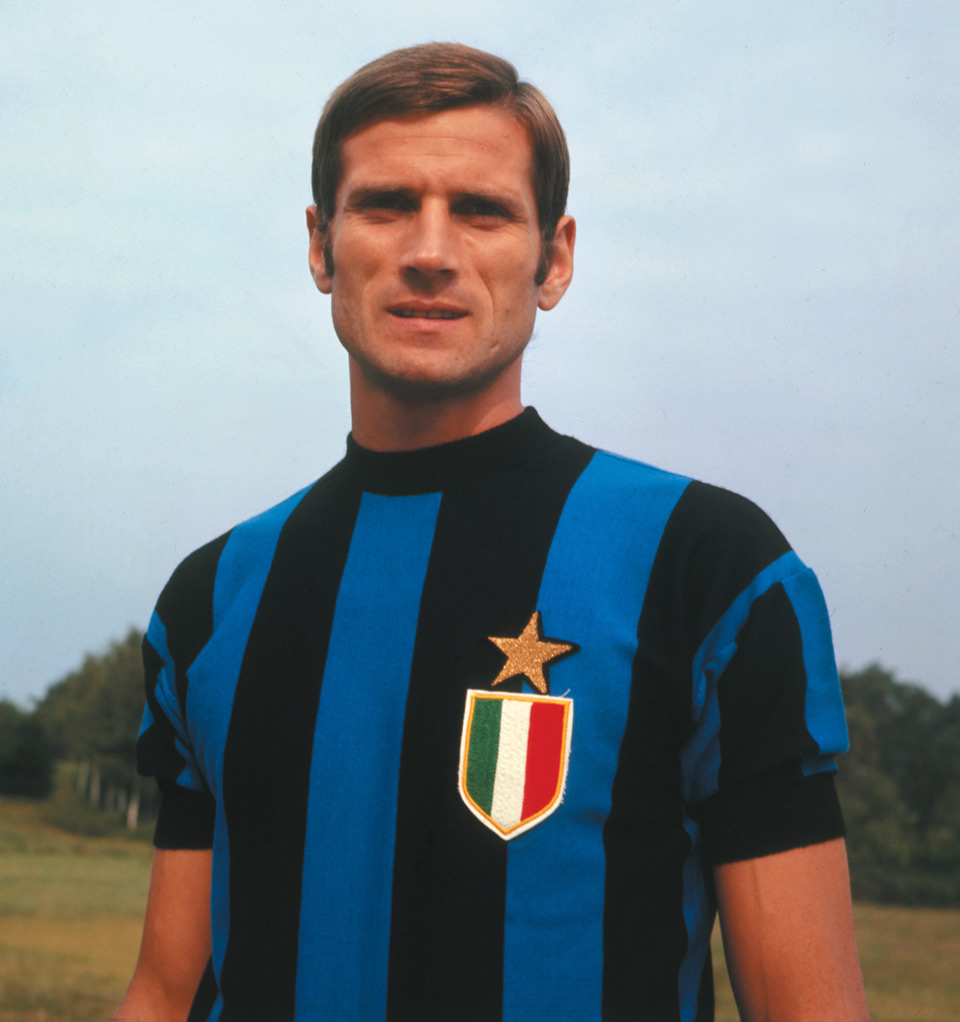
Giacinto Facchetti (2004-2006).
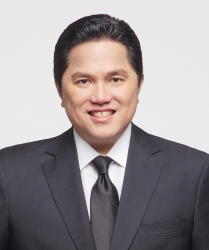
Erick Thohir (2013-2016).
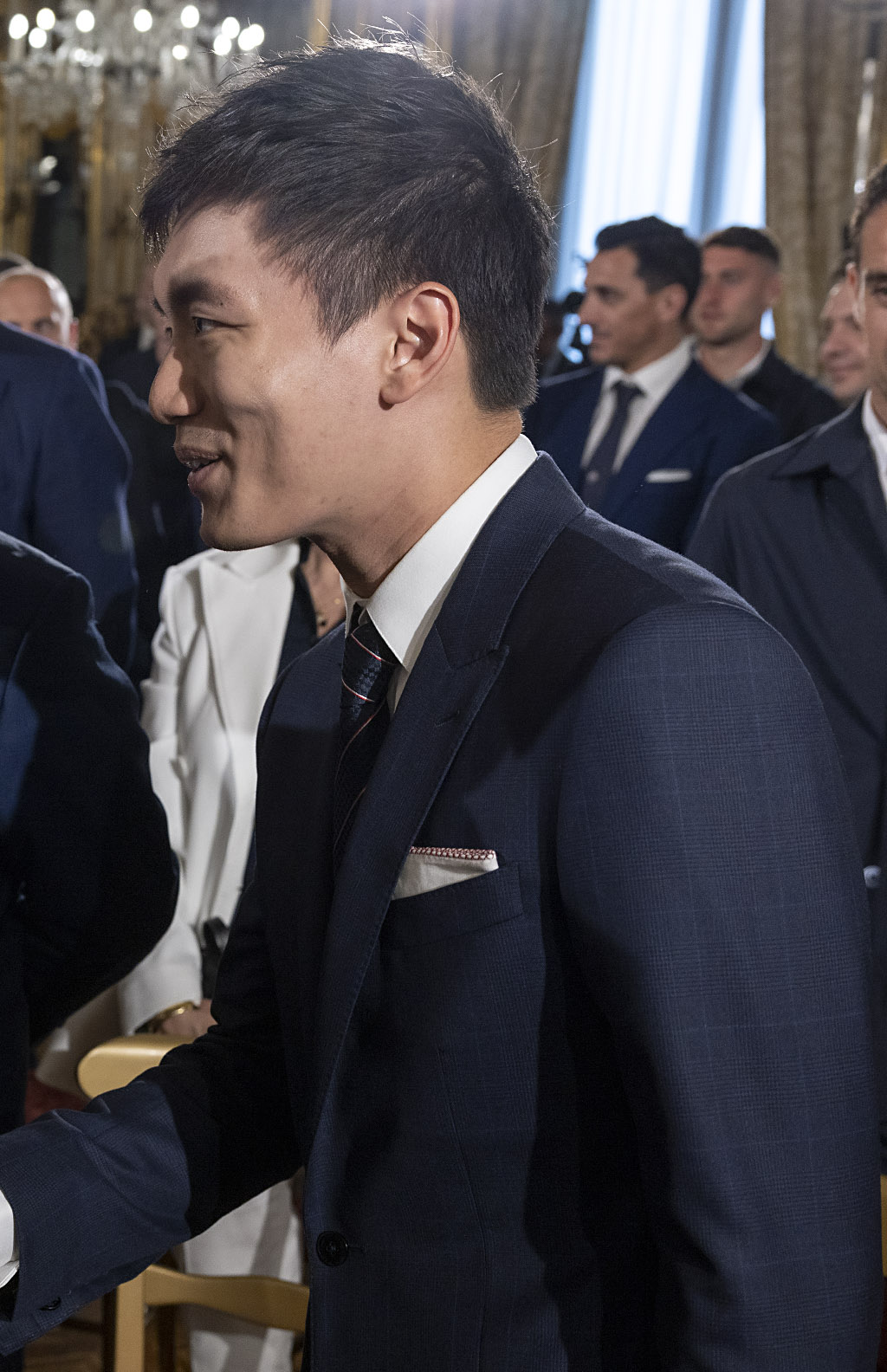
Steven Zhang (2016-2024).

### Entraîneurs
Soixante treize entraîneurs se sont assis sur le banc de l'Inter. Trois d'entre eux ont assuré un intérim.
Le premier « entraîneur » (à l'époque ce titre n'existait pas) est le capitaine Virgilio Fossati, qui a dirigé l'équipe jusqu'en 1915, année de sa mort pendant la Première Guerre mondiale.
Le technicien qui est resté le plus longtemps en place est Helenio Herrera, qui dirigea l'équipe neuf ans, dont huit consécutives de 1960 à 1968, un record pour un entraîneur étranger sur le banc du même club, remportant trois titres de champion, deux Coupe des clubs champions et deux coupes intercontinentales. Le magicien, comme on l'appelait en Italie, a été rappelé au banc en 1973 et détient également le record de match comme entraîneur (366) et de trophées remportés avec le club (7). À cet égard, il convient de mentionner Roberto Mancini, l'entraîneur de 2004 à 2008, le deuxième plus titré et jusqu'à présent le seul homme à avoir remporté trois titres de champion consécutifs avec l'Inter, ainsi que deux Coupes d'Italie et deux Supercoupe d'Italie. Figure aussi dans l'histoire de l'Inter, José Mourinho, qui en deux ans, a remporté deux titres de champion, une Coupe d'Italie, une super coupe d'Italie et surtout une Ligue des champions, 45 ans après la Grande Inter, réalisant ainsi, dans la saison 2009-2010, le triplé (Scudetto, Coupe Nationale et Ligue des champions) devenant la première équipe italienne (le sixième en Europe) à réaliser cet exploit. Son successeur, l'espagnol Rafael Benítez, a dirigé l'Inter vers la super coupe d'Italie et surtout la Coupe du monde des clubs de la FIFA.
Certains furent joueur-entraîneur (dans l'ordre chronologique) : Virgilio Fossati, Armando Castellazzi, Árpád Weisz, Giuseppe Peruchetti, Italo Zamberletti, Giovanni Ferrari, Giuseppe Meazza, Aldo Campatelli, Annibale Frossi, Luigi Ferrero, Camillo Achilli, Giovanni Invernizzi, Enea Masiero, Luis Suárez, Mario Corso, Giampiero Marini et Marco Tardelli.

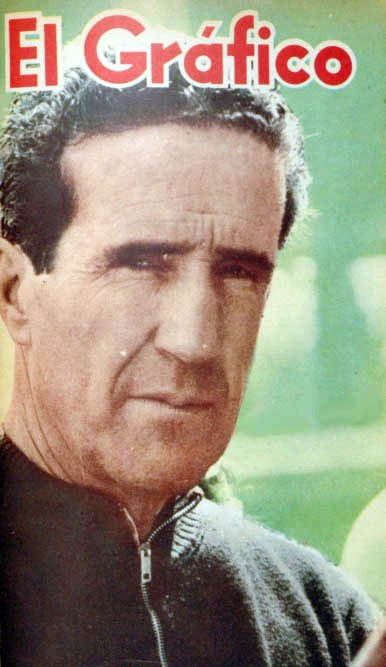
Helenio Herrera (1960-1968 / 1973).
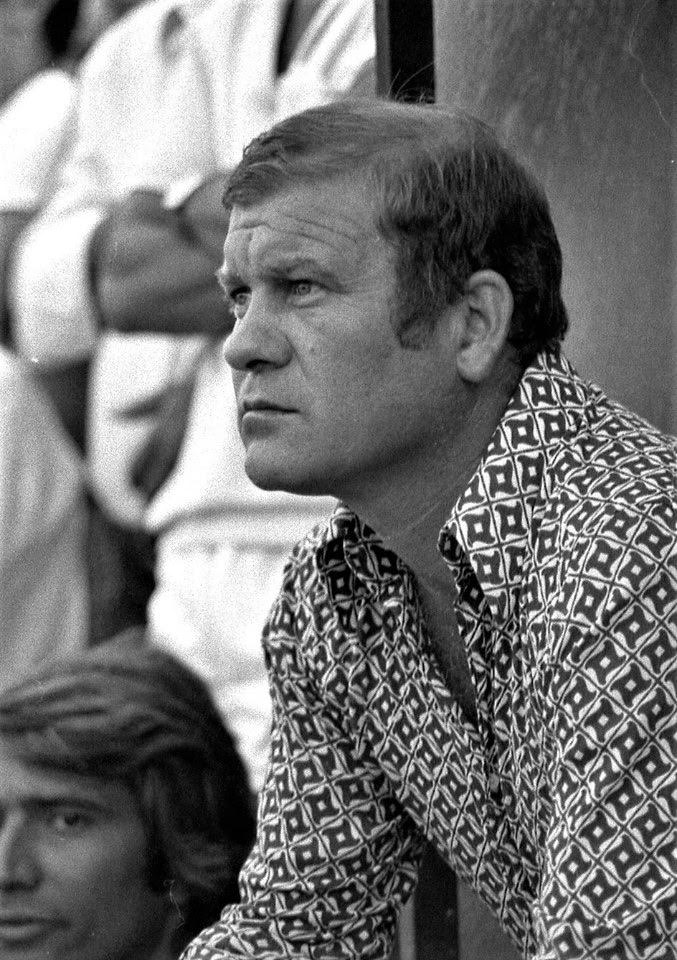
Eugenio Bersellini (1978-1982).
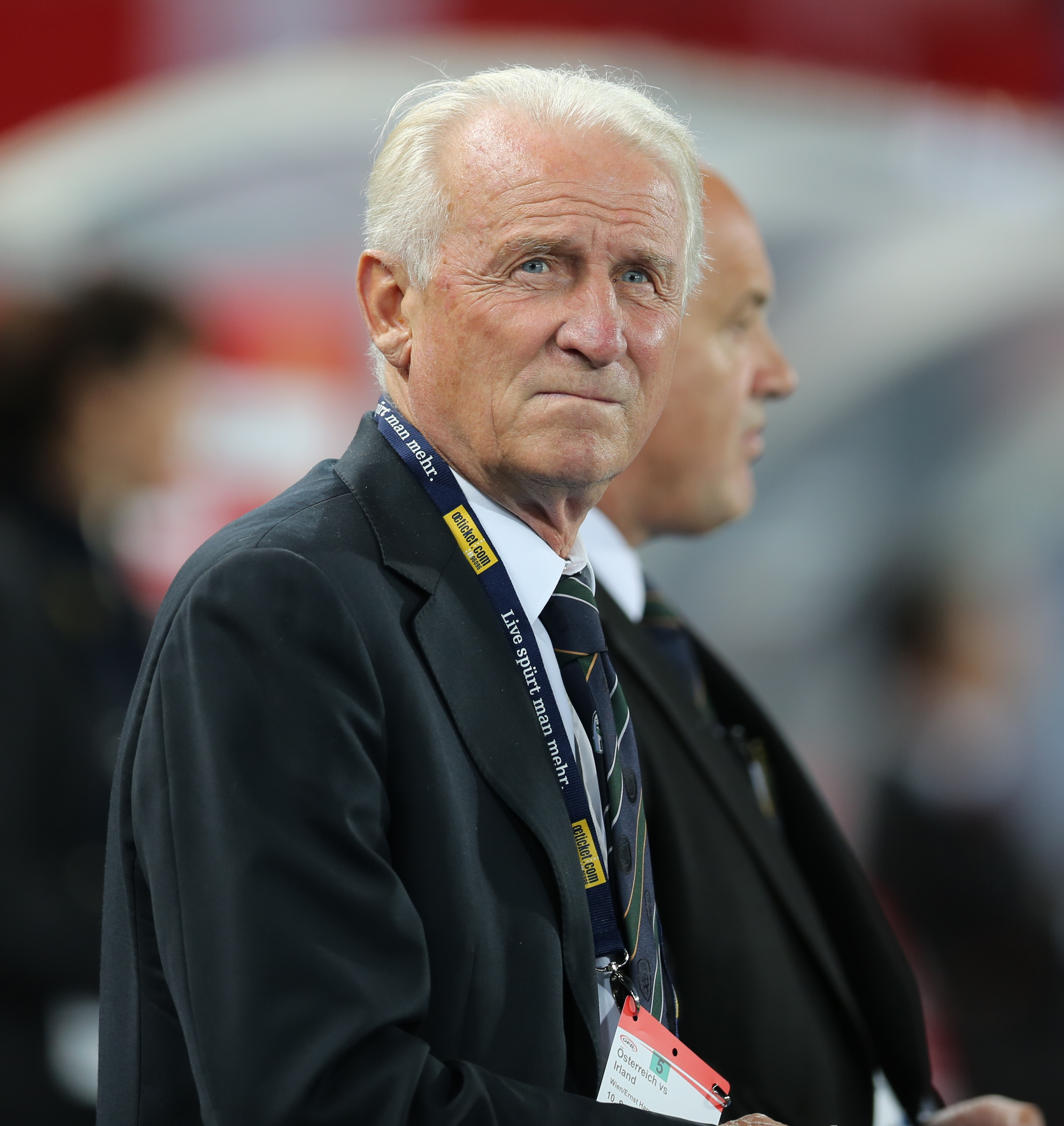
Giovanni Trapattoni (1986-1991).
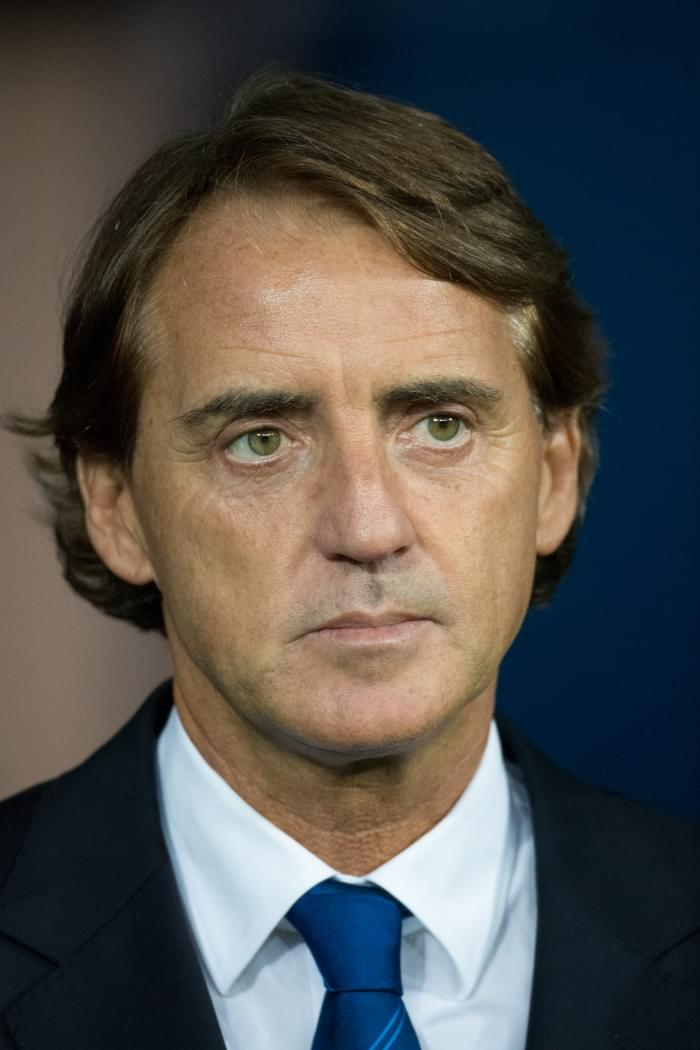
Roberto Mancini (2004-2008).
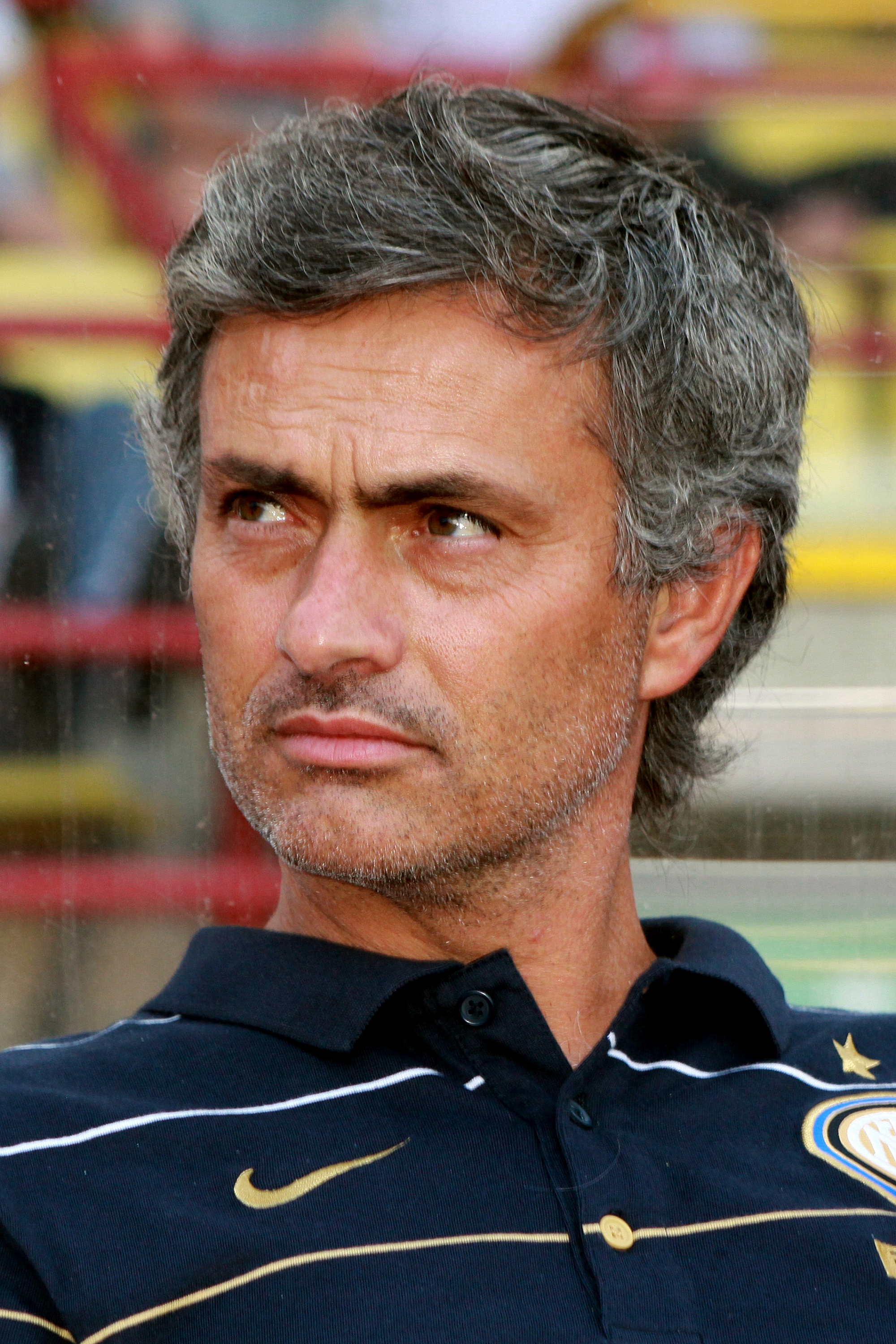
José Mourinho (2008-2010).
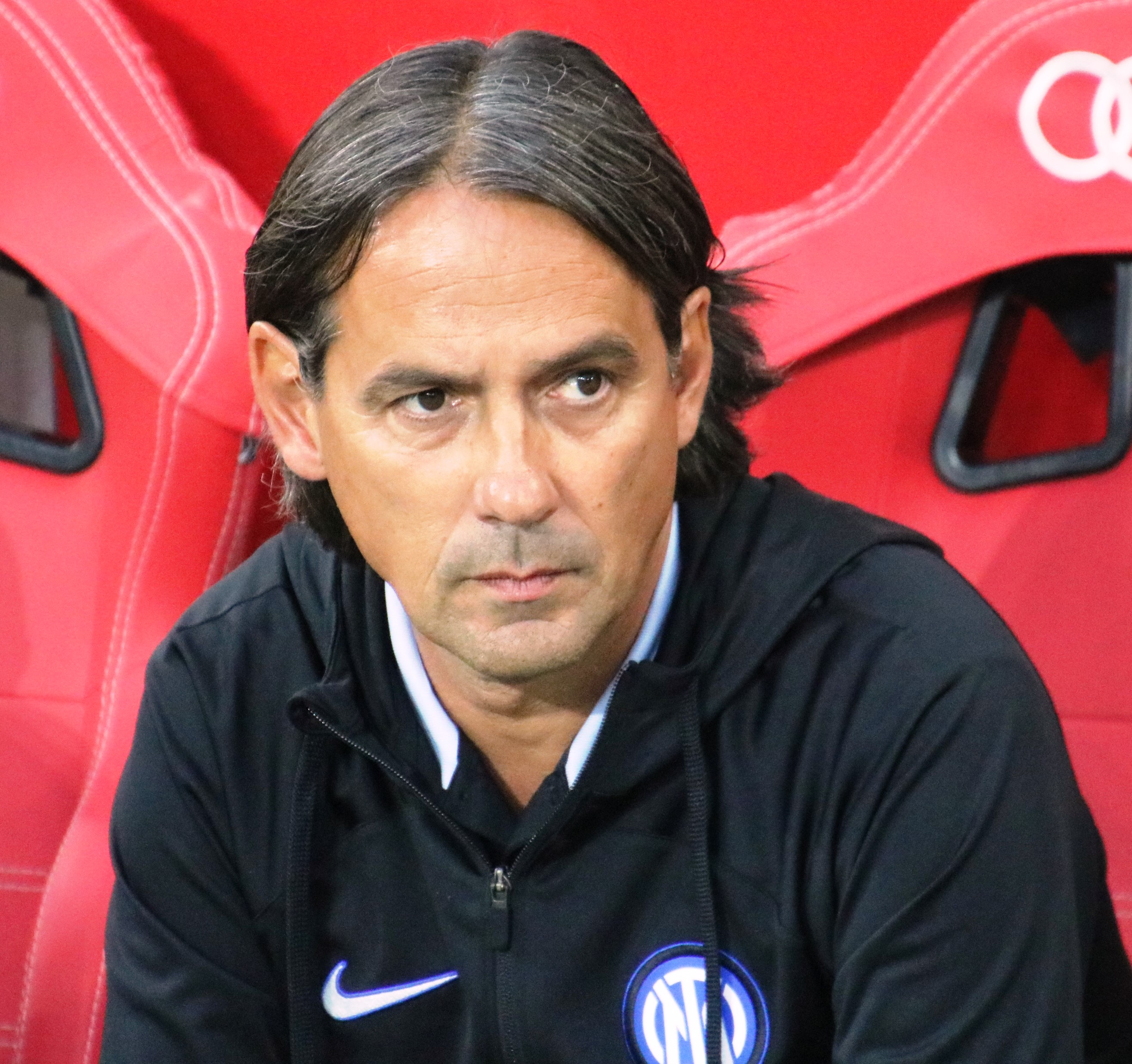
Simone Inzaghi (2021-2025).

### Joueurs

#### Joueurs emblématiques

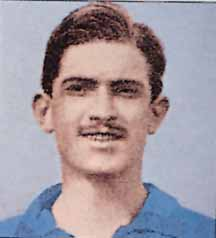
Virgilio Fossati, le premier capitaine.

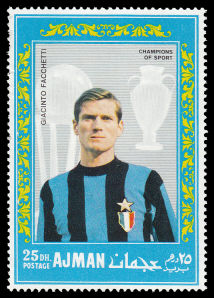
Giacinto Facchetti, joueur emblématique de la Grande Inter.

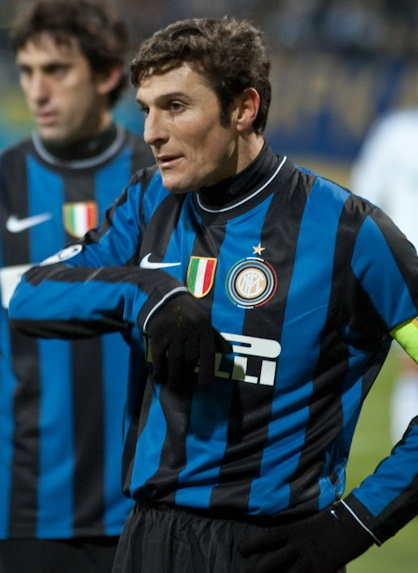
Javier Zanetti, le capitaine emblématique et le joueur le plus capé du club.

En 100 ans d'histoire, plus de 800 joueurs ont porté le maillot nerazzurro, principalement des italiens. Nombre d'entre eux ont joué dans l'équipe nationale italienne.
Parmi les principaux joueurs italiens, Virgilio Fossati, le premier capitaine et entraîneur, Luigi Cevenini, connu sous le nom de Cevenini III (il est, en fait, le troisième de cinq frères, tous footballeurs), Giuseppe Meazza, véritable symbole des joueurs des années vingt et trente avec le maillot de l'Inter et de l'Italie, avec qui il a remporté deux championnats du monde en 1934 et 1938, le stade porte son nom. Figurent à ses côtés Luigi Allemandi, Attilio Demaría et Armando Castellazzi, champions du monde en 1934 et Giovanni Ferrari, Pietro Ferraris, Ugo Locatelli et Renato Olmi, champions en 1938.
Il faut également noter Giacinto Facchetti, l'arrière gauche de la Grande Inter dans les années 1960 et 1970, l'un des premiers défenseurs à prendre le couloir pour centrer. Son numéro, le 3, a été retiré. À côté de lui à cette époque, entre autres, Sandro Mazzola, Armando Picchi, Tarcisio Burgnich, Angelo Domenghini, Aristide Guarneri et Mario Corso tous, sauf Corso et Picchi, ont remporté le championnat d'Europe en 1968 et ont été finaliste du Mondial 1970.
Dans les années 1960, avec la fermeture des frontières, brillent des joueurs comme Roberto Boninsegna, meilleur buteur de Serie A en 1971 et 1972, Evaristo Beccalossi et Graziano Bini, capitaine pendant sept saisons.
Dans les années 1980, apparaissent Alessandro Altobelli, l'un des attaquants les plus prolifiques de l'histoire de l'Inter, champion du monde en 1982 avec Gabriele Oriali, Ivano Bordon, Giampiero Marini et Giuseppe Bergomi le second joueur à avoir le plus souvent enfilé le maillot de l'Inter (756) et le seul joueur à avoir remporté les trois Coupe de l'UEFA avec son ex-coéquipier Nicola Berti. Walter Zenga, le gardien de l'Inter durant 15 saisons, a été élu pour trois années consécutives Meilleur gardien de football de l'année (IFFHS), de 1989 à 1991 et il est le détenteur du record encore inégalé d’invincibilité (518 minutes) dans un mondial et Aldo Serena, meilleur buteur en 1989.
Dans les années 1990, Nicola Berti, toujours au club, est finaliste du Mondial 1994. Les Années 2000 ont vu Luigi Di Biagio, finaliste malheureux de l'Euro 2000, Christian Vieri, meilleur buteur de Serie A en 2003 et Marco Materazzi, acteur de la victoire au Mondial 2006 et vainqueur de cinq championnats consécutifs.
Parmi les joueurs non italiens, sont à noter dans les années cinquante le Hongrois István Nyers, le Suédois Lennart Skoglund, vice-champion du monde en 1958 et l'Argentin Antonio Valentín Angelillo, détenteur du record de buts lors des championnats à 18 équipes (33 buts en 1959), Dans les années 1960, le milieu droit brésilien Jair et le milieu gauche Luis Suárez, champion d'Europe en 1964. Jusqu'en 1980 il était impossible de recruter des non-Italiens, tandis que dans les années quatre-vingt, des joueurs étrangers arrivent en particulier allemands, comme Karl-Heinz Rummenigge, vice-champion du monde en 1986, Lothar Matthäus, qui a remporté le Ballon d'or 1990 et Meilleur footballeur de l'année FIFA en 1991 et vainqueur, avec Andreas Brehme et Jürgen Klinsmann, du Mondial 1990 joué en Italie. Dans les années 1990, l'Inter portera bien son nom, de nombreux joueurs étrangers arriveront : parmi lesquels Ronaldo, qui a remporté deux Ballon d'or élu Meilleur footballeur de l'année FIFA à trois reprises et champion du monde en 2002, l'Argentin Javier Zanetti, emblématique capitaine et le Français Youri Djorkaeff, champion du monde en 1998.

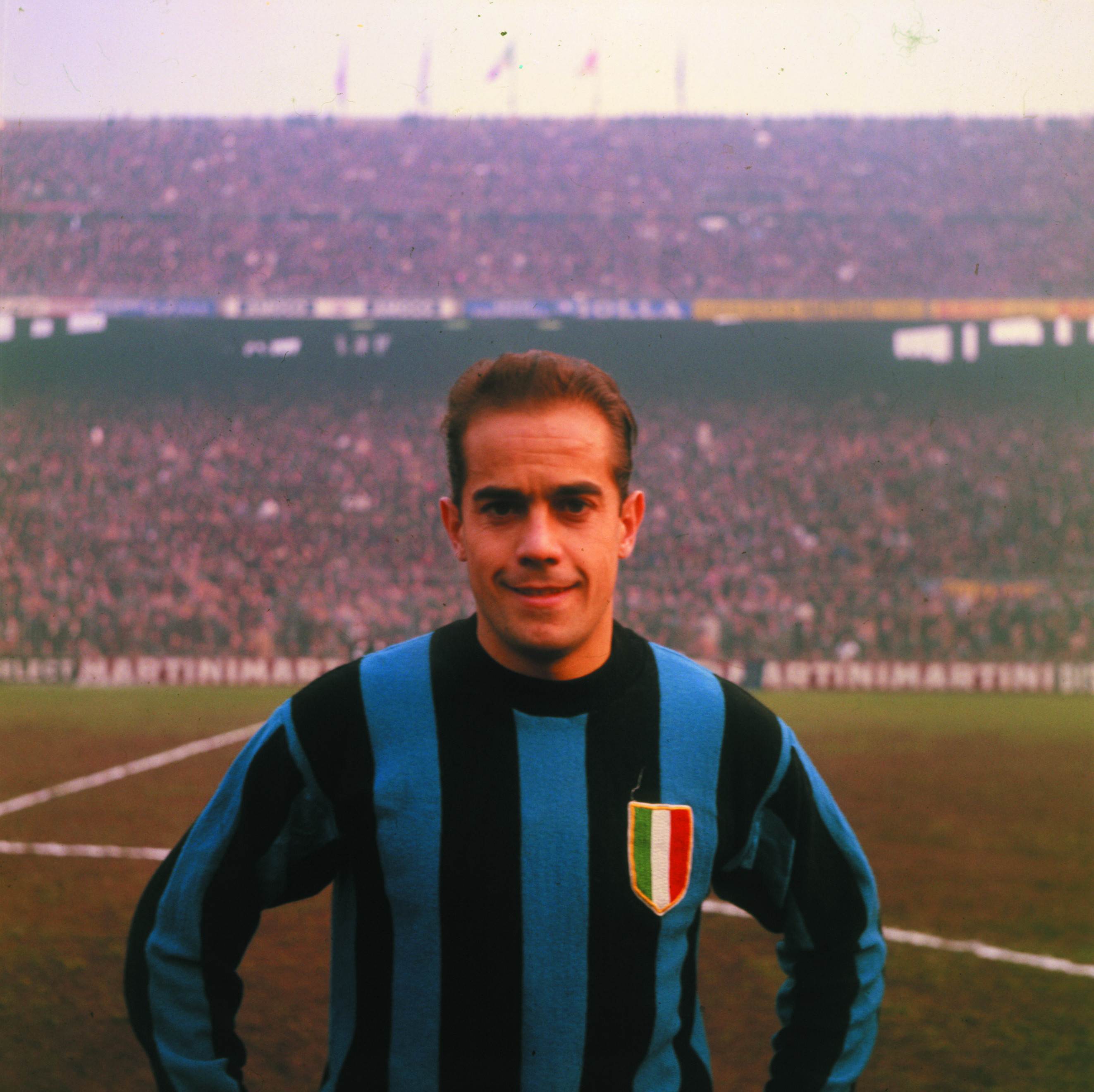
Luis Suarez (1961-1970).
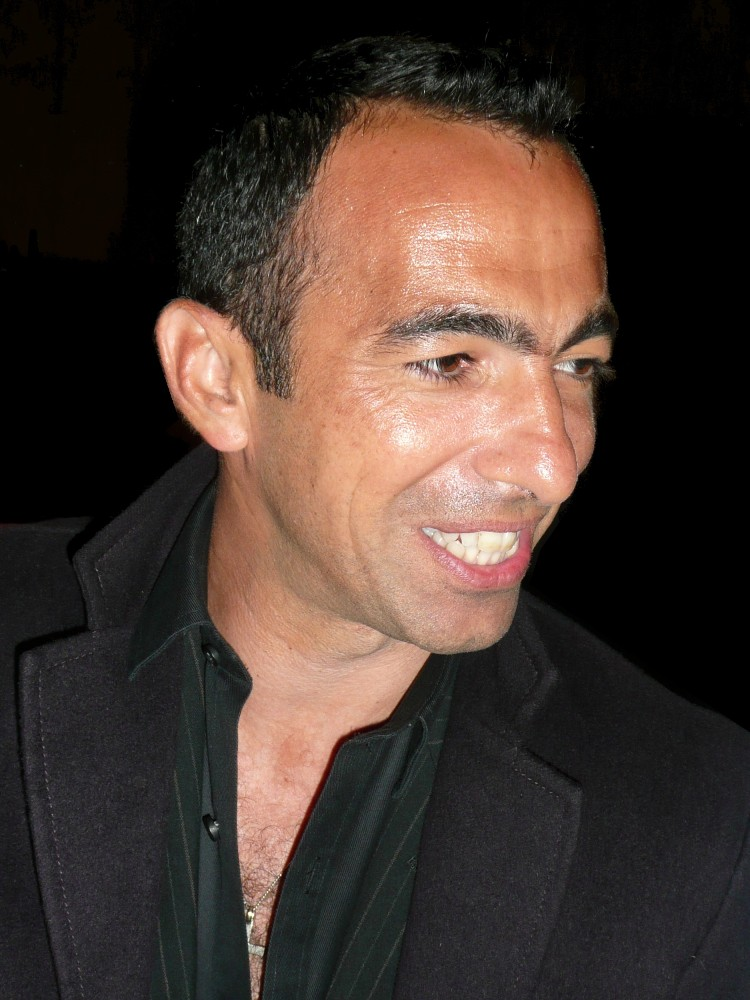
Youri Djorkaeff (1996-1999).
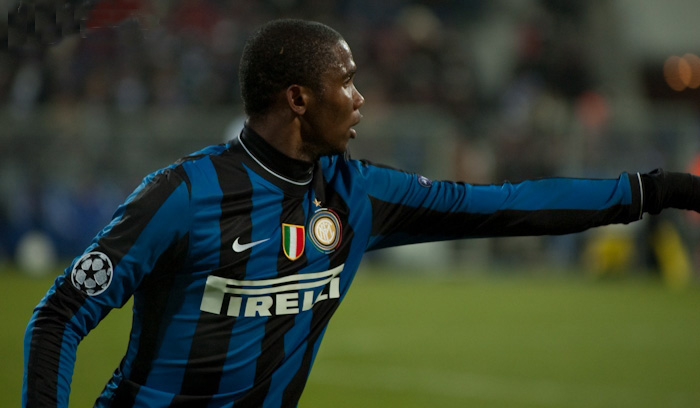
Samuel Eto’o (2009-2011).
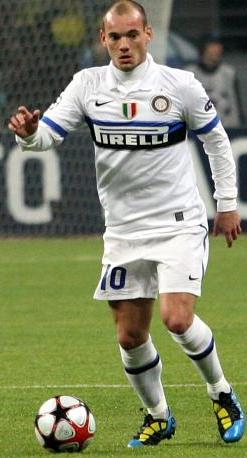
Wesley Sneijder (2009-2013).
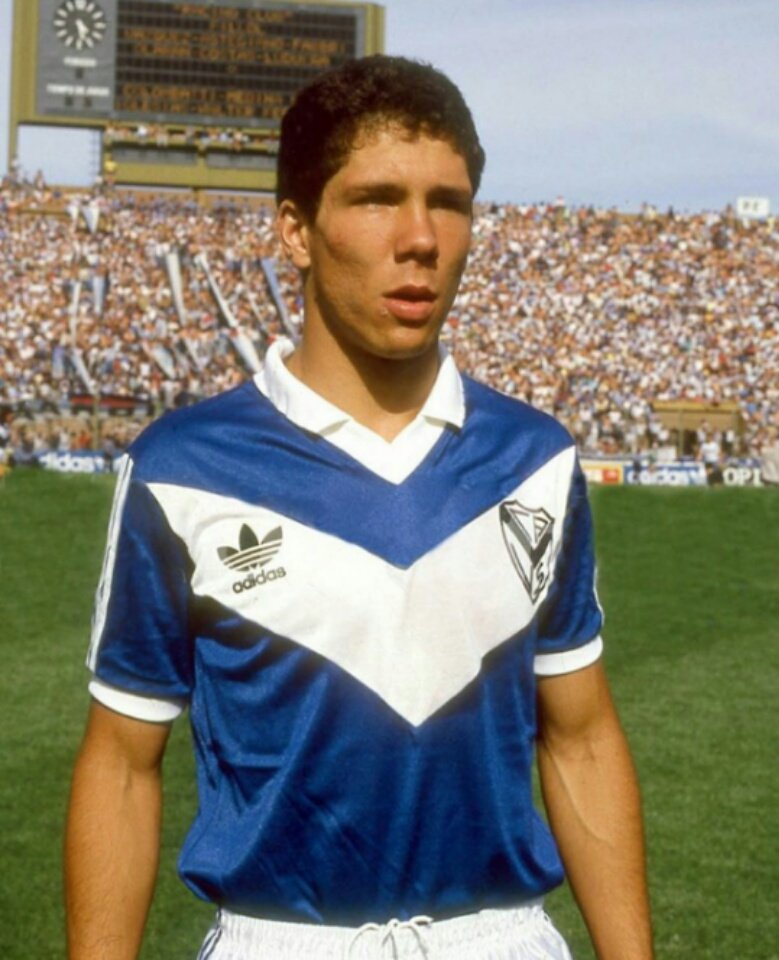
Diego Simeone (1997-1999).
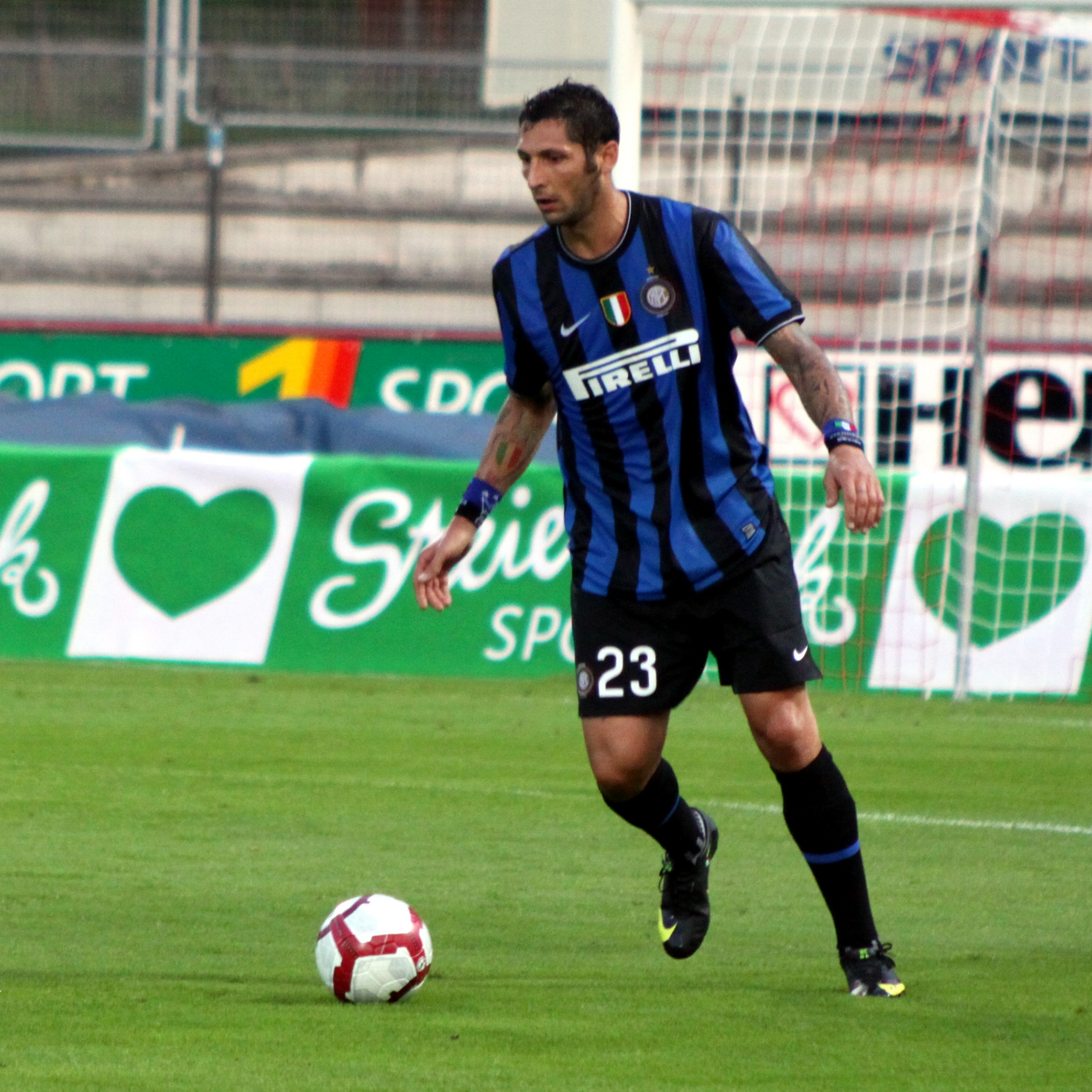
Marco Materazzi (2001-2011).
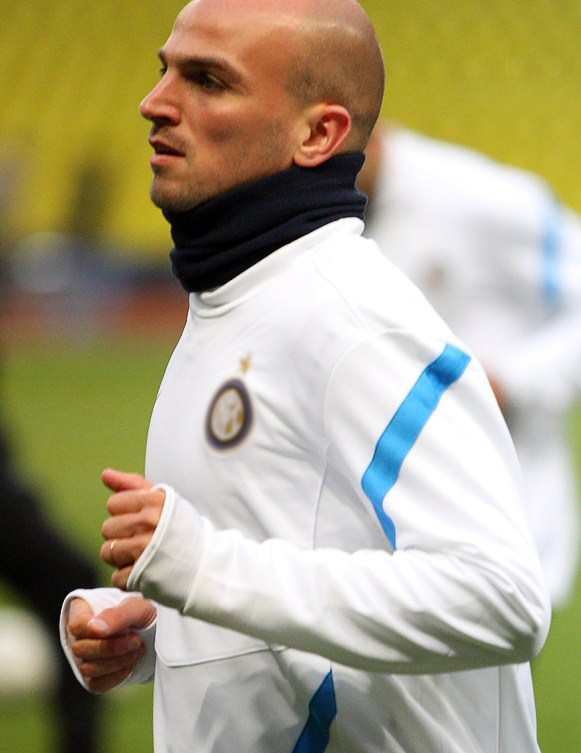
Esteban Cambiasso (2004-2013).
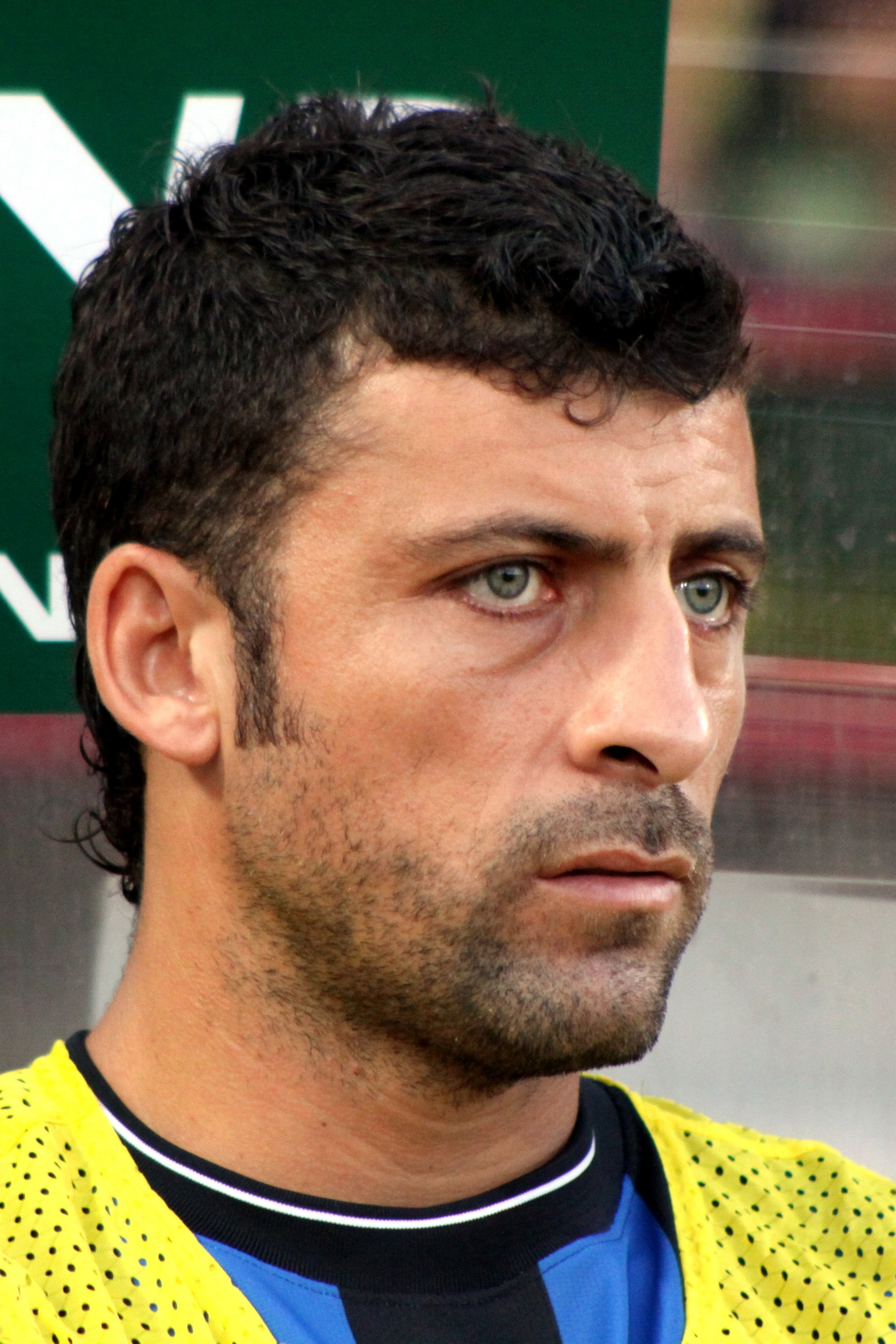
Walter Samuel (2005-2014).
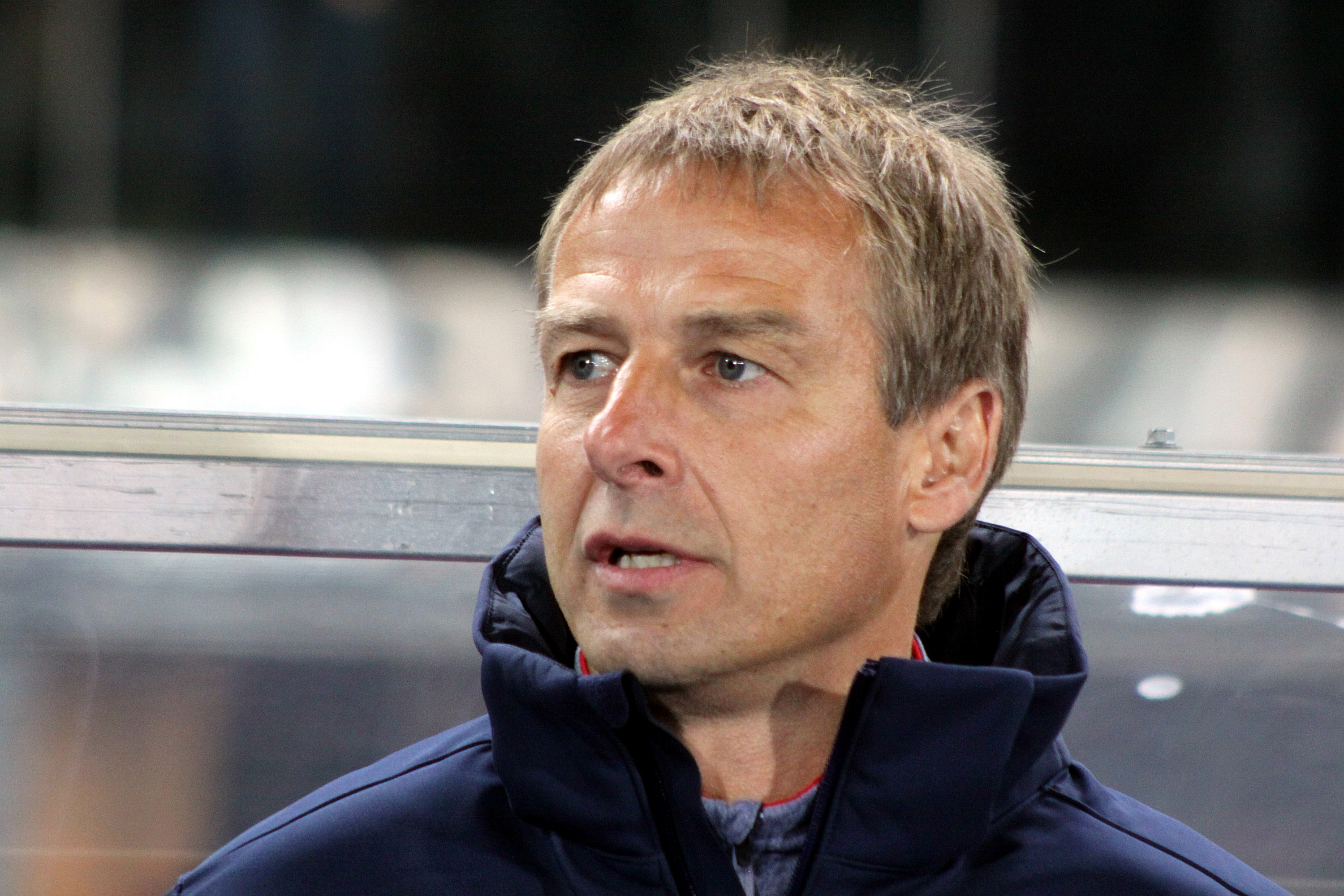
Jurgen Klinsmann (1989-1992).
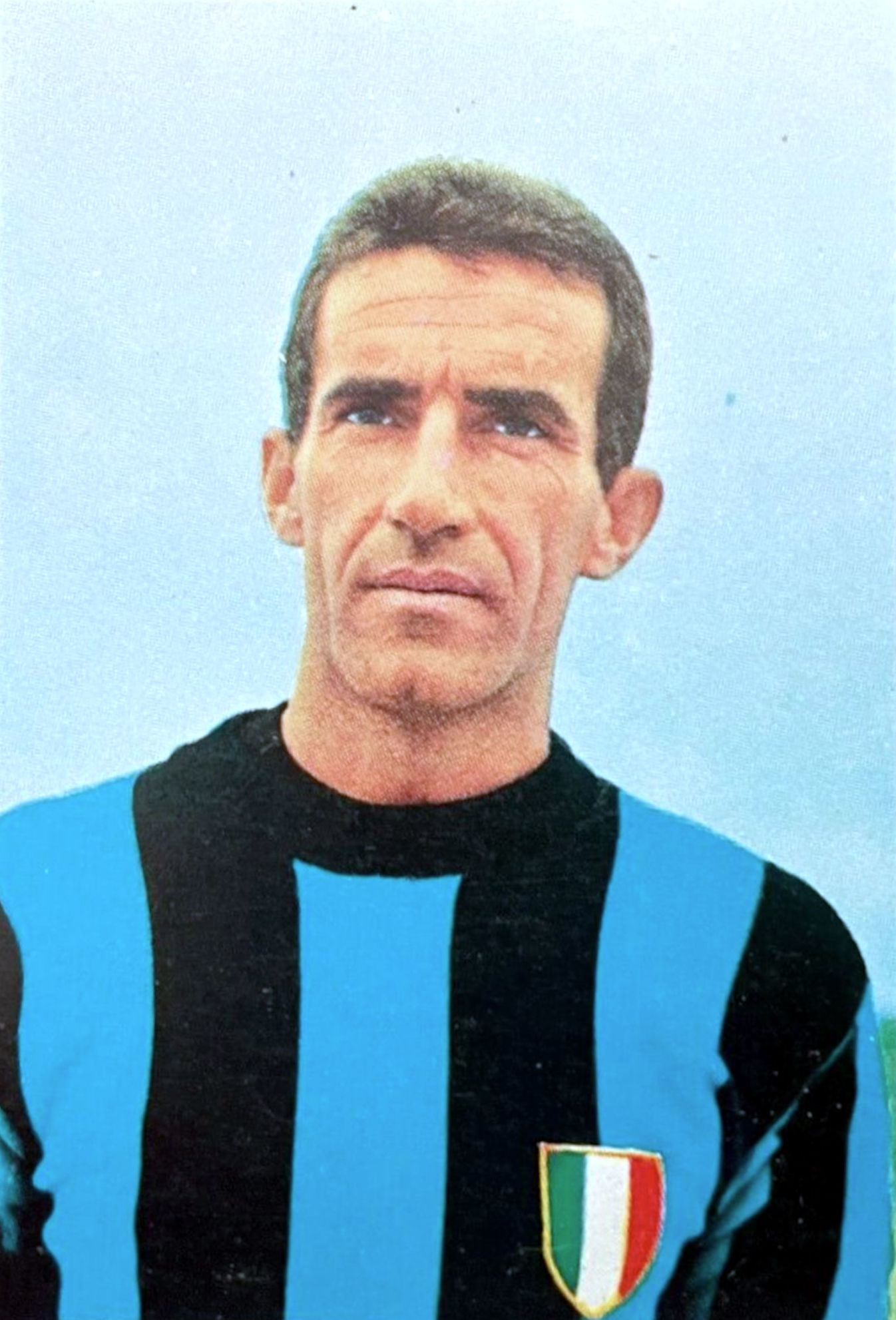
Armando Picchi (1960-1967).

### Inter Hall of Fame
Crée en 2018 à l'occasion des 110 ans du club, le « temple de la renommée » interiste consacre chaque année les légendes Nerazzurri à partir d'une sélection faite par les fans.
| Joueur             | Position  | Année |
| ------------------ | --------- | ----- |
| Walter Zenga       | Gardien   | 2018  |
| Javier Zanetti     | Défenseur | 2018  |
| Lothar Matthäus    | Milieu    | 2018  |
| Ronaldo            | Attaquant | 2018  |
| Francesco Toldo    | Gardien   | 2019  |
| Giacinto Facchetti | Défenseur | 2019  |
| Dejan Stanković    | Milieu    | 2019  |
| Giuseppe Meazza    | Attaquant | 2019  |
| Julio César        | Gardien   | 2020  |
| Giuseppe Bergomi   | Défenseur | 2020  |
| Esteban Cambiasso  | Milieu    | 2020  |
| Diego Milito       | Attaquant | 2020  |
| Gianluca Pagliuca  | Gardien   | 2021  |
| Marco Materazzi    | Défenseur | 2021  |
| Wesley Sneijder    | Milieu    | 2021  |
| Samuel Eto'o       | Attaquant | 2021  |
| Ivano Bordon       | Gardien   | 2022  |
| Maicon             | Défenseur | 2022  |
| Sandro Mazzola     | Milieu    | 2022  |
| Christian Vieri    | Attaquant | 2022  |

#### Vainqueur du Ballon d'or
Onze joueurs de l'Inter ont terminé sur le podium du Ballon d'or :

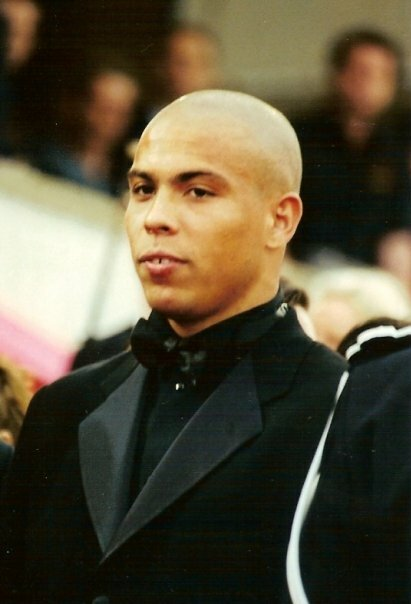
Ronaldo est sacré Ballon d’Or en 1997 et 2002.

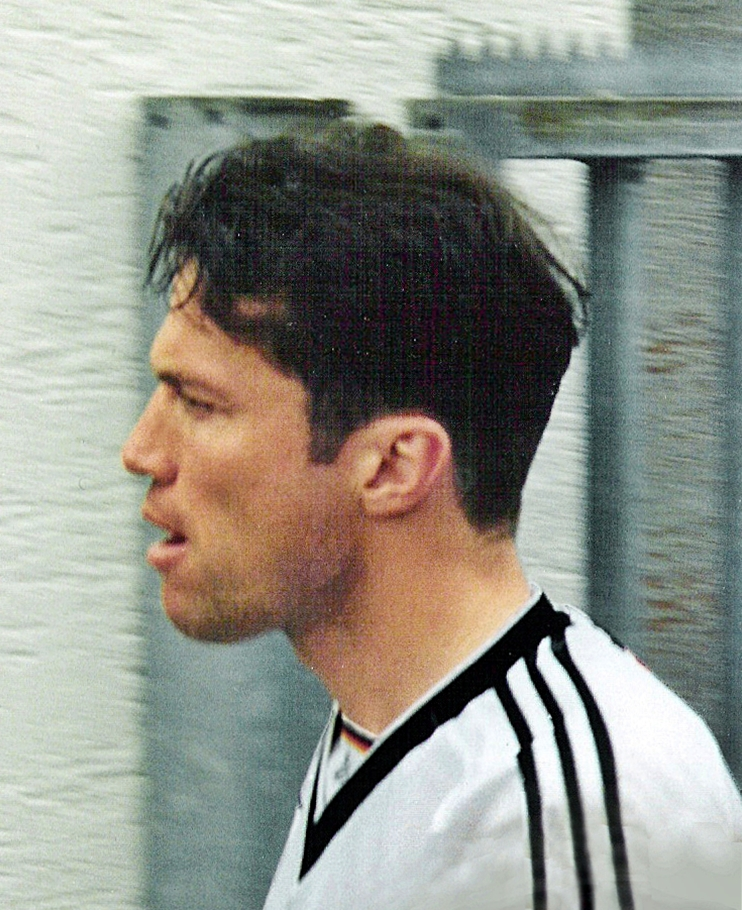
Lothar Matthäus est Ballon d’Or en 1990 et second en 1991.

| Lauréats (3)                                               | 2e place (6) | 3e place (3)                                                  |
| ---------------------------------------------------------- | --- | ------------------------------------------------------------- |
| - 1990 : Lothar Matthäus - 1997 : Ronaldo - 2002 : Ronaldo | - 1961 : Luis Suárez - 1964 : Luis Suárez - 1965 : Giacinto Facchetti - 1971 : Sandro Mazzola - 1991 : Lothar Matthäus - 1993 : Dennis Bergkamp | - 1965 : Luis Suárez - 1990 : Andreas Brehme - 1998 : Ronaldo |

#### Autres distinctions individuelles
Meilleur footballeur de l'année FIFA
- 1991 – Lothar Matthäus
- 1997 – Ronaldo
- 2002 – Ronaldo

Meilleur footballeur de l'année UEFA
- 1998 – Ronaldo
- 2010 – Diego Milito

Meilleur attaquant de l'année UEFA
- 1998 – Ronaldo
- 2010 – Diego Milito

Meilleur milieu de terrain de l'année UEFA
- 2010 : Wesley Sneijder

Meilleur défenseur de l'année UEFA
- 2010 : Maicon

Meilleur gardien de l'année UEFA
- 2010 : Júlio César

#### Meilleurs buteurs en compétitions officielles
| Pos° | Nom                  | Carrière au club    | Serie A | Coupe d'Italie | Europe | Autres | Total |
| ---- | -------------------- | ------------------- | ------- | -------------- | ------ | ------ | ----- |
| 1    | Giuseppe Meazza      | 1927-1940 1946-1947 | 243     | 12             | 0      | 29     | 284   |
| 2    | Alessandro Altobelli | 1977-1988           | 128     | 46             | 35     | 0      | 209   |
| 3    | Roberto Boninsegna   | 1969-1976           | 113     | 36             | 22     | 0      | 171   |
| 4    | Alessandro Mazzola   | 1960-1977           | 116     | 24             | 17     | 3      | 161   |
| 5    | Luigi Cevenini       | 1912-1927           | 158     | 0              | 0      | 0      | 158   |
| 6    | Lautaro Martínez     | 2018-               | 115     | 8              | 24     | 4      | 151   |
| 7    | Benito Lorenzi       | 1947-1958           | 138     | 2              | 3      | 0      | 143   |
| 8    | István Nyers         | 1948-1954           | 133     | 0              | 0      | 0      | 133   |
| 9    | Mauro Icardi         | 2013-2020           | 111     | 3              | 10     | 0      | 124   |
| 10   | Christian Vieri      | 1999-2005           | 103     | 8              | 12     | 0      | 123   |

Mis à jour le 7 mai 2025.

#### Joueurs les plus capés en compétitions officielles
| Pos° | Nom                  | Carrière au club | Serie A | Coupe d'Italie | Europe | Autres | Total |
| ---- | -------------------- | ---------------- | ------- | -------------- | ------ | ------ | ----- |
| 1    | Javier Zanetti       | 1995-2014        | 620     | 80             | 208    | 10     | 858   |
| 2    | Giuseppe Bergomi     | 1980-1999        | 519     | 119            | 117    | 1      | 756   |
| 3    | Giacinto Facchetti   | 1960-1978        | 476     | 85             | 68     | 5      | 634   |
| 4    | Alessandro Mazzola   | 1960-1977        | 418     | 80             | 63     | 4      | 565   |
| 5    | Giuseppe Baresi      | 1977-1992        | 392     | 92             | 74     | 1      | 559   |
| 6    | Mario Corso          | 1957-1973        | 414     | 41             | 48     | 5      | 503   |
| 7    | Walter Zenga         | 1978-1994        | 328     | 73             | 71     | 1      | 473   |
| 8    | Tarcisio Burgnich    | 1962-1974        | 359     | 47             | 57     | 4      | 467   |
| 9    | Alessandro Altobelli | 1977-1988        | 317     | 80             | 69     | 0      | 466   |
| 10   | Iván Córdoba         | 1999-2012        | 324     | 34             | 92     | 5      | 454   |

Mis à jour le 21 août 2020.

## Effectif professionnel actuel
Le premier tableau liste l'effectif professionnel Nerazzurri pour la saison 2024-2025. Le second recense les prêts effectués par le club lors de cette même saison.
En grisé, les sélections de joueurs internationaux chez les jeunes mais n'ayant jamais été appelés aux échelons supérieurs une fois l'âge-limite dépassé ou les joueurs ayant pris leur retraite internationale.
Note : Les numéros 3 et 4 ont été retirés par le club. En effet, le 3 est celui que portait Giacinto Facchetti, joueur puis président de 2004-2006, décédé le 4 septembre 2006.
L'emblématique numéro 4 de Javier Zanetti est retiré en guise de remerciement pour ses dix-neuf ans passés au club.

## Culture populaire

### Rivalités
La plus grande rivalité nourrie par l'Inter résulte évidemment de la lutte pour la suprématie locale avec l'AC Milan, qui s'exprime notamment lors des rencontres entre les deux clubs, dénommés derby della Madonnina. La Madonnina est la statue dorée de la Madone qui coiffe le Dôme de Milan.
L'autre grand derby qui occupe les médias et les supporters en Italie est le « derby d'Italie », contre la Juventus. Ce derby prend sa source dès les années 1960 mais s'est accentué depuis les années 1990 et la lutte régulière en tête du classement des deux clubs. La rivalité atteint son paroxysme depuis la rétrogradation en deuxième division des Bianconeri et l'annulation de leurs Scudetti 2005 et 2006, ce dernier ayant été donné à l'Inter.

### Supporters

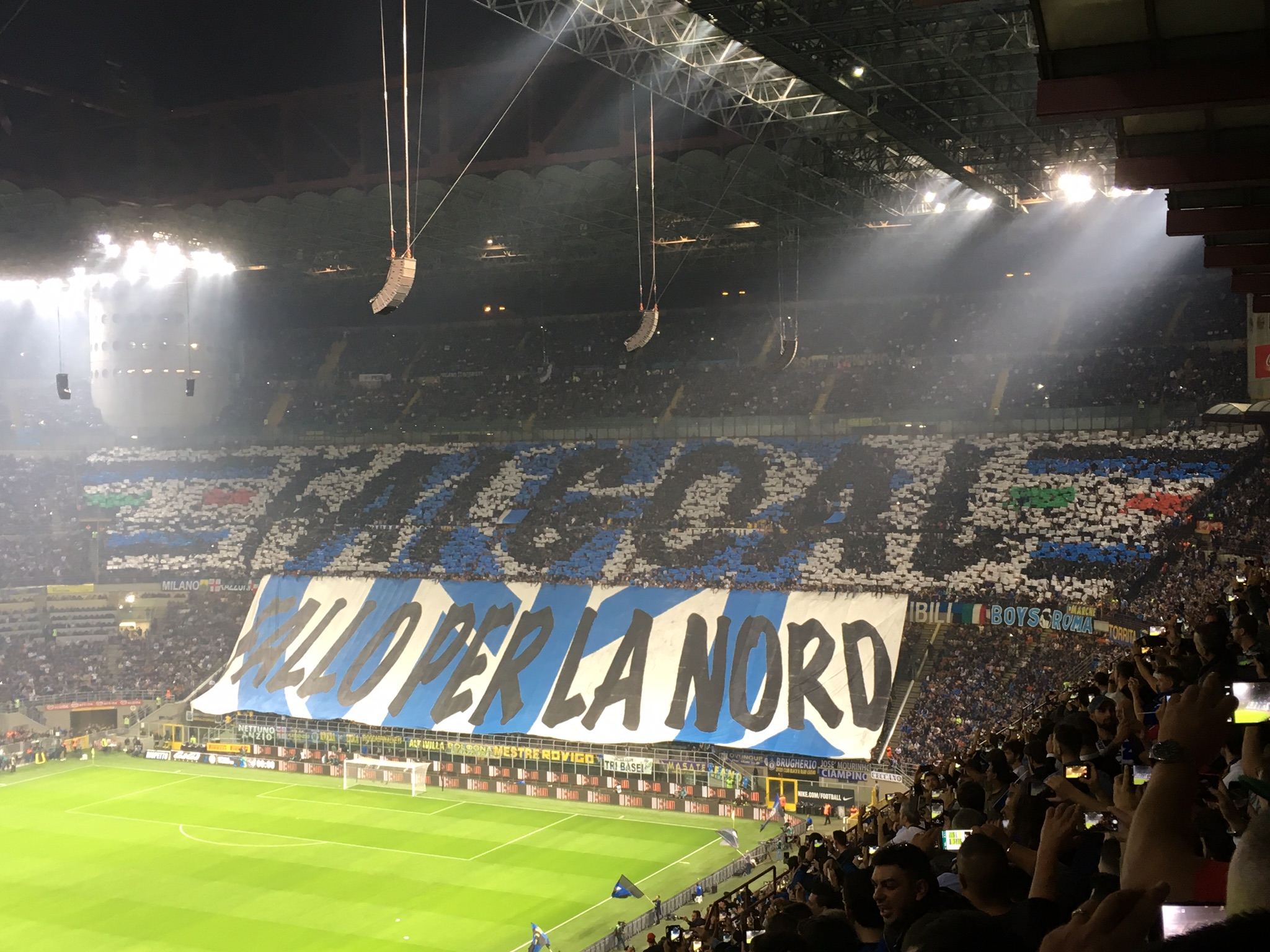
Chorégraphie des supporters interistes.

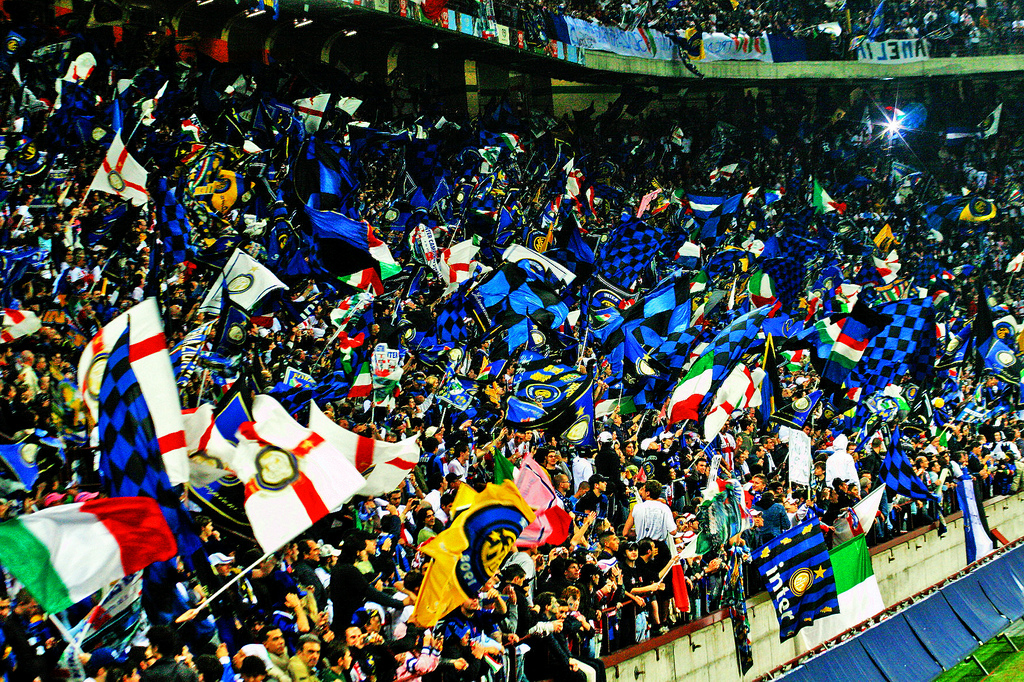
Les supporteurs de l'Inter avec les drapeaux de leur club au stade.

L'Inter est, selon un sondage récent de septembre 2011, le deuxième club le plus soutenu du pays.
En Europe, les Nerazzurri se classe au huitième rang parmi les équipes avec le plus grand nombre de fans, comptant 17,5 millions, tel que révélé par une étude publiée par la société allemande Sport + Markt en septembre 2010.
Contrairement à son rival, l'AC Milan, soutenu plutôt par les classes populaires, l'Inter a peu de fans issus des couches les moins aisées. En effet, les fans de l'Inter surnomment les tifosi rivaux les Casciavìt, ce qui signifie « tournevis », pour indiquer l'origine prolétaire des Rossoneri. À leur tour, les fans du Milan appellent leurs cousins ennemis les baùscia, terme milanais qui signifie « fanfarons », pour stigmatiser la tifoseria nerazzurra composée principalement de supporters issus des classes moyennes et supérieures. Cette appellation date des années 1960 et les deux surnoms apparaissent aujourd'hui anachroniques et presque obsolètes.
Les fans de l'Inter sont jumelés avec ceux du Varèse Calcio (pour la rivalité avec les fans du Côme 1907, jumelé avec Milan), de Valence CF, les Ultras Yomus et surtout de la Lazio. Ce jumelage est certainement l'un des plus solides et importants de l'Italie, depuis les années 1980, en réponse au jumelage (aujourd'hui rompu) entre Roma et AC Milan. Le lien a été renforcé lors de la finale de la Coupe UEFA 1997-1998 et le 2 mai 2010, au Stadio Olimpico, où supporters de la Lazio et de l'Inter tentèrent de voler le drapeau du rival commun de Rome.
Les rivalités les plus vives sont en particulier avec les fans de la Juventus, le Derby d'Italie, et avec Milan, connu sous le nom Derby de la Madonnina. C'est dans ces deux matches que l'affluence au stade arrive à son apothéose. Il y a aussi de fortes rivalités avec d'autres fans ceux du Napoli, de l'Atalanta et de la Roma.
Les ultras du club entretiennent de très bonnes relations avec leurs homologues français, les ultras de l'OGC Nice. Notamment grâce au joueur Alexy Bosetti (proche des ultras niçois) qui n'hésite pas à se rendre dans la Curva Nord avec plusieurs adhérents du groupe ultra niçois : la Populaire Sud.

### L'Inter dans la culture populaire
Étant l'un des clubs les plus titrés du pays, l'Inter est incontournable non seulement dans le football mais aussi dans la culture italienne.
Bruno Bolchi, joueur interiste, est la première figurine imprimée de la collection Panini. Le club a été le premier, avec Palerme, à apparaître dans une émission sportive, la Domenica Sportiva. Le 3 janvier 1954, le jour même où a débuté officiellement l'émission de la RAI.
Dans les années 1960, l'Inter est devenu la première équipe au monde à introduire les abonnements au stade après la naissance du premier club de tifosi. Le 30 juillet 1995, l'équipe nerazzurra a également été le premier club de football italien à ouvrir un site internet, inter.it. Pendant 15 ans, il a été le site de club le plus visité dans le monde et le deuxième de sport en Italie,.
En mai 2011, le maillot de l'Inter est le premier d'une équipe de football à voler dans l'espace. L'astronaute italien Paolo Nespoli, qui a effectué la mission MagISStra, portait le maillot Nerazzurri.
De nombreuses références à l'Inter se retrouvent dans plusieurs films, tels Eccezzziunale… veramente et sa suite Eccezzziunale… veramente - Capitolo secondo… me où Diego Abatantuono joue le rôle de Franco, un supporter interiste. Dans une conversation avec un ami, Donato Cavallo, supporter milaniste (toujours joué par Abatantuono) ironise sur le fait que l'Inter ne sera jamais en mesure de remporter quatre titres de champion consécutifs, hypothèse démentie trois ans plus tard. Autres références cinématographiques, A due calci dal paradiso, où deux jeunes peuvent devenir joueurs de l'Inter, ainsi que la comédie loufoque Paulo Roberto Cotechiño centravanti di sfondamento. L'allenatore nel pallone et L'allenatore nel pallone 2, dans lequel l'Inter est cité comme référence. Un film important pour l'Inter est le documentaire d'Alberto d'Onofrio sur Giacinto Facchetti, Il Capitano, présenté à la Mostra de Venise 2007.
L'Inter et certains de ses joueurs ont également été cités dans le domaine musical : Eravamo in 100.000 de Adriano Celentano et trois chansons de Luciano Ligabue, Una vita da mediano, dédié à Gabriele Oriali, Hai un momento Dio? et A che ora è la fine del mondo?, qui évoque Riccardo Ferri et son record de but contre son camp.

### Note
1. ↑  Seule la nationalité sportive est indiquée. Un joueur peut avoir plusieurs nationalités mais n'a le droit de jouer que pour une seule sélection nationale.
2. ↑  Seule la sélection la plus importante est indiquée.